# Mikhaïl Gorbatchev
« Gorbatchev » redirige ici. Pour les autres significations, voir Gorbatchev (homonymie).
Mikhaïl Sergueïevitch Gorbatchev ou Gorbatchov (en russe : Михаил Сергеевич Горбачёв, /mʲɪxɐˈil sʲɪrˈɡʲejɪvʲɪtɕ ɡərbɐˈtɕɵf/ ), né le 2 mars 1931 à Privolnoïe (dans l'actuel kraï de Stavropol) et mort le 30 août 2022 à Moscou, est un homme d'État soviétique puis russe.
Originaire d'un milieu paysan modeste, il fait des études de droit avant d'intégrer le Parti communiste de l'Union soviétique au début des années 1950. En trois décennies, il gravit les différents échelons du parti jusqu'à occuper la plus haute fonction, celle de secrétaire général du comité central du Parti communiste de l'Union soviétique : de fait, il dirige l'Union des républiques socialistes soviétiques (URSS) entre 1985 et 1991.
Lorsqu'il arrive au pouvoir, l'Union soviétique traverse une période de crises politique et économique. Le régime, marqué par les décès prématurés de ses deux derniers dirigeants (Andropov et Tchernenko), ne parvient pas à se réformer ni à enrayer le décrochement économique et militaire vis-à-vis des États-Unis, rivaux de l'URSS en pleine guerre froide.
Ayant pris conscience des grandes difficultés que rencontre le pays, Gorbatchev incarne une volonté de rupture majeure. Il engage alors d'importantes réformes dans le but de sauver le système socialiste. Sur le plan intérieur, il lance une série de transformations connues sous les noms de perestroïka et de glasnost, soit une libéralisation économique, culturelle et politique du pays. Au niveau international, il amorce une politique tendant vers le désarmement nucléaire et une pacification des relations avec les États-Unis.
Toutefois, il se révèle impuissant à maîtriser les évolutions qu'il a lui-même enclenchées et qui ont des conséquences majeures, en cette fin de siècle, pour l'URSS et le monde. Au plan intérieur, la libéralisation incomplète du système économique ne permet pas de garantir aux citoyens un niveau de vie satisfaisant, ce qui rend Gorbatchev particulièrement impopulaire ; les manœuvres politiques des conservateurs opposés à la fin du régime ont pour conséquence le putsch de Moscou, tandis que le réveil des revendications nationalistes aboutit in fine à la dislocation de l'URSS. Sur le plan international, Gorbatchev décide du retrait des troupes soviétiques d'Afghanistan, n'intervient pas lors de la chute des régimes communistes en Europe (marquée notamment par la chute du mur de Berlin en 1989) et participe à la poursuite des traités de réduction des armes nucléaires.
Sa démission en 1991 conclut la dislocation et la disparition de l'URSS et marque la fin de la guerre froide. Il est ainsi le dernier dirigeant de l'URSS, tandis que son rival Boris Eltsine devient président de la fédération de Russie.
Défendant une approche pacifiste, réformatrice et ouverte sur le monde, il se distingue particulièrement des anciens dirigeants soviétiques. De ce fait, il est particulièrement apprécié dans le monde occidental (la presse occidentale parle d'une Gorbymania). Il reçoit le prix Nobel de la paix en 1990 pour sa contribution à la fin de la guerre froide. En revanche, il est très peu apprécié en Russie, où beaucoup lui reprochent les conditions de la dislocation de l’URSS, la perte du statut de superpuissance et la situation économique et sociale de la Russie au cours des années 1990.
Candidat à l’élection présidentielle russe de 1996, il arrive en septième position avec 0,5 % des voix. Il fonde deux partis de centre gauche, qui ne rencontrent aucun succès. Des études réalisées ultérieurement confirment son impopularité dans le pays. Il meurt à 91 ans, sans jamais avoir retrouvé de mandat ni de fonction de premier plan.

## Enfance et adolescence (1931-1950)

### Originaire d'une région agricole du Caucase du Nord

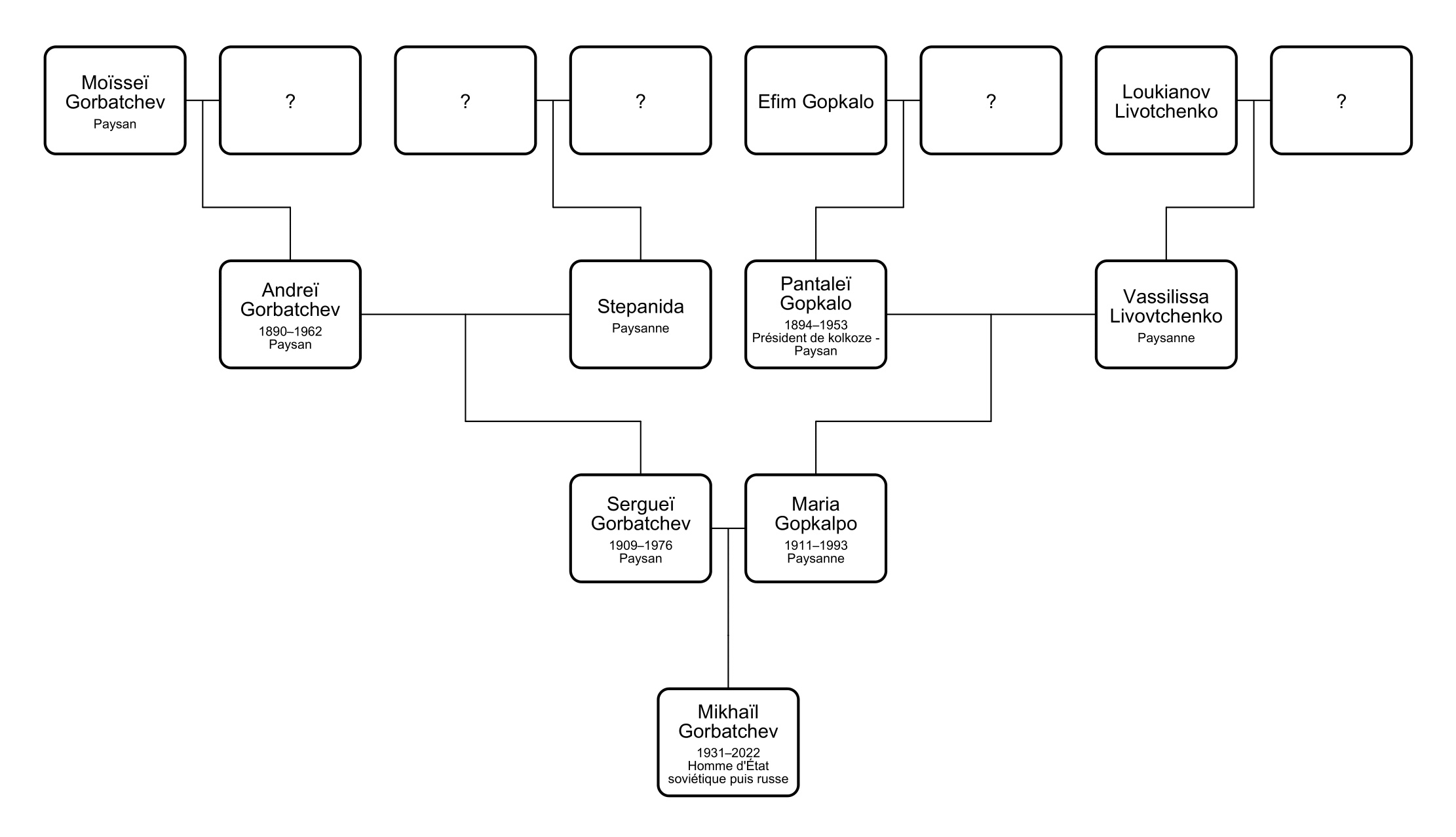
Généalogie de Mikhaïl Gorbatchev.

Mikhaïl Gorbatchev naît le 2 mars 1931 à Privolnoïe, un village du sud-ouest de l'URSS dans les plaines du Caucase du Nord, situé à 1 200 km de Moscou. Cette localité appartient au territoire (devenu un kraï en 1934) de Stavropol, une région agricole aux terres fertiles, l’un des greniers à blé de la Russie, peuplée majoritairement de russes,,.
À 50 km de la gare la plus proche et à 137 km de la capitale régionale, Privolnoïe est particulièrement isolé,. Selon Gorbatchev, plusieurs semaines sont parfois nécessaires pour qu'un courrier en provenance de Moscou leur parvienne.
L'histoire de la population locale est étroitement liée à celle des cosaques qui se sont installés dans la région au XVIIIe siècle ainsi qu'aux multiples migrations et échanges de populations qui ont suivi. Avant la naissance de Gorbatchev, la région est durement marquée par les affrontements de la guerre civile entre les russes « blancs » et « rouges »,. Comme dans d'autres régions de Russie, la population reste longtemps divisée (après la victoire des bolcheviques) entre ceux qui soutiennent les idées révolutionnaires et ceux qui demeurent hostiles.
La famille de Gorbatchev n'est pas épargnée par ces dissensions. D'un côté, son grand-père paternel, Andreï, refuse la collectivisation et développe sa ferme en dépit des pressions et des menaces des autorités. De l'autre, son fils Sergueï (père de Gorbatchev), trahit la résistance paternelle pour devenir kolkhozien dans la ferme collective dont Panteleï Gopkalo (le grand-père maternel de Gorbatchev), fervent communiste, est le premier président en 1928,,.

### Naissance dans un milieu modeste
Les deux familles habitent la même rue à Privolnoïe. La lignée paternelle, originaire de la région de Voronej en Russie, s'est établie dans la région à la fin du XIXe siècle,. Quant à la mère de Gorbatchev, sa famille est issue de la région de Tchernihiv en Ukraine. Gorbatchev raconta plus tard que ses premiers mots ont été en ukrainien. Selon lui, le mariage entre ses parents a été arrangé par ses deux grands-pères malgré l'opposition initiale de sa mère. Toutefois, Il souligne être « né dans une famille heureuse. Mon père aimait beaucoup ma mère. En fait, ils ne faisaient qu’un. ».
Au début des années trente, Panteleï (son grand-père maternel) prend la direction d’un autre kolkhoze appelé Krasnyi Oktiabr (« Octobre rouge ») à une vingtaine de kilomètres du village. C'est là que nait Mikhaïl, le premier enfant du couple, avec un angiome sur le haut du crâne. Avant d'avoir l'âge de rentrer à l'école, il préfère rester dans la maison de ses grands-parents plutôt que celle de ses parents,. Il estime avoir eu une première partie d'enfance heureuse : « Ils m'aimaient follement et je jouissais d'une liberté totale. Je me sentais le personnage le plus important de la famille. ». D'abord prénommé civilement Viktor par ses parents, il est baptisé secrètement sur l'insistance de sa grand-mère maternelle – une fervente chrétienne orthodoxe – avec l'aide de son grand-père paternel, et adopte finalement le prénom de Mikhaïl,.
Sa famille, comme la majorité des habitants de la région sont des paysans vivants dans des conditions très modestes,. Dans ses mémoires, Gorbatchev décrit son milieu natal de la manière suivante : « Dans la maison en pisé au sol en terre battue, il n'y avait pas de lits : on dormait sur le poêle russe ou sur des lattes, une touloupe ou des chiffons en guise de couverture. L'hiver, la maison hébergeait le veau qu'on voulait protéger du gel ; au printemps, la poule couveuse dont on voulait hâter la ponte et, souvent, des oies. »
.

### Famille victime de la répression du régime
Aux conditions de vie difficiles s'ajoute la répression (orchestrée par Staline et exécutée par le NKVD, contre les « koulaks») qui accompagne la collectivisation des terres agricoles dans la région comme ailleurs en Russie. Bien que celle-ci ait été annoncée par les autorités soviétiques dès 1917, sa mise en œuvre ne s'intensifie qu'à l'automne 1929, soit peu de temps avant la naissance de Gorbatchev,. Les conséquences des mesures coercitives sont terribles pour les populations. Une famine dévastatrice se propage en 1932-1933, touchant particulièrement l’Ukraine, le Kouban et la Russie du Sud (causant environ 15 000 morts pour la seule région de Stavropol,). Selon Gorbatchev, un tiers voire la moitié de la population du village de Privolnoïe aurait disparu au cours de cette période.

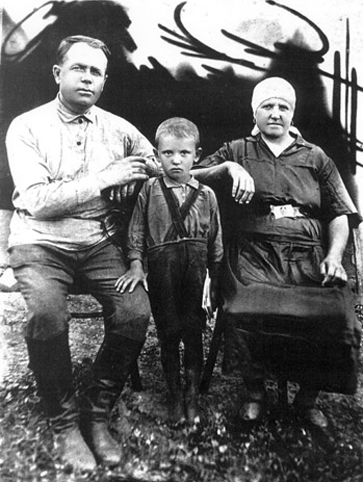
Mikhaïl Gorbatchev avec ses grands-parents maternels en 1940.

Chez les Gorbatchev, Andreï (le grand-père paternel rétif à la collectivisation) perd trois de ses enfants lors de la famine, et est arrêté en 1934, accusé de « sabotage » pour ne pas avoir rempli les objectifs assignés aux paysans en termes de semences. Condamné, il est envoyé aux travaux forcés en tant que bucheron en Sibérie dans la région d'Irkoutsk. Sa libération survient en 1935, et à son retour, il rejoint le kolkhoze de Privolnoïe,,.
| \| Localisation de Privolnoïe, village de naissance de Gorbatchev. · Privolnoïe \| Localisation de Privolnoïe, village de naissance de Gorbatchev. |
| Localisation de Privolnoïe, village de naissance de Gorbatchev. · Privolnoïe                                                                       |

Gorbatchev est trop jeune pour se rappeler cet évènement, en revanche il a bien gardé en mémoire l'arrestation de son autre grand-père, lors des Grandes Purges pendant une nuit de l'été 1937. Accusé d'avoir créé une organisation secrète, il endure 14 mois de tortures, avant d'être condamné à mort. Miraculeusement, après réexamen de son dossier, le procureur n'ayant relevé aucune « activité criminelle », il échappe à la peine capitale. Il est libéré fin 1938, réhabilité et redevient président du kolkhoze en 1939,,. Cette arrestation demeure selon Gorbatchev, le premier véritable choc de sa vie.
Avec sa grand-mère, Gorbatchev se réfugie chez ses parents. Il observe par la suite les voisins éviter leur maison et les garçons de son âge cesser de lui parler. Des années plus tard, il découvre que le grand-père de sa femme Raïssa a été arrêté à la même période pour les mêmes chefs d'accusation avant d'être fusillé dans l'Altaï, ce qui lui fera dire avec le recul que « ce pouvoir n’avait pitié de personne. C’est tout le drame de la révolution et du pouvoir soviétiques. Je n’ai compris cela que plus tard. À l’époque, nous ne pouvions pas en parler. ».
Malgré ces drames au sein de sa famille, aucun des deux grands-pères n'attribuèrent la responsabilité à Staline, persuadés que les véritables coupables se trouvaient chez les dirigeants locaux ou des « saboteurs »,.

### Seconde Guerre mondiale

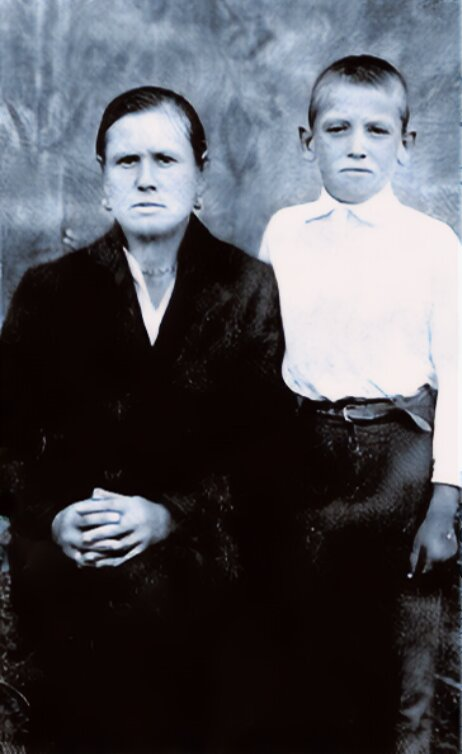
Mikhaïl Gorbatchev avec sa mère en 1941, après le départ de son père à la Seconde Guerre mondiale.

Dans les années précédant le début de la Guerre, la situation agricole du pays se stabilise, ce qui se traduit par une amélioration relative des conditions de vie des paysans dans les campagnes,.Gorbatchev se rappelle notamment de l'arrivée des gramophones, du cinéma mobile ou encore des crèmes glacées. Mais le destin du village bascule à nouveau au moment de la rupture du pacte germano-soviétique à l'été 1941. L'URSS entre en guerre et le village se vide de ses hommes. Son père Sergueï bénéficie d'un court sursis pour finir les récoltes puis est mobilisé,.
Gorbatchev affirme se souvenir avec précision des événements de la guerre, dont les soirées au cours desquelles, il fait la lecture devant sa mère et les voisines de la Pravda qui relate les évolutions du conflit. En l'absence de son père et alors que parfois sa mère doit partir plusieurs jours charger des trains de marchandises, il est chargé d'entretenir le jardin de la ferme, de faire du foin pour la vache et de trouver du combustible pour la cheminée. Il considéra plus tard être passé à l'âge adulte durant cette période.

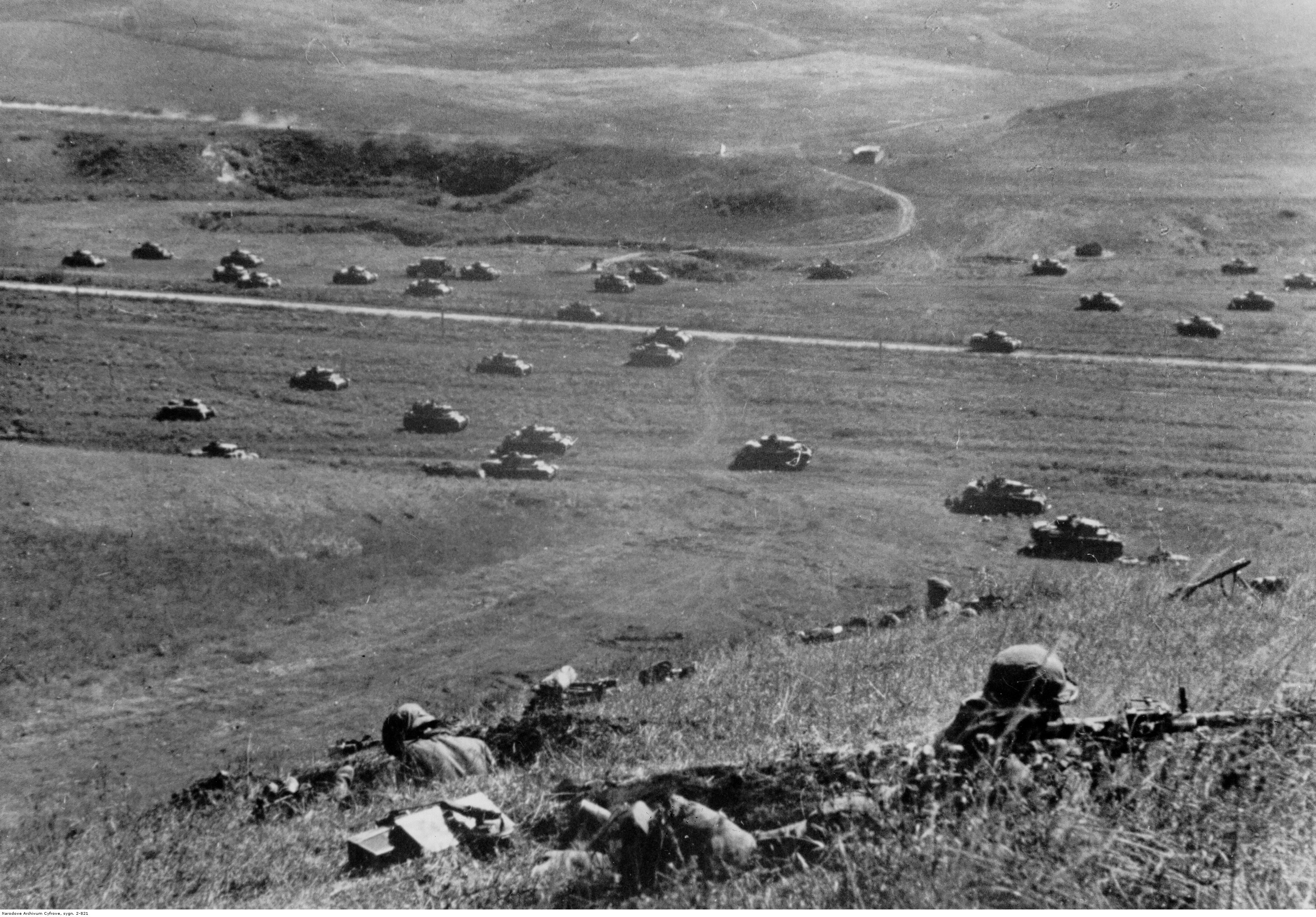
Colonnes de blindés allemands dans les plaines du Caucase en septembre 1942.

À l'été 1942, la région de Stavropol est occupée par la Wehrmacht pendant cinq mois. Pour autant, Privolnoïe est à l'écart de la grande route et les soldats allemands qui l'occupent sont peu nombreux,. Ce sont principalement les déserteurs russes, ayant rejoint la police allemande, qui accentuent les menaces pesant sur les habitants considérés comme partisans du communisme. La famille de Gorbatchev (dont le patriarche était responsable d'un kolkhoze) devient la cible de certaines de ces intimidations. Pour se mettre à l'abri, Gorbatchev et sa mère enterrent dans un champ les livres de Lénine et Staline, et lui-même se cache une fois dans la porcherie de son grand-père paternel alors que des rumeurs se répandent sur le possible massacre imminent des familles communistes,.
Le 21 janvier 1943, l'Armée rouge libère le village de Privolnoïe en ruines : les habitants ont perdu leur bétail, leurs équipements et n'ont plus de semence. Le labour doit être fait à la main et le peu de grains récolté est pour la plupart réquisitionné par l’État, si bien que lorsque l'hiver s'installe, une nouvelle famine sévit. Pour nourrir son fils, la mère de Gorbatchev prend la décision de vendre les biens de son mari pour acheter du maïs. Le village est alors complètement isolé des voies d'approvisionnement et fait face à un dénuement extrême.
Fin août 1944, les Gorbatchev reçoivent une lettre annonçant la mort de Sergueï au champ d'honneur dans les Carpates,. Cependant, il s'agit d'une erreur et quelques jours plus tard, une seconde lettre leur parvient, cette fois-ci rédigée par Sergueï, bien vivant. Il est finalement blessé en Tchécoslovaquie et soigné à Cracovie. Il rentre à Privolnoïe en 1945.
Comme il l'affirme, Gorbatchev demeure marqué à vie par les épreuves de la guerre vécues par sa famille : « À la fin de la guerre, j'avais 14 ans. Notre génération est la génération des enfants de la guerre. Elle nous a brûlés, elle a laissé son empreinte sur nos caractères, sur toute notre perception du monde. ».

### Premières années d'après-guerre

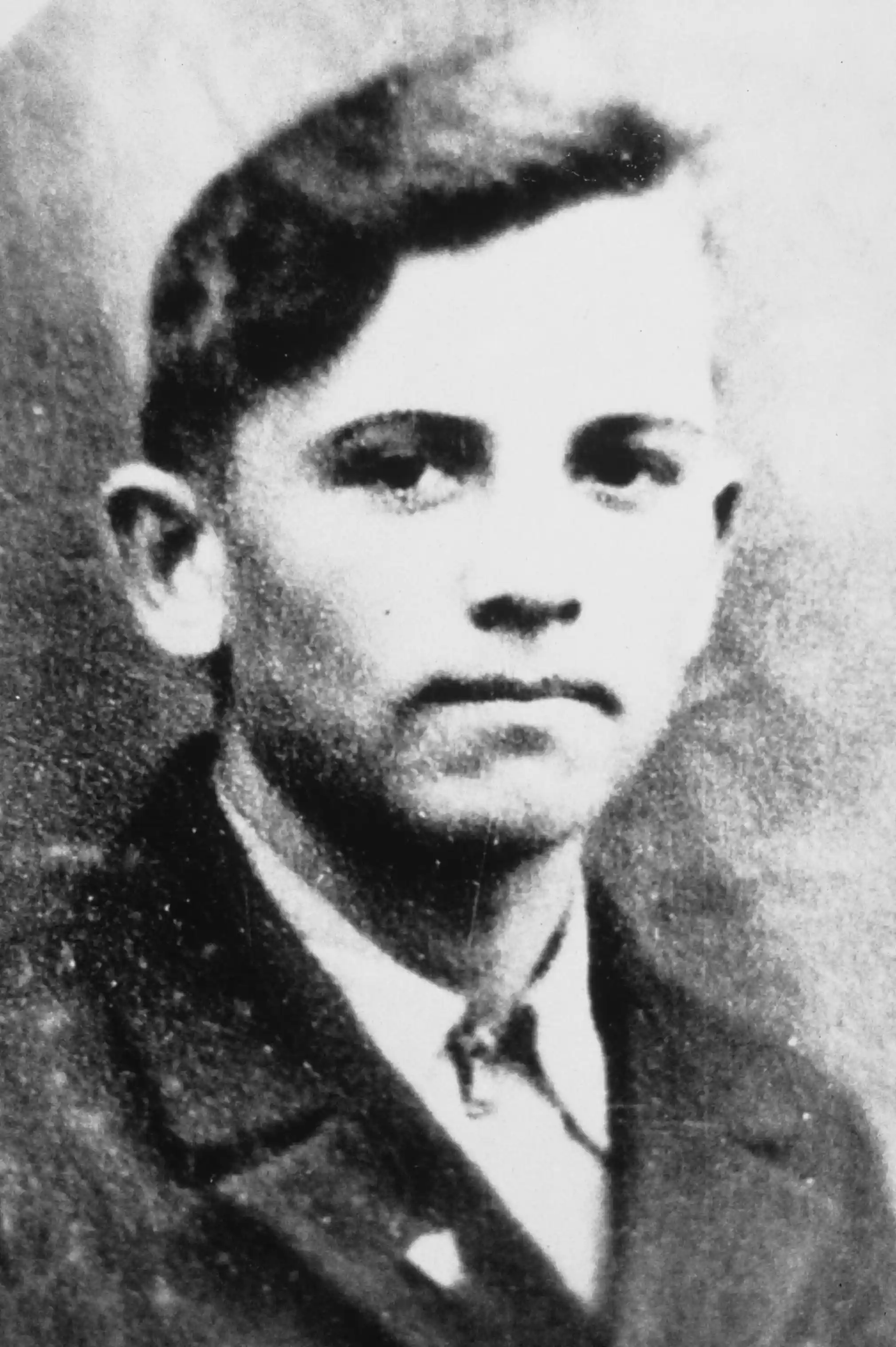
Gorbatchev en 1945.

L'école du village rouvre à l'automne 1944, mais dans un premier temps le jeune Gorbatchev refuse d'y retourner. Sur les instructions de son père transmises par lettre à sa mère, celle-ci vend les moutons qu'elle possédait pour pouvoir habiller son fils. Poussé également par son grand-père Panteleï, Gorbatchev reprend l'école, après avoir perdu deux ans de sa scolarité (l'école avait fermé pendant la Guerre),. Les débuts sont difficiles pour lui et les conditions d'enseignement extrêmement précaires. Pour autant, il retrouve progressivement le goût de la lecture et de l'apprentissage. Il termine l'année avec un certificat de mérite et obtient des mentions les années suivantes,.
Ses anciens camarades et son institutrice se rappellent d'un élève assez sûr de lui, curieux, doté d'une grande mémoire et de très bonnes capacités d'apprentissage, toujours demandeur de nouvelles lectures,. Il est également perçu comme un enfant simple, sociable et joyeux qui « n'avait rien d'un ambitieux ». Dès 1946, il rejoint le Komsomol à Privolnoïe (organisation des jeunesses communistes) et en devient l'adjoint,.

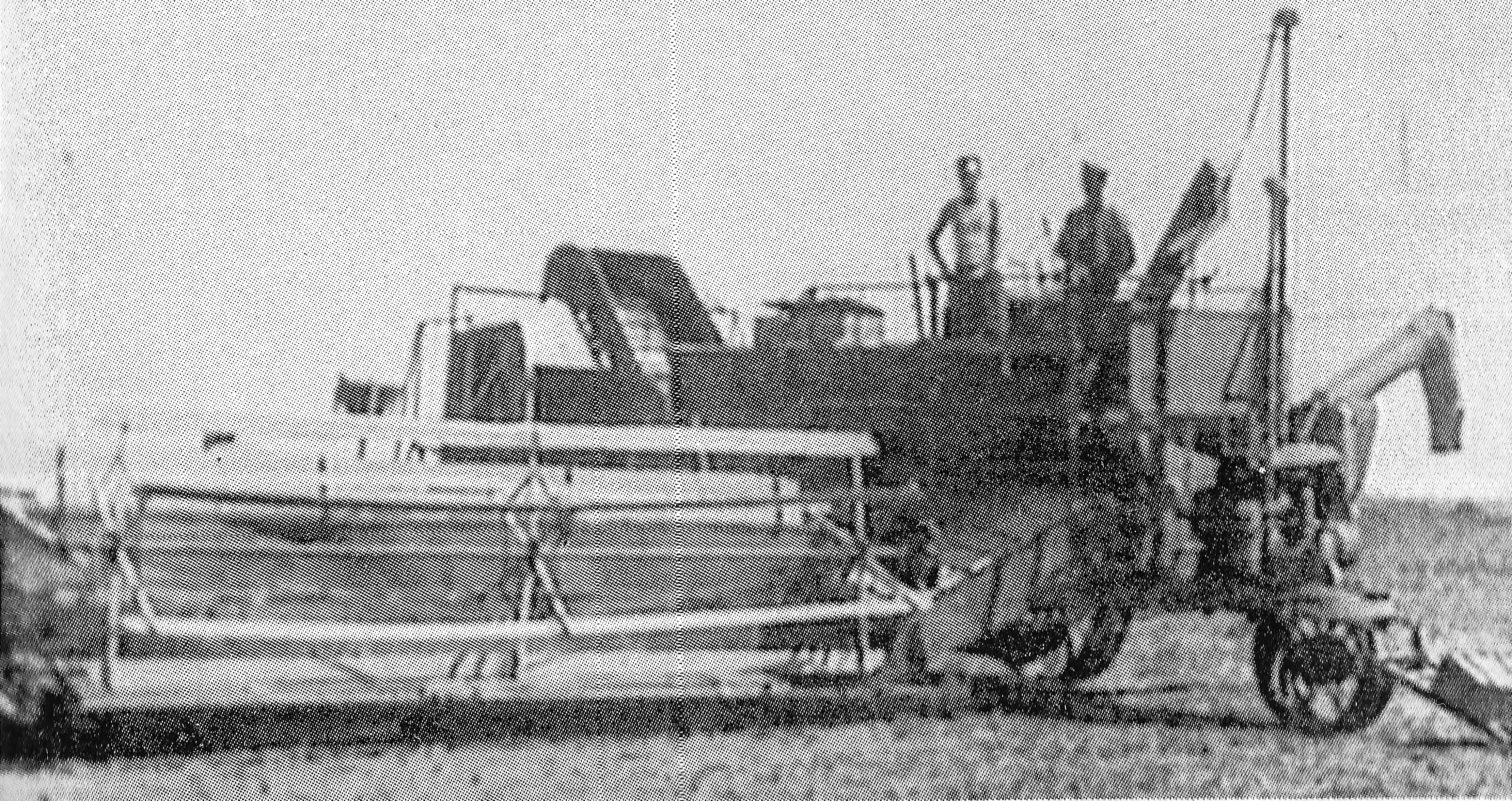
Mikhaïl et Sergueï Gorbatchev sur leur moissonneuse batteuse dans le début des années 1950.

À partir de 1946, en dehors de l'école, Gorbatchev consacre tout son temps libre aux travaux agricoles aux côtés de son père, qui est employé par une MTS (station de machines et de tracteurs mise à disposition des fermes d'État),. Sergueï, conducteur de moissonneuse-batteuse, transmet rapidement toutes les subtilités du métier à son fils, qui devient ainsi aide-conducteur de machines agricoles. D'après Gorbatchev, le travail est ardu et ils leur arrivent de passer jusqu'à vingt heures d'affilée sur la machine,. Ces cinq années de travail en tandem renforcent une proximité et une admiration entre Gorbatchev et son père, qu'il a gardé toute sa vie, « Plus qu’une complicité de père et de fils, une amitié virile. »,. Cependant, il ne développera jamais de tels liens avec sa mère, qu'il décrit comme ayant un tempérament rigide mais courageux,.
En 1947, naît le seul frère de Gorbatchev. En l'honneur de Pouchkine, il soumet lui-même l'idée à ses parents de le prénommer Alexandre.

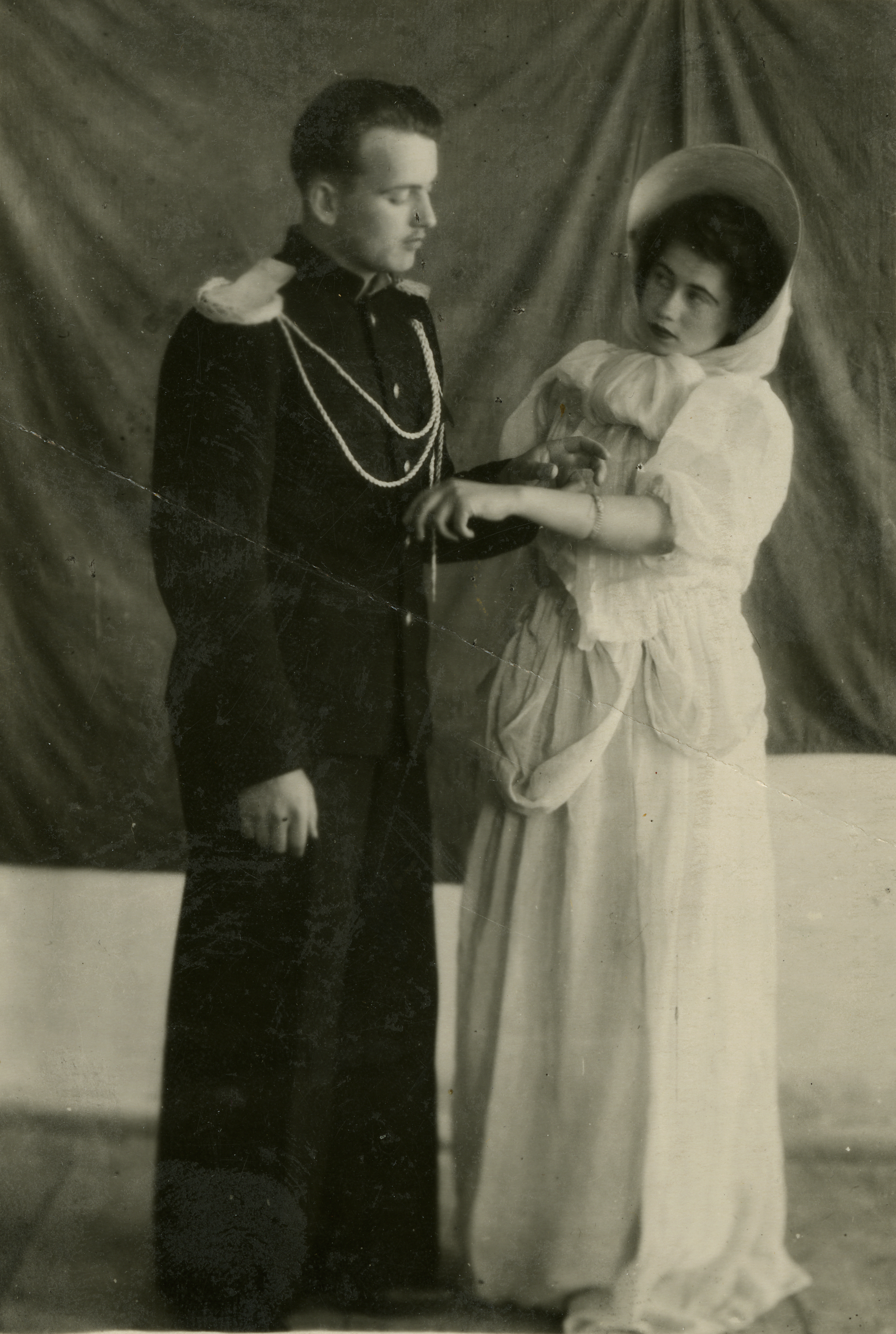
Gorbatchev interprétant la pièce de théâtre : Mascarade en 1949.

À 17 ans, Gorbatchev part faire sa 9e et 10e année à Krasnogvardeiskoe, le chef-lieu qui se trouve à une vingtaine de kilomètres. Le trajet quotidien étant trop éprouvant, son père lui paie un lit dans une pension partagée avec deux camarades,. Il découvre la physique, les mathématiques, la littérature, la poésie et rejoint la troupe de théâtre, pour laquelle il se produit dans les différents villages du district. Très investi également dans le Komsomol de l'école, il devient le secrétaire du lycée,.
« C’est cette récompense qui reste la plus importante à mes yeux. [...] parce que c’était pour mon labeur. Et que, dans cette période d’après-guerre, nous étions pleins d’euphorie, d’espoir, d’énergie. Nous rêvions d’un nouveau monde, nous allions changer le pays. Grâce à Staline qu’on adorait en lui associant la victoire, et qui en a d’ailleurs profité pour massacrer et réprimer de plus belle. Et en entrant au Parti, comme je l’ai fait librement, à la suite de mon grand-père et de mon père. Je voulais tellement être actif ! Certains pensent que Gorbatchev avait, dès les bancs de l’école, l’idée d’exterminer le communisme. Quelle bêtise ! Gorbatchev, optimiste indécrottable, avait l’opinion inverse ! »
En 1948, après une très bonne récolte, Gorbatchev est décoré de l’ordre du Drapeau rouge du Travail, tandis que son père reçoit lui l’ordre de Lénine (la plus haute distinction pour un travailleur),. Gorbatchev dira plus tard, que de toutes ses décorations reçues au cours de sa vie (y compris celle du prix Nobel), c'est de celle-ci dont il demeure le plus fier.

Gorbatchev termine ses études secondaires en 1950 avec une dissertation sur le thème : « Staline est notre gloire militaire, Staline est l’élan de notre jeunesse ». Il déclare avoir à l'époque tout à fait souscrit à cette affirmation.

## Études supérieures à Moscou (1950-1955)

### Arrivée à Moscou
Après avoir obtenu son diplôme avec une « médaille d’argent » (équivalente à une mention « bien »), il est soutenu par son père dans l'idée de continuer ses études. Ses bonnes notes scolaires, sa décoration reçue pour la moisson réussie et sa candidature a l'adhésion au parti communiste, lui permettent de décrocher une place à l’université Lomonossov de Moscou, la plus prestigieuse du pays,.
Dans un premier temps, il envisage d'intégrer la faculté de sciences physiques mais n'est vraisemblablement pas reçu,. Il postule finalement pour un cursus de droit,. Il avoue plus tard « n'avoir eu à l'époque qu'une vague idée de ce qu'était cette discipline » choisie par moins de 4 % des étudiants soviétiques de l'époque,,. Toutefois, il sait être attiré par un tas de sujets différents mais particulièrement par tout ce qui touche aux sciences humaines, aux rapports sociaux et à l’action politique.
Début septembre 1950, il part en train pour Moscou, alors qu'il n'avait jamais quitté sa région natale auparavant. Il observe un pays dévasté par la Guerre,, avant de découvrir et d'admirer le « gigantisme » de la capitale,. Il emménage dans une résidence universitaire vétuste, située à proximité du Parc Sokolniki (à sept kilomètres de sa faculté située aux abords du Kremlin), où vivent 10 000 autres étudiants et partage sa chambre avec seize camarades,.
Il est financièrement limité dès son arrivée à l'université, ne bénéficiant que d'une modeste bourse et des rares économies que ses parents peuvent lui envoyer. Comme ses camarades de chambre, confrontés à des situations financières similaires, il doit souvent faire preuve d'ingéniosité pour boucler les fins de mois,.

### Premières années de droit

#### Jeune provincial à l'université de Moscou

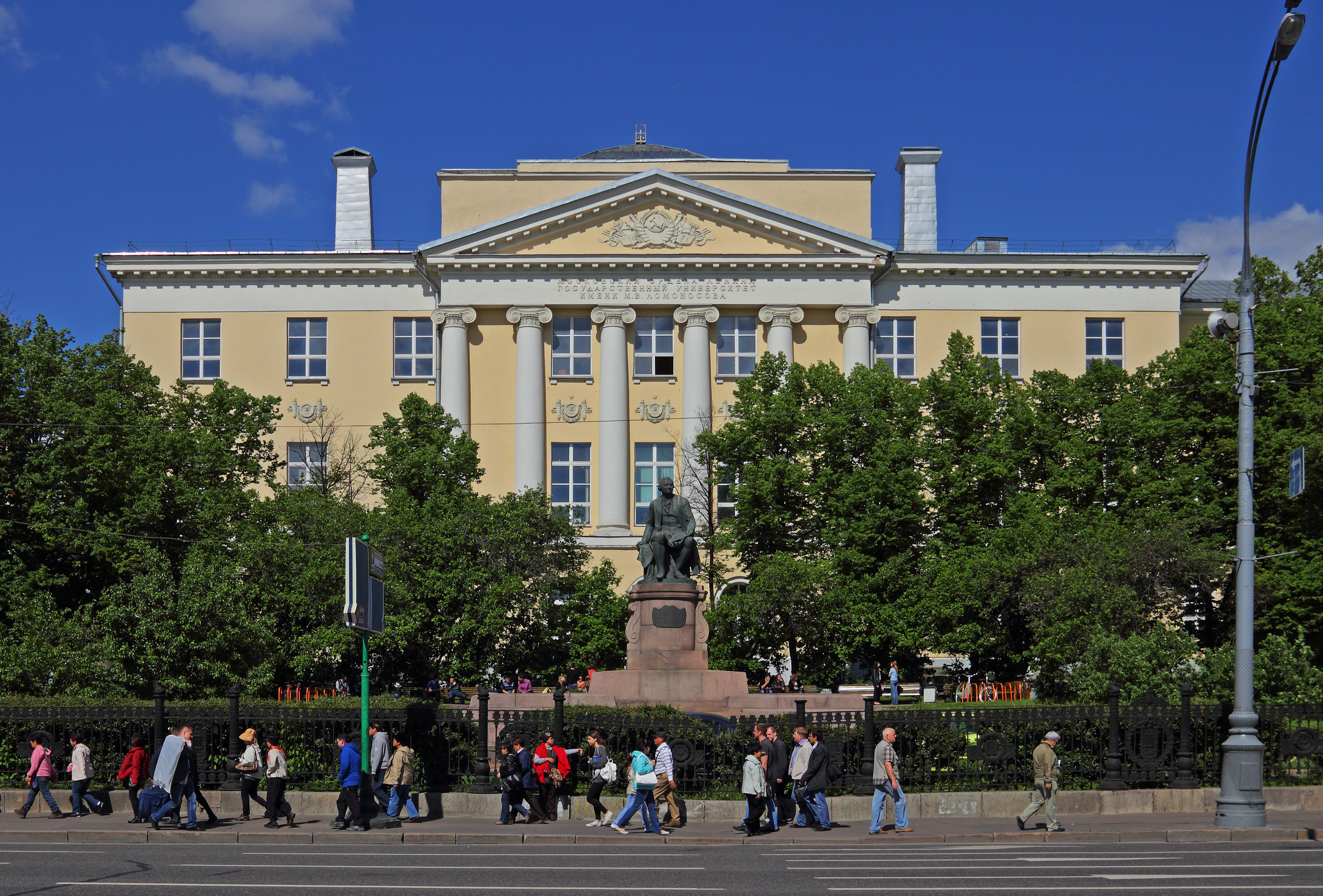
Bâtiment dans lequel se trouvait la faculté de droit de l'Université de Moscou en 1950.

À l'université, il est l'un des rares étudiants issus d'un milieu paysan,,. Son russe est marqué par le dialecte du Sud du pays, témoignant de ses origines. Il affiche une certaine inexpérience sur de nombreux sujets et accuse un retard par rapport à d'autres étudiants moscovites, notamment ceux issus des familles de l'inteligentsia,.
A son arrivée, plus que la plupart de ses camarades (dont d'anciens soldats ou des étudiants ayant eu accès à des lectures différentes que celles recommandées dans son lycée de campagne), il est profondément imprégné de la propagande politique de l'époque. D'après son ami d'étude Zdenek Mylnar , « Gorbatchev est arrivé à l'université en stalinien ». Il n'était vraisemblablement pas un admirateur de Staline, mais davantage un jeune homme qui croit dans le système et lui est reconnaissant de lui donner sa chance,.
Face à ce changement de vie et à ces défis, Gorbatchev se montre particulièrement enthousiaste à l'idée d'étudier. Il démontre une grande curiosité face à tous les nouveaux sujets auxquels il est exposé,. Pour rattraper « son retard », il est selon plusieurs de ses camarades, un étudiant sérieux, assidu et travailleur.

#### Études dans un système universitaire endoctriné
« Je mentirais si j'affirmais que l'endoctrinement idéologique massif dont les étudiants faisaient l'objet n'avait aucun effet sur nos esprits. A proprement parler, nous étions les enfants de notre époque. Si certains professeurs (du moins à ce qu'il me semble, rétrospectivement) ne suivaient les « règles du jeu » que contraints et forcés, nous autres, jeunes étudiants, recevions les thèses des disciplines étudiées comme des évidences et y croyions dur comme fer. »
Malgré la prévalence de la propagande et de l'endoctrinement, particulièrement marqués pendant les années du « stalinisme tardif », l'Université de Moscou continuait d'offrir une gamme étendue de disciplines à ses étudiants. Selon Andreï Gratchev, elle demeurait « un oasis de culture dans le désert du conformisme idéologique ». Gorbatchev et sa femme Raïssa, évoquent dans leurs mémoires les éminents professeurs qui faisaient partie du corps enseignant à cette époque,. Gorbatchev se souvient de la qualité de certains cours et souligne que l'université « parvenait à préserver l'esprit de la recherche créatrice et la critique constructive ».

Néanmoins, cette ouverture restait limitée : remettre en question la ligne officielle pouvait avoir de sérieuses conséquences pour les étudiants,. Un jour, Gorbatchev fit remarquer à son professeur que sa lecture intégrale en classe du dernier livre de Staline sur les problèmes économiques de l'URSS, revenait à manquer de respect envers les élèves. Cette altercation déclencha une enquête du comité du Parti de Moscou, mais resta finalement sans conséquence. 

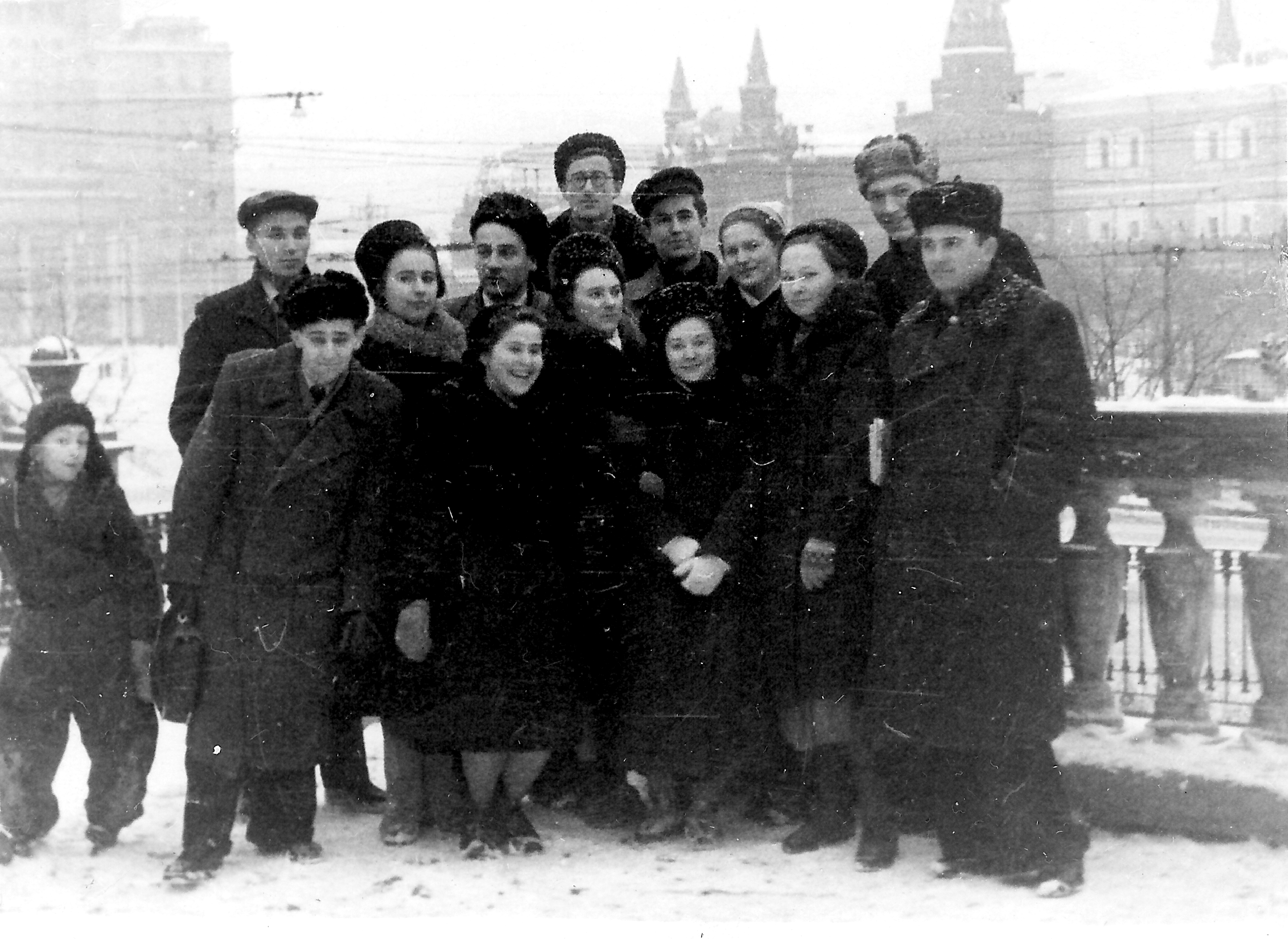
Gorbatchev avec ses collègues d'université des les années 1950 devant le Kremlin.

Toutefois, la qualité et la diversité des cours permettent aux étudiants de développer leur esprit critique et de remettre en question dans leurs discussions privées, le bon fonctionnement et la pertinence du système,. L'étude approfondie des classiques (dont ceux de Lénine et Marx) amène les étudiants à examiner la théorie à la lumière de la réalité,, ainsi que confronter le contenu de ces textes à leur interprétation stalinienne. Lorsque Gorbatchev effectue un stage en 1953 au bureau du procureur de district dans le territoire de Stavropol, il détaille dans une lettre envoyée à sa femme, la critique qu'il fait de la bureaucratie locale. Il observe chez son supérieur et dans le système politique local « les conventions, la subordination, la prédétermination de n'importe quel résultat, l'impudence bureaucratique pure et simple, l'arrogance ... »,.
Pourtant, ni Gorbatchev ni les étudiants de son cercle ne se considéraient comme des dissidents,. Tous partageaient une conviction envers le socialisme et évitaient de prendre des positions trop radicales en public, notamment contre Staline,. D'ailleurs, nombre d'entre eux avouèrent avoir été émus à la mort du dictateur en 1953.
Gorbatchev, membre du Komsomol et du Parti à l'époque, préfère décrire cette phase de sa vie comme celle d'un jeune homme « révisionniste ». Son ami Mylnar, dit de lui qu'il était d'un « naturel plutôt réformateur ».

### Jeunesse militante
« Un militant du Komsomol, à l’époque, c’était un militant qui faisait preuve d’acharnement, qui en faisait beaucoup, vraiment beaucoup ! Il avait une soif de connaissance et de compétence, et se dépensait énormément. [...] Dans les réunions, je parlais spontanément de tout, ces réunions étaient des événements très militants »
Dès son arrivée à Moscou, Gorbatchev s'engage dans la section locale de l'Union des Jeunesses communistes (Komsomol).
Après la guerre, le Komsomol souffre des séquelles du conflit (déficit de cadres et manque de moyens) et peine à attirer de nouvelles recrues au sein de la jeunesse,. À l'université, ceux qui s’engagent le font le plus souvent dans une perspective de carrière, mais sont vus avec suspicion par leurs pairs, perçus comme des opportunistes diffusant une ligne partisane en décalage avec les préoccupations de la jeunesse.
Dans sa faculté, Gorbatchev ne se distingue pas particulièrement des autres par ses résultats universitaires. En revanche, ses origines rurales assumées, son admission à l'université par ses propres moyens, le démarquent et lui confèrent une certaine légitimité et une autorité auprès de ses camarades,,,. Sa personnalité sociable et ouverte, lui permet de s’entourer de beaucoup d’amis et contribue à sa bonne intégration dans le milieu universitaire. Ses qualités et son assurance lui permettent d’être actif et reconnu dans les réunions étudiantes. Il est élu chef de cellule puis secrétaire du bureau du Komsomol pour l'ensemble de la faculté en fin d'année 1952 avec la responsabilité du secteur de l'enseignement et de l'éducation,.
Il lui arrive en privé d’être critique face aux faiblesses du socialisme réel, tout en défendant en public, en tant que membre du Komsomol, des thèses qu’il désapprouve en partie,. Cette dichotomie entre pensée privée et discours public est une réalité commune chez les membres du Parti de l’époque,,. Pour autant son engagement se traduit également dans l’affirmation de convictions personnelles. Il est optimiste et confiant dans l’avenir du système communiste et se dit appartenir au camp de la paix, conscient des conséquences de la guerre dont l'URSS se relève péniblement. Il milite notamment pour faire signer l'Appel de Stockholm ou pour la fin de la guerre de Corée.
Son engagement symbolise également son ambition. Selon son ami Mylnar, au contraire de nombreux de ses camarades, il ne semblait pas se destiner à faire carrière dans la procurature mais visait plus haut. Rejoindre le Komsomol et y occuper des postes à responsabilité était l’un des meilleurs moyens pour pouvoir grimper plus tard les échelons du Parti communiste. D’ailleurs Gorbatchev devient membre titulaire au Parti à seulement 21 ans, en avance sur la moyenne d’âge de l’époque.

### Rencontre de Raïssa, sa future femme

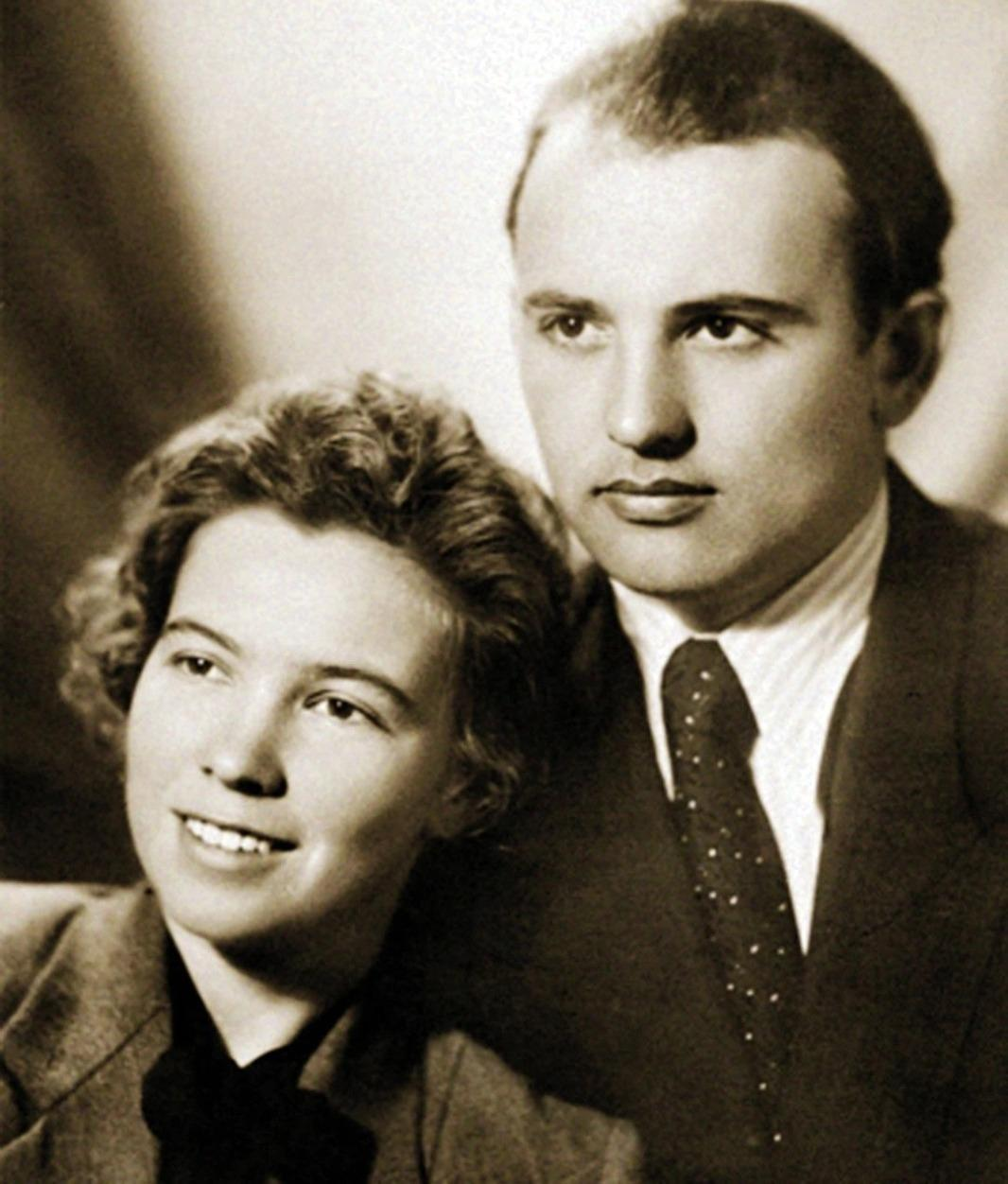
Mikhaïl Gorbatchev et sa femme Raïssa avant leur mariage.

Gorbatchev dit de lui-même qu'il était un étudiant studieux, et peu intéressé par les fêtes et l'alcool. Pourtant, c'est au cours d'une soirée dansante en 1951, dans le club de la résidence universitaire qu'il fit la connaissance d'une étudiante en philosophie, Raïssa Titarenko. Elle a un an de moins que lui, mais un an d'avance dans les études. Jeune fille intelligente, plus cultivée que lui, originaire également d'un milieu modeste de province, elle plait beaucoup à Gorbatchev qui tombe très vite amoureux,. Ils commencent à se fréquenter quelques semaines plus tard et passent une grande partie de leur temps libre à se promener dans les rues de Moscou. Pendant l'été 1953, Gorbatchev de retour à Privolnoïe parvient à mettre des économies de côté en travaillant avec son père au kolkhoze. A son retour à Moscou, ils se marient le 25 septembre 1953 en compagnie de leurs amis étudiants. À la rentrée 1954, la faculté de Gorbatchev est déplacée vers le complexe universitaire des monts Lénine. Lui et Raïssa logent désormais dans une chambre commune,.

### Dernières années d'études et «dégel» post-Staline
Dès la mort de Staline en mars 1953, qui a secoué profondément le monde universitaire comme le pays tout entier, commence le processus de « dégel »,. L'inquiétude face à l'avenir atteint les étudiants (dont les proches de Gorbatchev). Elle est suivie de l'émergence d'un desserrement relatif du carcan idéologique à l'Université de Moscou. Des cercles d'étudiants et des publications secrètes sont lancées. Si Gorbatchev n'a vraisemblablement pas fait partie de ces cercles, l'idée d'une nécessaire réforme et démocratisation du système n'était pas non plus étrangère aux responsable du Komsomol. 
« À l'évidence, l'ouvrier et paysan qui avait franchi le seuil du bâtiment de la rue Mokhovaïa en 1950, n'avait pratiquement plus rien en commun avec le diplômé de l'université que j'étais devenu cinq ans plus tard. [...] Une chose est sûre, sans ces cinq années, le Gorbatchev homme politique n'aurait pas existé »
Gorbatchev termine ses derniers examens à la fin de juin 1955 avec une mention très bien tandis que son épouse Raïssa, ayant déjà terminé ses études un an plus tôt, prépare une thèse de doctorat d'État avec la possibilité d'entamer une carrière universitaire,. Gorbatchev se voit offrir une proposition similaire de thèse sur le droit kolkhozien qu'il refuse (il aurait préféré la théorie de l'État et du droit). En tant que membre du Komsomol et de la commission des nominations, il s'attend à être intégré au parquet de l'URSS. Pourtant, il lui est annoncé à la suite de ses examens que ce poste ne lui est plus réservé. La déstalinisation, déjà en cours, entraîne un décret interdisant le recrutement de jeunes fonctionnaires pour gérer les affaires complexes liées à la libération de milliers de personnes des camps de Sibérie,.
Plusieurs alternatives lui sont proposées, dont un poste à Tomsk en Sibérie, un autre au Tadjikistan, pour lesquelles il se montre guère intéressé. Il prend la décision de retourner dans sa région natale pour y chercher du travail avec son épouse.

## Première partie de carrière à Stavropol (1955-1978)

### Premiers emplois dans le Komsomol (1955-1961)

#### Retour à Stavropol
Début août 1955, Gorbatchev quitte Moscou pour Stavropol. Capitale du kraï (120 000 habitants), la « plus verte de la Russie », Stavropol est une ville typique de la province russe. Non dotée de transports publics et de voitures individuelles, ses logements ne sont pas non plus systématiquement raccordés à l'eau courante et aux égouts,. À son arrivée, il se rend au parquet régional (où il avait déjà effectué un stage en 1953) pour y découvrir le poste auquel il est affecté. Sans grande surprise, il constate que peu de choses ont évolué dans ces services dans lesquels il n'est pas bien accueilli. Peu intéressé par les tâches administratives et la bureaucratie, il démissionne au bout de dix jours (non sans difficultés) et renonce au parquet.
Pour se loger, il parvient à trouver une petite chambre de 11 m2, dans laquelle il vit modestement les premiers années avec son épouse. 

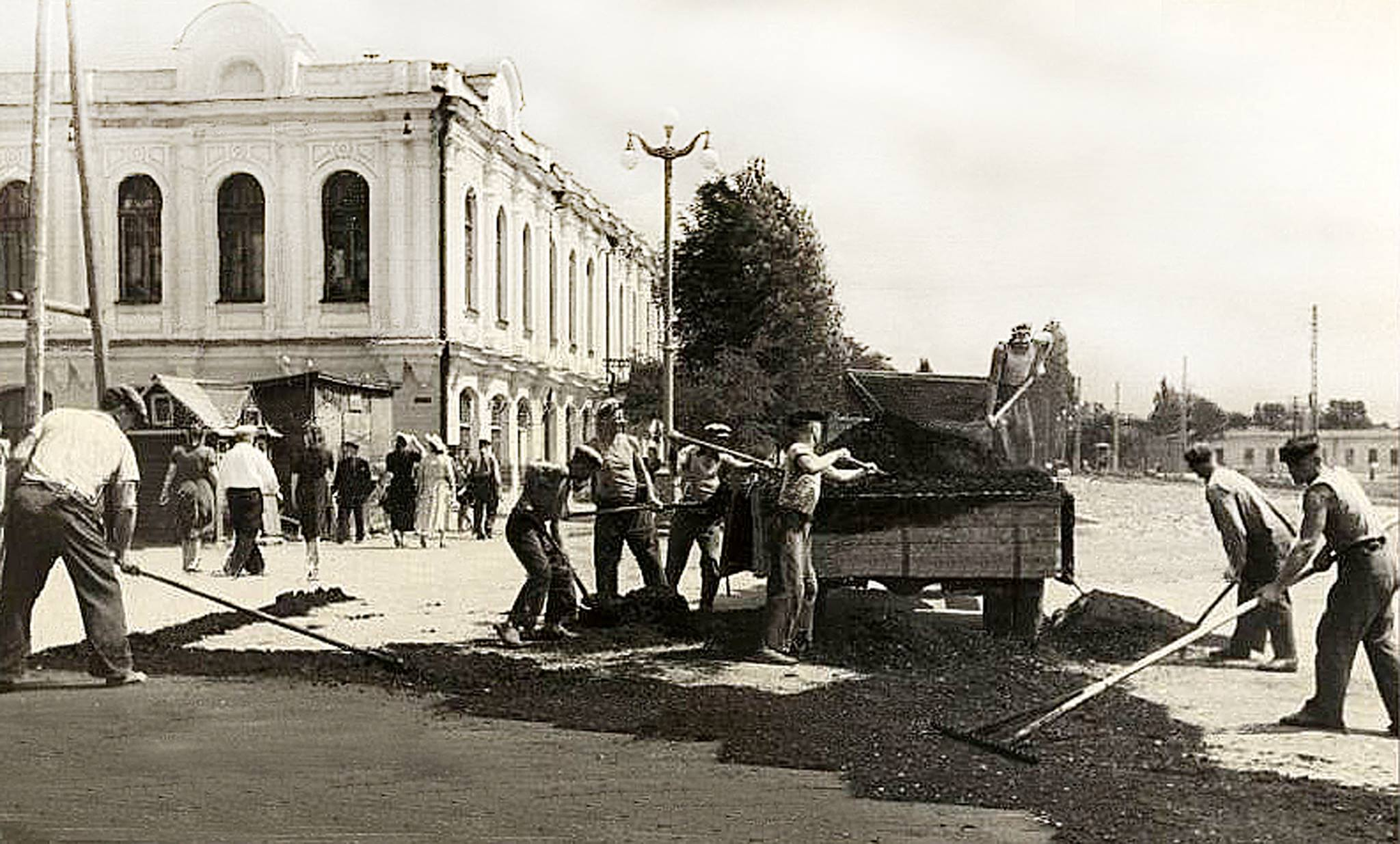
Modernisation de Stavropol. Pose d'un goudron dans une rue en 1952.

À la recherche d'un travail, il se rend au siège du kraïkom (comité régional du Parti) avec l'ambition de faire de la politique. Son profil plait, et il est aussitôt embauché au comité régional du Komsomol de Stavropol (l'organisation des jeunesses communistes et antichambre du Parti) en tant que directeur adjoint du département de propagande. Le poste, bien qu'en deçà de la valeur de son diplôme universitaire, lui offre une entrée dans la sphère politique locale,.
Son travail consiste à parcourir la région, rencontrer les paysans dans les kolkhozes, discuter, convaincre et diffuser la ligne du Parti au sein de la population,. Il constate au cours de ses déplacements, la pauvreté de la région et les difficultés de la vie courante : de nombreux villages n'ont pas l'électricité, la plupart des routes ne sont pas carrossées, et la jeunesse notamment souffre de l'absence de perspectives, etc.. Dans les années cinquante, en dépit d'importants moyens engagés dans la reconstruction de la région, celle-ci continue de subir les conséquences des destructions massives de la Guerre. Dans une lettre envoyée à son épouse lors d'un déplacement, il constate : « qu'il reste encore beaucoup à faire. Nos parents et des milliers d'autres personnes méritent une vie meilleure. ».
Les missions qui lui sont affectées sont innombrables. Il est volontaire et particulièrement à l'aise lorsqu'il s'agit d'établir de bonnes relations avec les habitants,. En revanche, il est déconcerté par la rigidité et la dépendance du Komsomol au Parti, ainsi que par la quasi impossibilité pour ses cadres de prendre des initiatives. Un jour, il essaie d'organiser des groupes de discussion dans un village pour lutter contre l'isolement des jeunes. Les autorités locales, craignant ce dispositif, incitent l'exécutif du kraïkom à recadrer le jeune directeur adjoint, arguant que ses actions dépassent ses responsabilités,.

#### Nouvelle ligne auXXecongrès du PCUS

Le rapport de Khrouchtchev est diversement appréhendé dans les échelons locaux du Parti en URSS.

Au printemps 1956, le Parti communiste de l'URSS est ébranlé lors de son XXe Congrès au cours duquel Khrouchtchev dénonce pour la première fois l'ampleur des crimes du stalinisme. La nouvelle ligne se répand progressivement à tous les étages du Parti y compris dans les entités de Stavropol.
Gorbatchev fait partie de ceux qui adhèrent tout de suite à la nouvelle ligne, ce qui est loin d'être le cas de tous les cadres du Parti,. Certains se montrent réticents à remettre en question les fondements qui prévalaient jusqu'alors, voire craintifs face à l'éventualité d'une future purge. Au contraire, la lecture du rapport de Khrouchtchev permet à Gorbatchev de commencer véritablement à faire le lien entre l'histoire de sa famille et le phénomène du stalinisme. Andreï Gratchev considère que c'est à cette période que Gorbatchev s'est véritablement « intégré » dans la génération des « soixantards », un mouvement réformateur générationnel caractérisé par l'anti-stalinisme et un idéal réformiste.
Le Komsomol le missionne pour diffuser la nouvelle pensée dans les districts de la région, une tâche complexe tant elle bouscule les certitudes des populations peu éduquées et fortement influencées par la propagande et le culte de la personnalité mis en place sous Staline. Mettant à profit ses talents d'orateur (qui le distinguent parmi les fonctionnaires locaux du Komsomol), il mène à bien sa mission et est rapidement repéré par la direction régionale du Parti. Il est promu en mai 1956, 1er secrétaire du gorkom (Comité de la ville) du Komsomol de Stavropol, son premier poste à responsabilité.
De son côté, Raïssa, souffre davantage que son mari de sa surqualification. Elle reste quatre années sans poste fixe mais parvient à donner quelques cours magistraux à l'Institut médical de la ville. En janvier 1957, elle donne naissance à leur fille unique, Irina.

#### Promotion dans le Komsomol et participation auXXIIecongrès

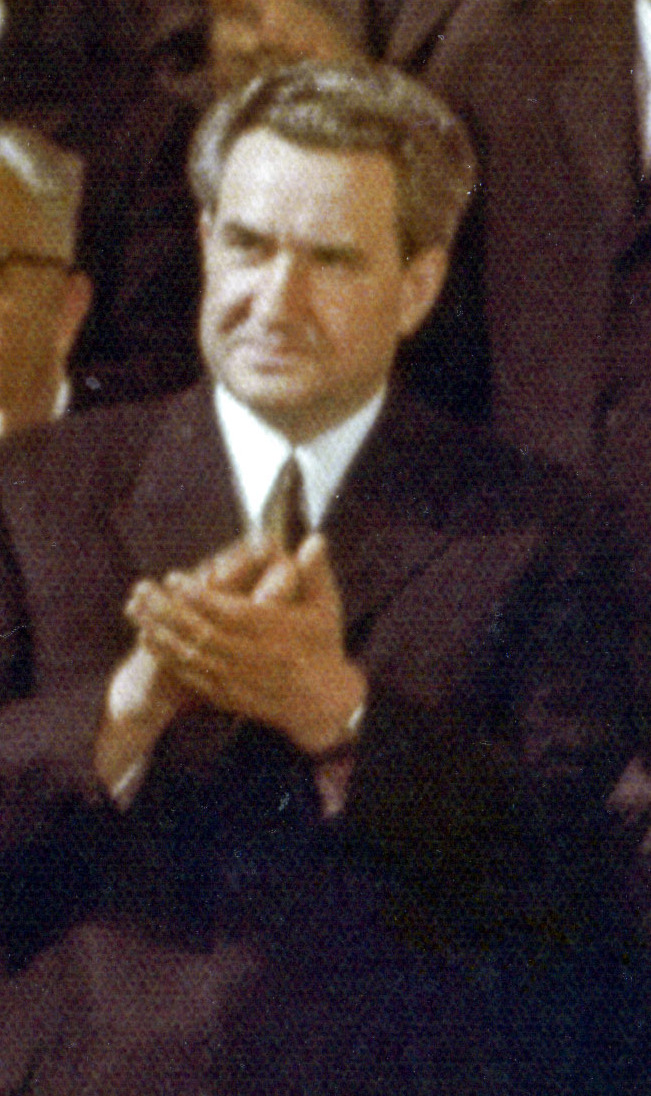
Koulakov, le supérieur de Gorbatchev au Parti à Stavropol, a accompagné sa carrière pendant plusieurs années.

Après deux ans au gorkom de la ville de Stavropol, il devient en avril 1958 le 2e secrétaire du kraïkom (Comité régional) du Komsomol de la région de Stavropol puis 1er secrétaire en mars 1961. Hyperactif chronique selon son supérieur, Gorbatchev travaille avec zèle pour suivre l'« effervescence perpétuelle » des nouvelles mesures à appliquer et à diffuser notamment dans le domaine agricole, caractéristiques de la période khrouchtchévienne. Un jour, il doit défendre l'élevage intensif de canards dans le journal du Komsomol, un autre défendre les objectifs irréalistes fixés à l'agriculture pour dépasser les États-Unis. Dans ses mémoires, Gorbatchev admet que plusieurs des mesures qu'il contribua à mettre en œuvre ont entraîné par la suite des conséquences écologiques catastrophiques dans la région.

Ce nouveau statut, lui permet d'intégrer la nomenklatura locale, de disposer d'une voiture et d'un appartement de fonction, mais également de représenter le territoire au XXIIe congrès du PCUS à Moscou en octobre 1961. Celui-ci parachève la politique de déstalinisation. À ce titre, la décision est prise de retirer le corps de Staline du Mausolée, suscitant des réactions mitigées de la part des délégués. Gorbatchev soutient la mesure mais reste sceptique et critique en privé, face aux annonces triomphales de Khrouchtchev et les louanges qu'il reçoit, lorsque celui-ci annonce que chacun des présents « verra de son vivant l’achèvement du communisme »,,.

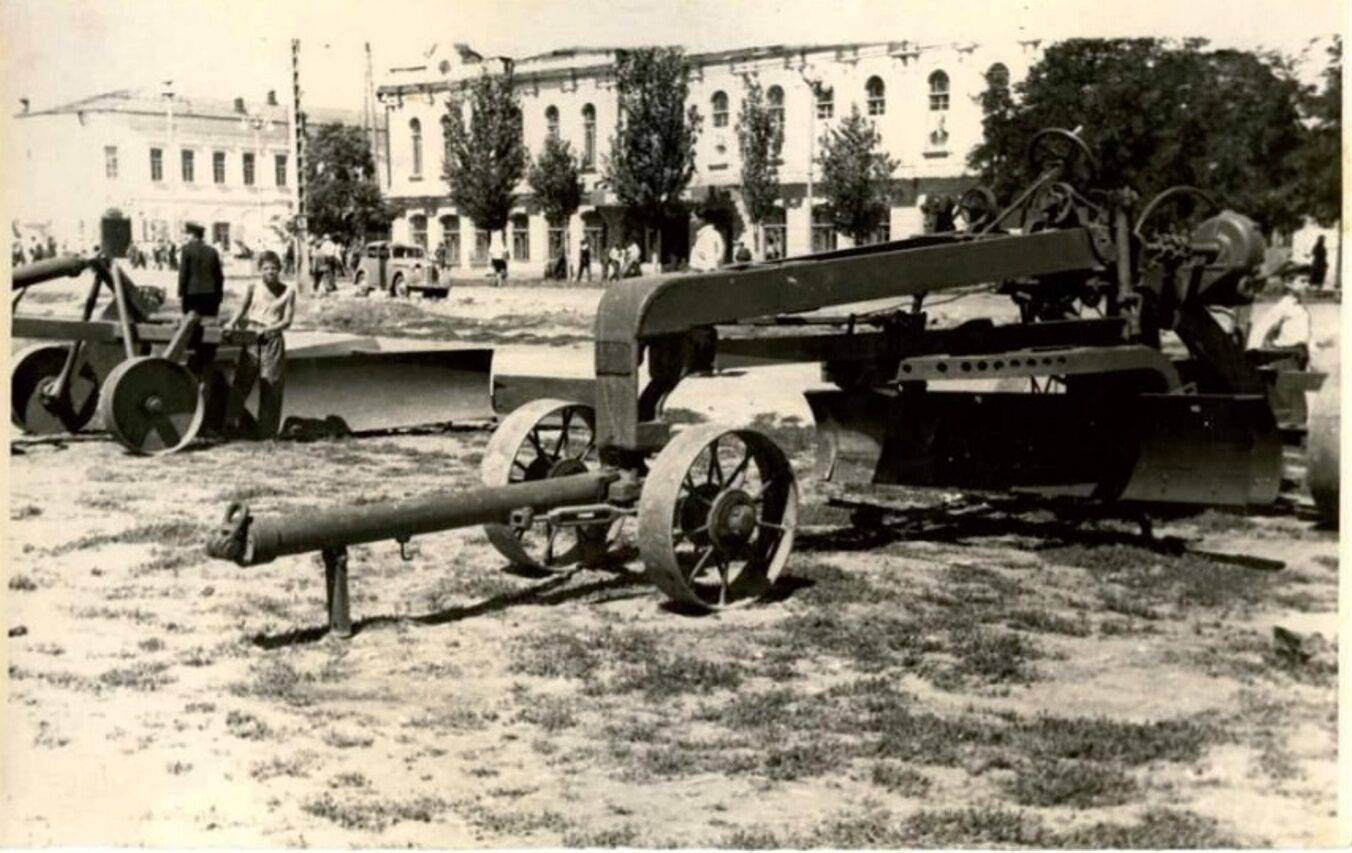
Exposition d'engins agricoles sur la Place Lénine de Stavropol.

Gorbatchev doit sa présence dans cette délégation (alors qu'il n'est que 1er secrétaire du Komsomol d'une région d'importance moyenne) à Fedor Koulakov, le nouveau 1er secrétaire du kraikom (comité régional du Parti) de Stavropol qui l'a repéré le jeune cadre peu de temps après son arrivée,. Arrivé en juin 1960 depuis Moscou (où il occupait précédemment à la république fédérale de Russie, le poste de vice-ministre de l’Agriculture puis celui des produits panifiables), il rompt une succession d'hommes politiques en disgrâce, mutés 1er secrétaires du kraikom de Stavropol pour y finir leur carrière,. L'homme est envoyé à Stavropol avec une compétence et une crédibilité dans le domaine de l'agriculture, pour y appliquer les réformes agricoles ambitieuses ordonnées par Khrouchtchev. Issu du monde paysan comme Gorbatchev, il apprécie chez son subalterne son activisme, ses convictions voire son conformisme. Il sait que d'importants changements auront lieu prochainement en raison du changement de la génération dirigeante, Gorbatchev peut-être un soutien possible à sa propre ascension, dans la perspective . En retour Koulakov exerca une influence significative sur la suite de la carrière de Gorbatchev.

### Débuts dans le Parti (1961-1966)

#### Application des «réformes agricoles khrouchtchéviennes» à Stavropol

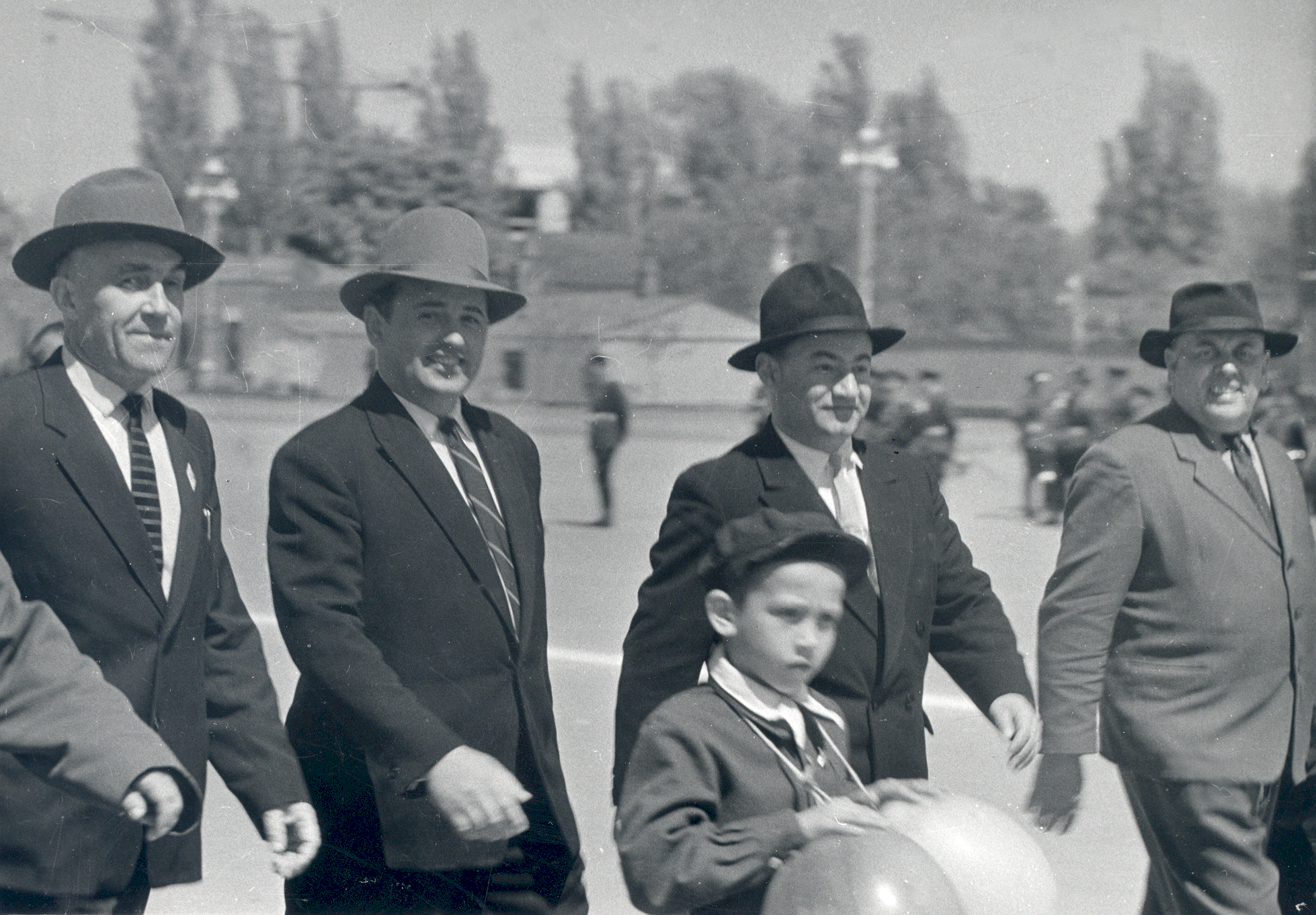
Gorbatchev défile lors de la marche du 1er mai à Stavropol en 1962.

En mars 1962, Koulakov nomme seize directeurs territoriaux pour mettre en œuvre les réformes de regroupement des kolkhozes et sovkhozes. Il choisit Gorbatchev (qui quitte le Komsomol) pour diriger trois districts et réaliser la transformation du statut des paysans en salariés,,.
En novembre 1962, Khrouchtchev lance une autre ambitieuse réforme en divisant le Parti en deux branches l'une « industrielle », l'autre « agricole »,. À Stavropol, l'organisation « agricole » prédomine avec Koulakov à sa tête. Gorbatchev est nommé pour diriger le service des cadres de cette branche, devenant ainsi l'échelon clé pour les nominations et mutations. Il gère ainsi les affectations de centaines de nomenclaturistes locaux, cruciales dans un pays confronté à une pénurie de logements (alors que ceux-ci sont alloués en fonction du poste occupé),. Pendant près de quatre ans (jusqu'en 1964), il reste dans l'ombre de Koulakov, spécialisé dans les questions agro-alimentaires, suivant et appliquant les réformes de Khrouchtchev, et en exécutant les ordres de son supérieur avec loyauté. S'il désapprouve certaines des décisions prises, il se garde de l'exprimer en public.

#### Éviction de Khrouchtchev
En URSS, la démission de Khrouchtchev, officiellement pour des raisons de santé, est largement perçue comme une destitution. Dès sa chute, la Pravda se mit à critiquer ouvertement ses décisions « personnelles » et son « déviationnisme ». D'après Mlynář, l'ami tchèque de Gorbatchev, ce dernier partage les critiques et approuve sa chute. Bien qu'il ait partagé avec Khrouchtchev sa critique du stalinisme, en tant qu'exécutant de ses réformes, il lui reproche ses méthodes impulsives et contradictoire sur le sujet agricole,.
« Gorbatchev ne regrettait pas la chute de Khrouchtchev. Il estimait que ses interventions incessantes dans l'économie, en particulier dans l'agriculture, étaient plutôt nocives, parce que généralement irréfléchies et souvent totalement subjectives. Il lui reprochait de conserver en réalité la vieille méthode du centralisme dirigiste et arbitraire. »
Sur ce point, Gorbatchev est totalement aligné sur son supérieur Koulakov. Il est d'ailleurs convaincu que ce dernier n'est pas étranger à la destitution du secrétaire général, lorsqu'il apprend en décembre 1964 que Koulakov est rappelé à Moscou pour remplacer Vassili Poliakov, le principal collaborateur des questions agricoles de Khrouchtchev, puis en septembre 1965, lorsqu'il devient secrétaire du Comité central du PCUS.
Gorbatchev reçoit à Stavropol Leonid Efremov son nouveau supérieur, fervent partisan de Khrouchtchev et nouvel apparatchik « rétrogradé » de Moscou. Ce dernier ne change pas l'organisation mise en place par son prédécesseur et maintient Gorbatchev à son poste. Avec prudence lors de cette période de transition, Gorbatchev fait attention à ne pas trop afficher ses positions vis-à-vis de l'héritage de Khrouchtchev, tout en entretenant de bonnes relations avec son supérieur. L'expérience et la connaissance du système politique soviétique de son successeur bénéficièrent à Gorbatchev qui n'avait pas encore à l'époque d'expérience politique nationale.

### Ascension dans la branche locale du Parti (1966-1970)

#### Études en agronomie et1ersecrétaire dugorkom

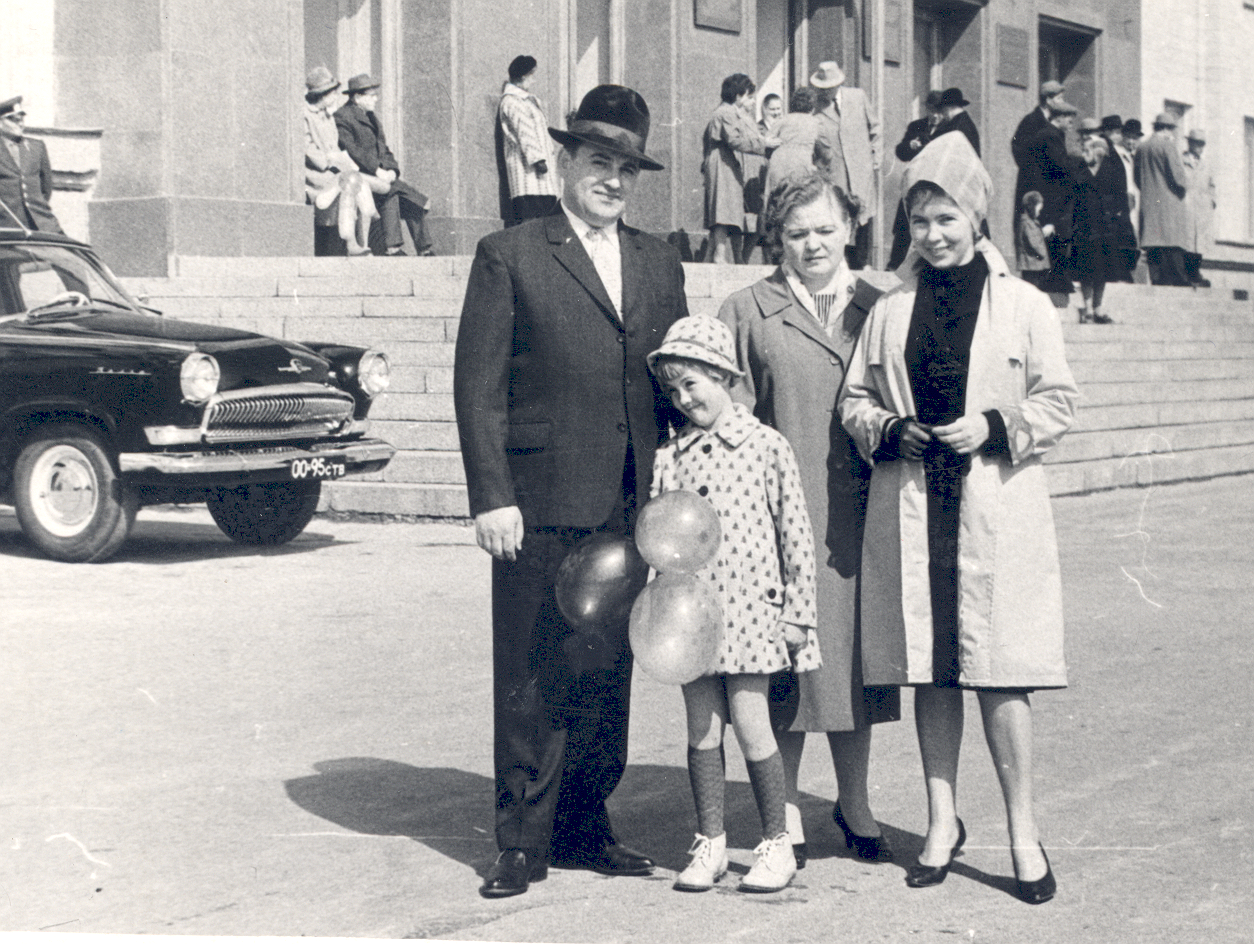
Mikhaïl et Raïssa Gorbatchev avec leur fille à Stavropol en 1964.

En novembre 1964, le Comité central revient sur la réforme de Khrouchtchev et fusionne les deux branches du Parti. Au niveau local, Gorbatchev, chef des cadres de la branche agricole, se retrouve au milieu d'une réelle lutte entre eux pour l'attribution des postes.
Face à ces bouleversements internes, il s'interroge sur la suite à donner à sa carrière. Sur les conseils de son ancien supérieur Koulakov, il s'inscrit à la faculté d'économie de l'
Institut d'agronomie de Stavropol pour y parfaire sa formation de gestionnaire,. Il réussit son examen en 1967.
Entre-temps, il devient en septembre 1966 le 1er secrétaire du gorkom du Parti à Stavropol (comité de la ville du Parti). Cette promotion a pu être suggérée par Koulakov, qui avait déjà proposé Gorbatchev pour le poste de dirigeant du Komsomol de l'URSS à Moscou. Brejnev aurait alors critiqué la candidature de Gorbatchev en prétextant : « Ce jeune homme n'a pas assez de cheveux pour représenter la jeunesse ! ».
À cette époque l'industrialisation de la région et de la ville connaissent une forte accélération, source d'un exode rural et d'une urbanisation rapide de Stavropol. À la tête du gorkom, Gorbatchev met en œuvre un ambitieux plan de développement de la ville pour les vingt-cinq prochaines années, conçu avant son arrivée. Sous sa direction, la ville se transforme avec de nouveaux quartiers, une filiale de l'Institut polytechnique de Krasnodar, des trolleybus, un palais de la culture, une maison du livre, une piscine, des parcs, et même un cirque au design futuriste.

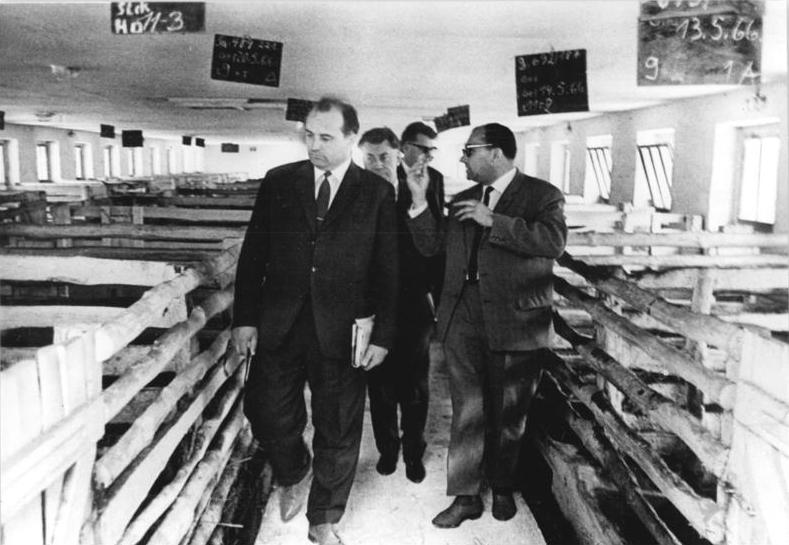
Gorbatchev en voyage au sein d'une délégation soviétique en RDA en 1966.

Grâce à sa progression au sein de la nomenklatura, il obtient le privilège rare pour un citoyen soviétique de voyager à l'étranger. Il effectue ses trois premiers voyages en RDA en 1966, en Bulgarie et en Tchécoslovaquie en 1969.

#### 2esecrétaire dukraïkomde Stavropol
En juillet 1968, des tensions internes au Parti dans la région de Stavropol aboutissent au déplacement du 2e secrétaire du kraikom (comité régional du Parti). Gorbatchev estime à ce moment-là être hors course pour sa succession, n'étant en très bons termes avec Efremov, le 1er secrétaire. Alors qu'il s'apprête à partir en vacances, Efremov lui ordonne de rester sur place à sa disposition. À sa grande surprise, sur ordre du Kremlin, il est nommé pour le poste contre la volonté de son supérieur.

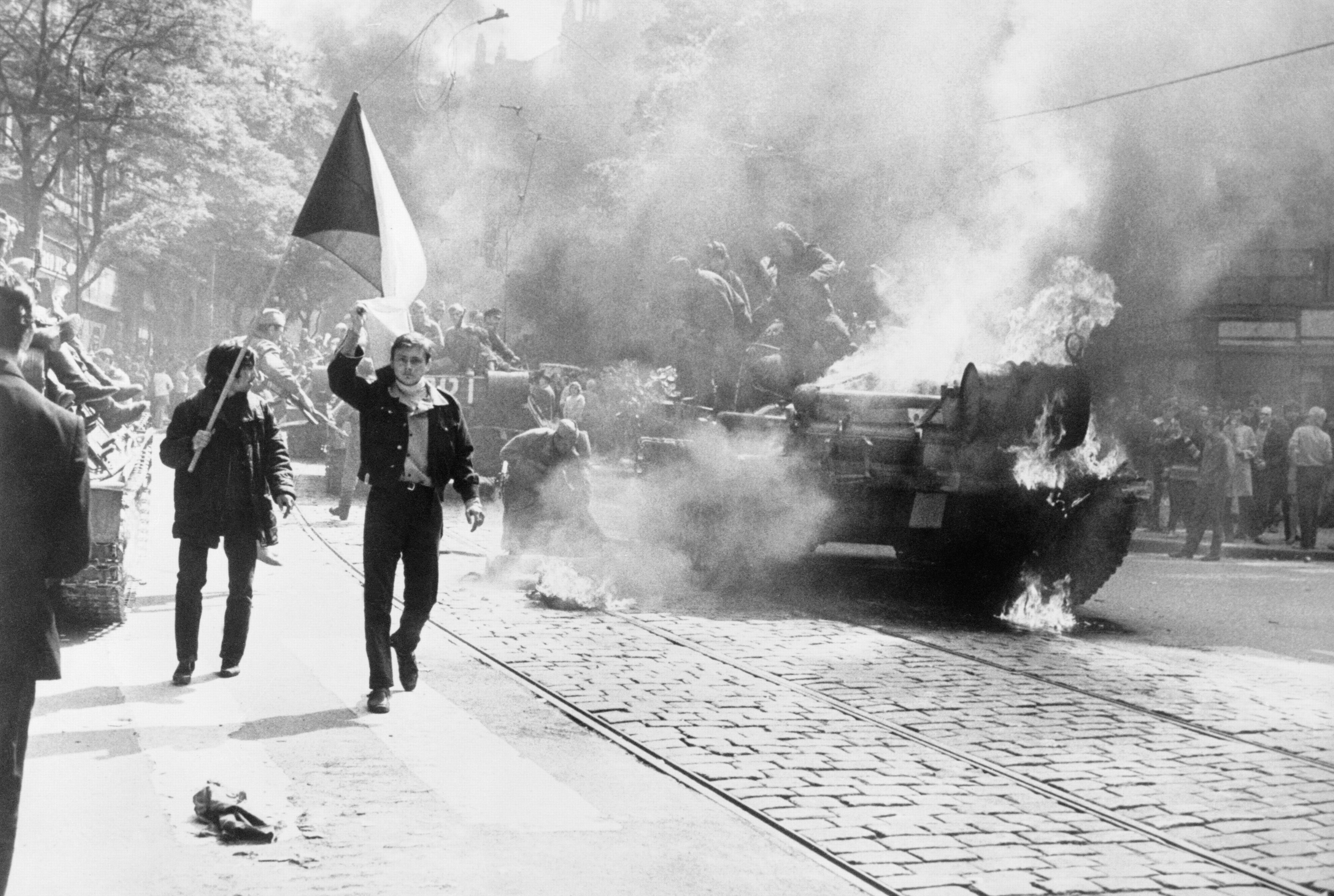
Invasion soviétique de la Tchécoslovaquie en 1968.

Cet été là, l'armée soviétique écrase le printemps de Prague. Gorbatchev, qui remplace son supérieur parti en congés, fait adopter un texte au kraïkom « approuvant les mesures fermes et opportunes prises pour la défense des acquis du socialisme en République socialiste tchécoslovaque ». Il ne déroge pas à la ligne du Parti qui applaudit vigoureusement à l’écrasement de la révolte. En 1987, Gorbatchev lors d'un voyage officiel en Tchécoslovaquie, ne remet pas en cause officiellement l'intervention soviétique, mais parle de « période difficile » et sous-entend une responsabilité partagée. Pourtant, à son ami tchèque Zdeněk Mlynář, acteur de premier plan du printemps de Prague, venu lui rendre visite en 1967, il dit comprendre la situation et les revendications du mouvement tchèque. Dans ses mémoires, il se rappelle avoir dressé un parallèle entre la situation tchécoslovaque et celle de son pays.
En avril 1969, Iouri Andropov, alors président du KGB, passe ses vacances dans la station thermale de Jeleznovodzk dans la région de Stavropol. S'inspirant d'Efremov (qui organisait la réception de Brejnev pendant ses congés), Gorbatchev part recevoir Andropov et en profite pour se faire connaître. Andropov, qui dispose d'un dossier sur Gorbatchev, découvre chez le jeune dirigeant de nombreuses qualités et lui reconnait un esprit réformateur,.

### 1ersecrétaire dukraïkomde Stavropol et début de lastagnation(1970-1978)

#### Désignation du nouveau «préfet» de Stavropol

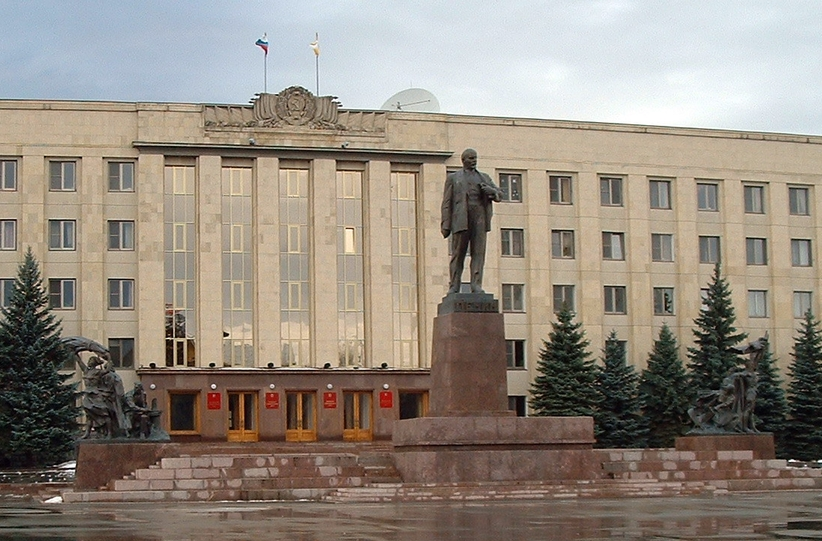
Siège administratif du kraïkom de Stavropol.

Au printemps 1970, Leonid Efremov (supérieur de Gorbatchev) est muté à Moscou. Il propose l'un de ses protégés pour sa succession mais l'influence de Fedor Koulakov à Moscou (ex-supérieur de Gorbatchev), et peut-être le soutien implicite d'Iouri Andropov, chef redouté du KGB, contribuent à la nomination de Gorbatchev comme nouveau 1er secrétaire à seulement 39 ans,. Adoubé par Brejnev, le secrétaire général du PCUS, ce dernier observe lors de leur entrevue que « jusqu’à présent cette fonction était occupée par des gens de l’extérieur, elle le sera désormais par quelqu’un du pays ! ».
Détenant un contrôle quasi absolu sur le pouvoir local, le 1er secrétaire de région était un personnage clé du pouvoir local en URSS. Basé sur le principe de l'« utilité réciproque », son soutien au secrétaire général du PCUS (qui en avait besoin pour assurer son maintien au pouvoir) lui permettait d'exercer ses fonctions sans crainte d'être entravé politiquement, voir d'être menacé par le KGB.
Koulakov recommanda Gorbatchev à Brejnev comme un dirigeant avec du potentiel, mais également comme une recrue en laquelle il pourrait avoir confiance,. Il intégra ainsi le groupe de « réaction rapide » (regroupant les premiers secrétaires fidèles à Brejnev) avec Koulakov à sa tête.

#### Développement de l'agriculture de la région

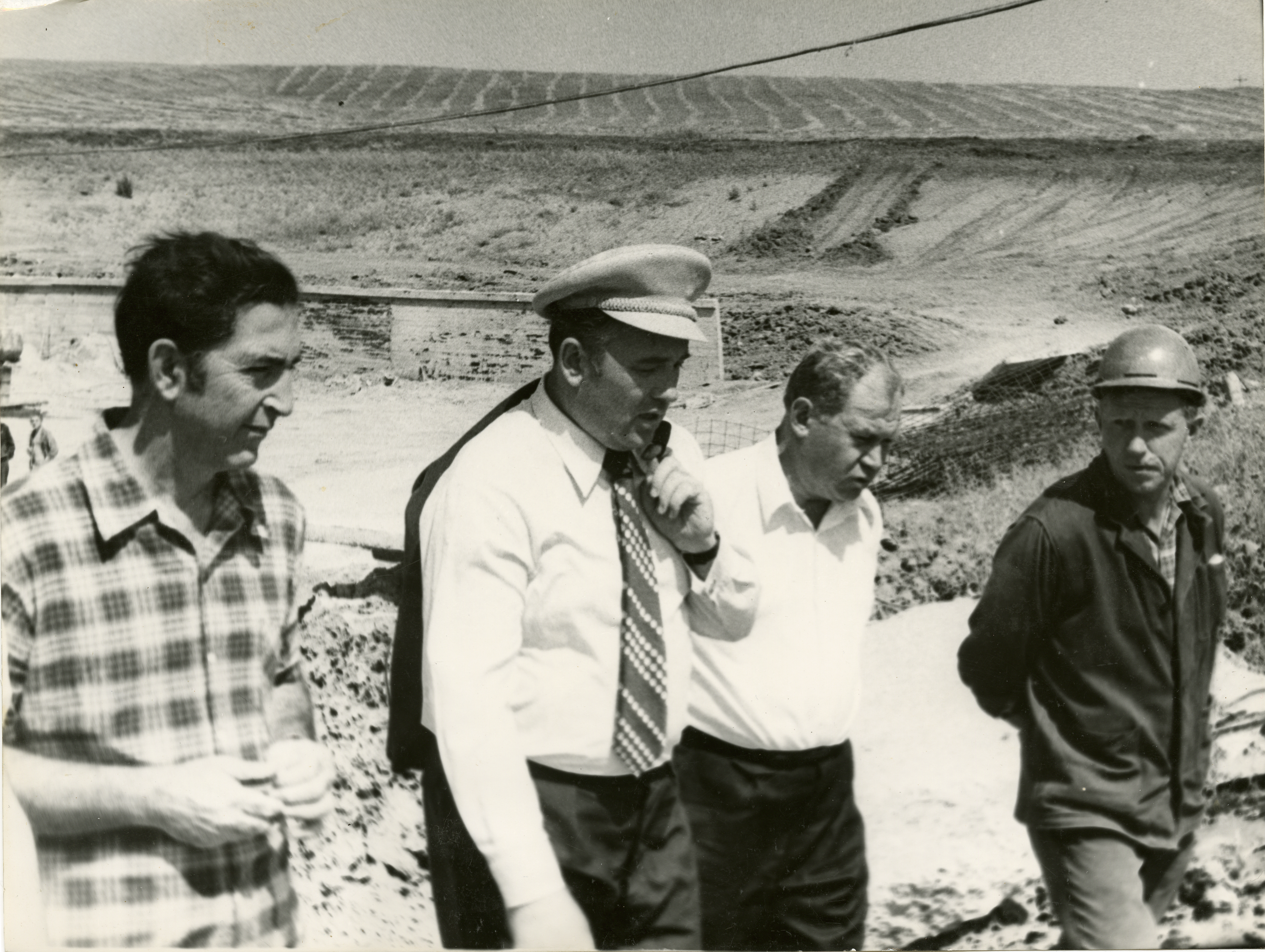
Gorbatchev inspecte le chantier de construction du Grand Canal de Stavropol pendant les années 1970.

À la tête d'une grande région stratégique en URSS en raison de son potentiel agricole et doté de larges pouvoirs, Gorbatchev s'investit avec détermination dans son nouveau poste. Dès son arrivée, il met en place un ambitieux plan décennal de développement et transformation agricole de la région. Lui-même issu d'une famille paysanne, il est convaincu que la science et les études pourront résoudre les problèmes agricoles persistants. Il concentre son travail sur la mise en place d'une répartition rationnelle des exploitations, leur spécialisation, l'introduction de technologies industrielles, le développement de l'irrigation, la formation des cadres et la recherche scientifique,.

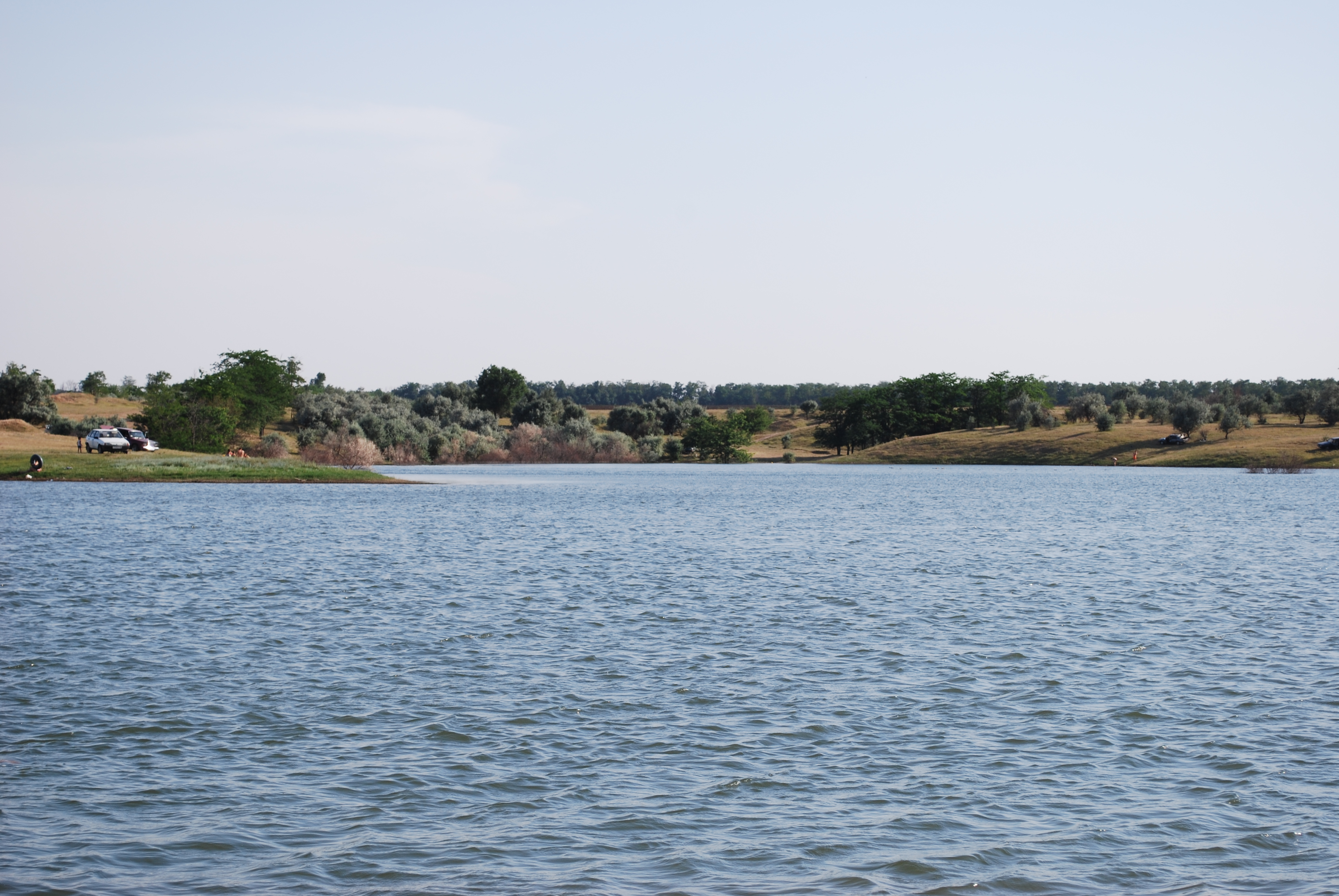
Une partie du Grand Canal de Stavropol construit sous la direction régionale de Gorbatchev.

Au cours de ces années, son investissement dans ce chantier est total. Il partage sa présence sur le terrain, pour constater l'avancée de ses réformes, et à Moscou pour déjouer les difficultés politiques rencontrées.
Parmi ses initiatives notables, il incite le Comité Central à accélérer la construction du Grand canal de Stavropol pour irriguer et rendre cultivables les terres asséchées par les vents venus de la mer Caspienne,. Il plaide également pour tout un ensemble de changements dans les pratiques agricoles, dont l'idée de donner plus d'autonomie à la gestion locale, ainsi que la politique de cultures en jachère, en opposition aux directives centrales d'alors,,. Comme de nombreuses expérimentations agricoles de l'époque en URSS, plusieurs dispositifs de Gorbatchev, menés à grande vitesse afin d'observer rapidement des résultats tangibles n'ont pas abouti aux effets escomptés, voire ont provoqué des externalités négatives sur les finances et l'équilibre biologique du territoire,. 
Il est également responsable pendant son mandat du développement industriel de la région qui connait une croissance particulièrement importante pendant les années 1970.

#### Débuts d'un réformateur habile et opportuniste
Pour certains de ses anciens collègues, les réformes régionales entreprises par Gorbatchev préfigurent de celles qui constitueront la future Perestroïka. En effet, animé par la volonté de résoudre les problèmes agricoles chroniques de sa région, Gorbatchev s'engage dans l'utilisation de nouvelles méthodes, et affronte alors les multiples difficultés bureaucratiques et blocages politiques à Moscou, qui provoquent régulièrement chez lui son incompréhension ou ses protestations. Homme de la « génération des années soixante », il refuse l'immobilisme et la stagnation dans lesquels le régime de soviétique est lentement en train de s'installer,.

Absorbé par la gestion de sa région, ses critiques de l'époque se concentrent cependant sur l'inefficacité et la rigidité du système qui condamnent les performances agricoles du pays, sans pour autant viser encore le système politique dans son ensemble. Selon lui, il est « bien trop occupé pour y réfléchir sérieusement. ». Gorbatchev conserve ainsi une certaine dualité de pensée et de discours, s’adaptant avec habileté à ses interlocuteurs : dans certaines circonstances, il soutient la position officielle du Parti, tandis qu’en d’autres occasions, il se permet une critique plus profonde du système. Cette forme de « schizophrénie » analysée par Andreï Gratchev, n’était pas inhabituelle à l’époque, mais elle explique en partie les accusations d’opportunisme et de double discours formulées par certains de ses anciens collègues du kraïkom de Stavropol. 

Gorbatchev célèbre en 1978 avec Souslov, les 250 ans de Stavropol.

C'est d'ailleurs grâce à son habilité et sa capacité d'adaptation au fonctionnement du régime, à l'informalité de la prise de décision et en tissant des relations privilégiées voire intéressées avec certaines personnalités importantes du régime (dont Iouri Andropov, Alexis Kossyguine et Mikhaïl Souslov), qu'il parvient à obtenir les soutiens nécessaires à la conduite de ses réformes,. Il tire également parti des atouts de sa région, notamment la présence de stations thermales, où les cadres du régime viennent se ressourcer. Ces séjours lui permettent de se rapprocher de ces dirigeants, de se faire connaître, user de la flatterie à leur égard et gagner leur confiance. Sa fidélité au régime, sa jeunesse et son audace, qu'il manifeste à travers des critiques ciblées du système lorsqu'il se sent en confiance avec son interlocuteur, séduisent ces hommes politiques vieillissants, habitués au formalisme des relations moscovites.

Ses qualités de persuasion lui permettent ainsi d'obtenir à plusieurs reprises le soutien personnel de Léonid Brejnev pour ses réformes,. En contrepartie, il participe a son culte grandissant (particulièrement dans la deuxième moitié des années 1970) en participant aux éloges et discours élogieux de l'époque à son égard.
Il fait également preuve d'opportunisme, lorsqu’il met en avant le succès de la méthode de récolte expérimentée dans la région d'Ipatovo, alors qu’il n’en est pas l’initiateur mais s’est contenté de la mettre en œuvre conformément aux directives de Koulakov. En 1978, Stavropol (par Souslov) et Gorbatchev lui-même (par Brejnev) sont décorés de l’ordre de la révolution d’Octobre. Cependant, il se montre plus discret lorsque cette méthode, peu adaptée en dehors des régions céréalières de plaine, est progressivement abandonnée en raison de ses limites,.

#### Accession au secrétariat du Comité central du PCUS

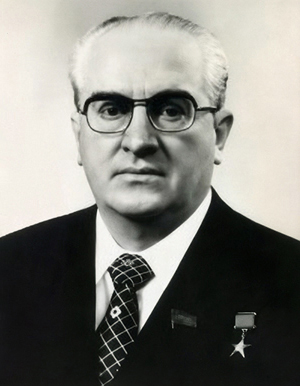
Portrait de Iouri Andropov.

En 1971, peu après sa nomination au poste de 1er secrétaire de région, il entre directement au Comité central en tant que membre titulaire, évitant ainsi l'étape intermédiaire de membre suppléant. Étant le plus jeune membre du Comité central, il se distingue par sa personnalité et son approche atypique, mais n'est pas mis en avant. Bien qu'il y participe lui-même, il ne rivalise pas avec ses homologues 1er secrétaires de région dans la rédaction de rapports manipulés ou les louanges excessives envers le secrétaire général et la direction, ce qui affecte probablement sa carrière et son avancement vers le milieu des années 1970.
Son profil suscite également la méfiance de certains, allant jusqu’à provoquer des tentatives de trouver des éléments compromettants (kompromat) contre lui. Chtchelokov, alors ministre de l'Intérieur, ira même jusqu’à souhaiter son élimination, parce que Gorbatchev ayant découvert la falsification des statistiques criminelles par le ministère, tentait d’apporter des solutions pénales à l’augmentation des crimes dans sa région, exposant ainsi les manipulations en cours. En conséquence, il est progressivement marginalisé au sein du Comité, et en huit ans, il n’est jamais invité à intervenir en plénum. Malgré cela, son comportement n’est jamais considéré comme imprudent, car il reste toujours dans les limites des règles et de ses obligations envers l’appareil. Son engagement sincère dans « la cause » lui vaut d'ailleurs la sympathie de Kossyguine et d’Andropov.
Encore une fois, ce sont ses « protecteurs », Koulakov et Andropov (dont il est devenu presque intime) qui lui permettent de remonter dans la hiérarchie. Alors que Brejnev décline, Andropov gagne en légitimité et se positionne comme successeur probable. Il en fait bénéficier Gorbatchev, dont il mentionne le nom à Georgy Arbatov, conseiller politique du secrétaire général, dans une discussion en 1977 sur les personnalités politiques qui pourraient incarner la relève de la classe actuelle vieillissante. De même en 1978, Andropov organise une rencontre entre Gorbatchev, lui-même, Brejnev et Tchernenko sur le quai d'une gare à Mineralnye Vody.
En 1978, Koulakov demanda à Gorbatchev de rédiger une note informelle sur les problèmes de l'agriculture. Il est autorisé à la présenter en plenum du Comité central et attire alors l'attention du Politburo tout en se démarquant des autres membres du Comité,. Si la note ne débouche pas sur de grandes décisions, elle a un impact certain sur la carrière de Gorbatchev. En effet peu de temps après, Koulakov décède à la surprise générale et les tractations fusent dans les coulisses du Comité central pour désigner son successeur. L'influence d'Andropov aide probablement à la nomination de Gorbatchev pour remplacer Koulakov au poste de secrétaire à l'agriculture,. Gorbatchev a 47 ans, soit dix-huit ans de moins que les onze autres secrétaires. Il quitte Stavropol fin 1978 pour Moscou afin d'occuper ses nouvelles fonctions.

## Prétendant au pouvoir (1978-1985)

### Au cœur d'un régime à bout de souffle (1978-1982)

#### La fin du «règne» de Brejnev

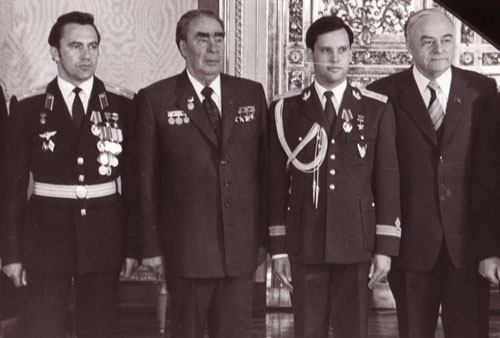
Brejnev en 1981.

Lorsque Gorbatchev rejoint le secrétariat du Comité central  en tant que secrétaire à l'agriculture, en décembre 1978, le régime soviétique et ses dirigeants sont plongés dans une léthargie politique et économique. Léonid Brejnev le secrétaire général est souffrant et ne dispose plus de ses pleines capacités pour diriger le pays. Pourtant, avec l'appui de ses proches et de la direction, il se maintient au pouvoir par crainte partagée de rompre un équilibre politique qui garantit la stabilité et les places de chacun,.
« L'état de santé de Brejnev aurait dû amener ses collègues à poser la question de son départ à la retraite. Une telle décision aurait été à la fois humaine et rationnelle pour les intérêts de l’État. Mais ni Brejnev ni son entourage immédiat ne songeaient à quitter le pouvoir. Ils se persuadaient que le départ du secrétaire général romprait l'équilibre politique et menacerait la stabilité des institutions. Le pis était qu'ils parvenaient à en convaincre les autres. Bref, nous avions de nouveau le chef irremplaçable, bien qu'à moitié mort »
La plupart des décisions sont prises dans un cercle fermé de six personnalités : Brejnev, Souslov (numéro deux du régime jusqu'à sa mort en 1982), Gromyko (membre du Politburo depuis 1973 et ministre des Affaires étrangères depuis 1957), Andropov (chef du KGB), Oustinov le ministre de la Défense et Tchernenko. Gorbatchev reste à l'écart de ce cercle, et adopte une attitude passive, bien qu'il soit critique de la situation en privé. La plupart du temps, il n'est pas consulté ou alors n'exprime aucune critique vis-à-vis des décisions prises. Personne ne le préviendra de la décision de l'intervention en Afghanistan et il approuvera les décisions prises concernant la situation polonaise. Il découvre au Politburo des réunions bâclées au cours desquelles s'observe la servilité des membres à l'égard du secrétaire général, qui n'est pas toujours capable de tenir un discours intelligible,.
Son intégration dans le cercle fermé de l'élite politique soviétique à Moscou, est très difficile. Dans ses Mémoires, il se rappelle avoir eu l'impression d'être mis « sous cloche » en raison de la surveillance et de la protection dont il faisait l'objet. Il ne peut plus voir Andropov en privé, ce dernier le mettant en garde face au niveau de surveillance auxquels toutes les personnalités importantes du régime font face. Il qualifia dans ses Mémoires l’atmosphère qui régnait alors avec ces mots : « Morgue, suspicion, flagornerie, sans-gêne. ». Lorsqu'il quitte Stavropol pour Moscou, il sait franchir une étape importante dans sa carrière sans pour autant se faire d'illusion. De sa position de 1er secrétaire de région, il a connaissance de la paralysie du centre et se demande alors : « Pourrais-je vraiment changer quelque chose ? ».

#### Une tentative de réforme de l'agriculture sans résultats
Dans ce contexte, Andropov conseille à Gorbatchev de demeurer patient et loyal envers le secrétaire général,. Il comprend rapidement que ses marges de manœuvres sont limitées et concentre tous ses efforts dans la mise en place d'une réforme agricole (Le Programme alimentaire) courant jusqu'en 1990, avec l'ambition de réduire les importations de produits alimentaires de l'URSS en augmentant la production nationale. Il constate une très mauvaise gestion des terres cultivables (dont une partie importante sont polluées ou abandonnées) et de manière générale un sous investissement massif dans le secteur agricole, alors que les dépenses militaires ne cessent d'augmenter, d'autant plus depuis le début de la Guerre d'Afghanistan. 

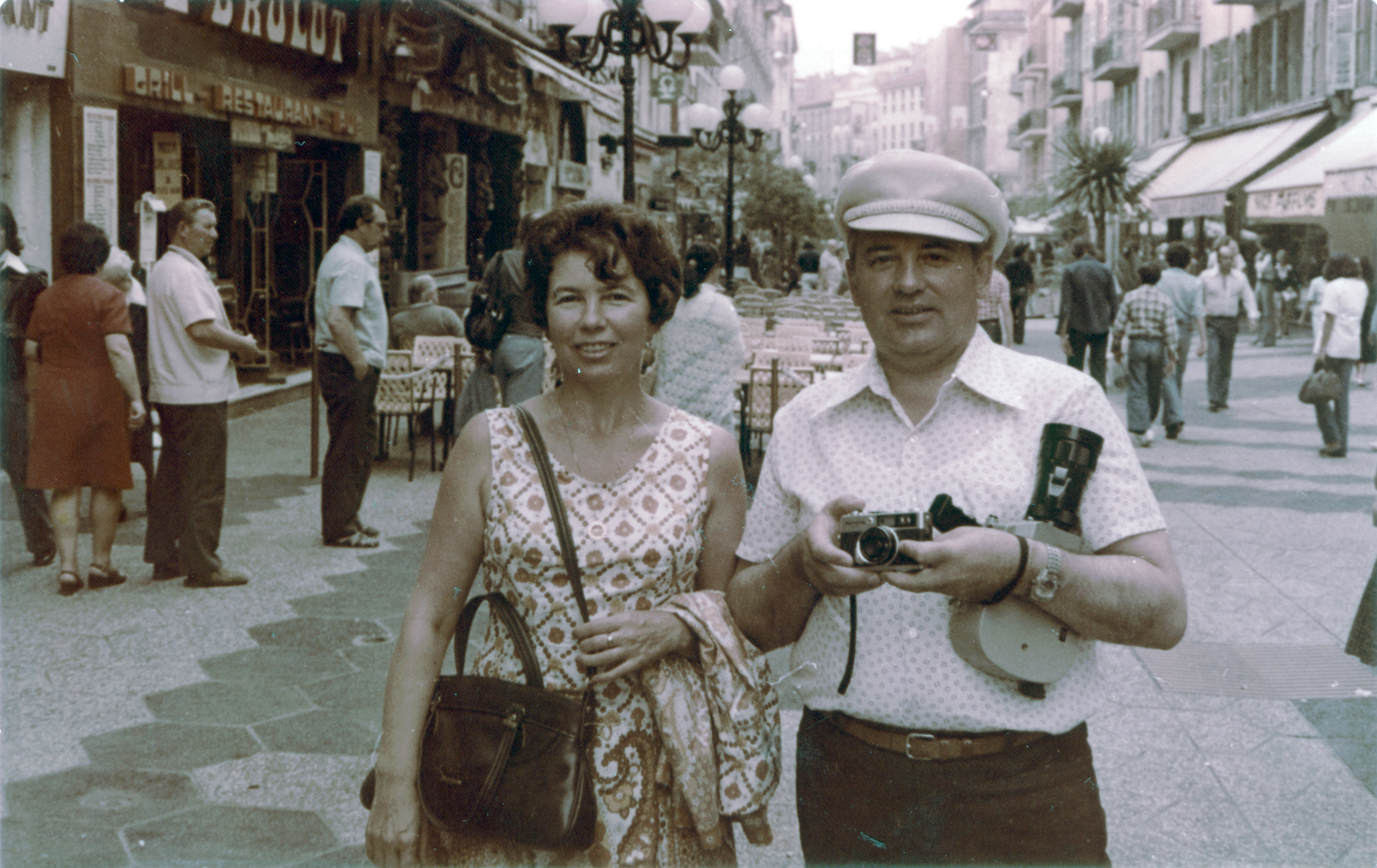
Gorbatchev et sa femme en voyage en France en 1977.

Sa réforme considère le postulat suivant : « Le système peut fonctionner à condition de fournir le matériel et les engrais, et d'aménager les zones rurales. ». Aidé par des experts, il soutient que les retours sur investissement dans l'agriculture sont en réalité positifs, contredisant ainsi l'opinion répandue parmi les élites dirigeantes, qui considéraient ce secteur économique comme non rentable, et davantage en manque de discipline que d'investissement. D'ailleurs, l'agriculture soviétique était généralement considérée comme un « cimetière politique » pour ceux qui en avaient la direction. La réforme finit par être adoptée en mai 1982, non sans difficultés, et est présentée par Brejnev lui-même en plénum du Comité central. Malgré un budget de 16 milliards de roubles par an, la réforme, car elle ne remet pas en cause la rigidité du fonctionnement même des kolkhozes et sovkhozes et la stabilité des cardes, ne permet pas de résoudre les problèmes structurels de l’agriculture soviétique et les importations ne diminuèrent pas significativement par la suite,. Alors que les années 1979 à 1983, période durant laquelle Gorbatchev occupe le poste de secrétaire à l'agriculture, sont parmi les plus mauvaises en matière de récolte, principalement en raison de conditions climatiques mauvaises et l'embargo américain sur le céréales. Pour autant, la position de Gorbatchev n'est à aucun moment menacé.

#### Un secrétaire du Comité Central qui murit sa critique du système
Grâce à ses voyages à l'étranger (et notamment dans les pays occidentaux dont la France et l'Italie) et à ses nombreuses lectures de la littérature étrangère, Gorbatchev a aiguisé son esprit critique et mûri son analyse du système, en particulier sur le fonctionnement de l'économie et l'intérêt personnel du travailleur dans les systèmes capitaliste et socialiste,. Il constate que l'on vit mieux à l'étranger et que son pays est en train de prendre du retard dans tous les domaines,. Par ailleurs, ses carnets de notes pris lors de ses voyages ne témoignent en aucun cas d'une quelconque animosité de la part de ses interlocuteurs étrangers envers les Soviétiques, contrairement à la méfiance à laquelle il avait été habitué par la propagande concernant l'Occident

### L'épisode Andropov: l'«autocrate-réformateur»(1982-1984)

#### Un changement attendu
« Pour être sincère, nous n’avons toujours pas étudié comme il convient la société dans laquelle nous vivons et travaillons, nous n’avons toujours pas découvert les lois qui la régissent, en particulier dans le domaine économique. C’est pour cela que nous sommes parfois contraints d’agir de manière empirique, pour ainsi dire, en enchaînant de façon parfaitement irrationnelle les expérimentations et les erreurs. »
En janvier 1982, Mikhaïl Souslov, numéro deux du régime, meurt. Iouri Andropov récupère sa place et devient favori pour prendre la suite de Brejnev, barrant la route à Konstantin Tchernenko pourtant favori de l'entourage du secrétaire général. La succession ne tarde pas, puisqu'en en novembre, Brejnev meurt à son tour,. Andropov devient secrétaire général du PCUS et suscite à la fois la crainte des anciens proches de Brejnev et l'enthousiasme des élites dites « réformatrices ». Dès son arrivée, Andropov fait comprendre qu'il a en vue des changements importants pour régler les problèmes structurels du pays. Acteur clé de ce groupe, Gorbatchev, qui a « soutenu sa candidature de toutes ses forces » voit dans l'accession de son mentor, l'occasion pour le régime de sortir de la stagnation pour entrer dans une période de réformes qu'il juge indispensables.
Andropov commence son mandat par le limogeage de certains cadres de l'ère Brejnev et provoque l'arrivée d'une nouvelle génération à la direction du pays : les perestroïchtchiki, les futurs cadres de la perestroïka de Gorbatchev, dont font partie Egor Ligatchev, Nikolaï Ryjkov, Alexandre Iakovlev et Boris Eltsine,. Pour autant, le renouvellement n'est pas total, et certaines recrues se révèlent être plutôt conservatrices, aboutissant à une équipe hétérogène autour d'Andropov.
Il place Gorbatchev à la position de numéro trois du régime derrière Konstantin Tchernenko. Il lui confie davantage de missions, dont certaines qui sortent du domaine de l'agriculture, se confie régulièrement à lui et lui prodigue des conseils : « Plus généralement, agis comme si tu avais à assumer la responsabilité de tout. Je parle sérieusement... ». En mai 1983, Gorbatchev effectue un voyage au Canada pour étudier le mode de production agricole nord-américain, comparable, quant à ses dimensions, à l’agriculture russe. Une fois encore, il constate lors de ce voyage le retard pris par son pays dans un domaine qui est au cœur de ses activités depuis quinze ans.

#### Le retour de la discipline

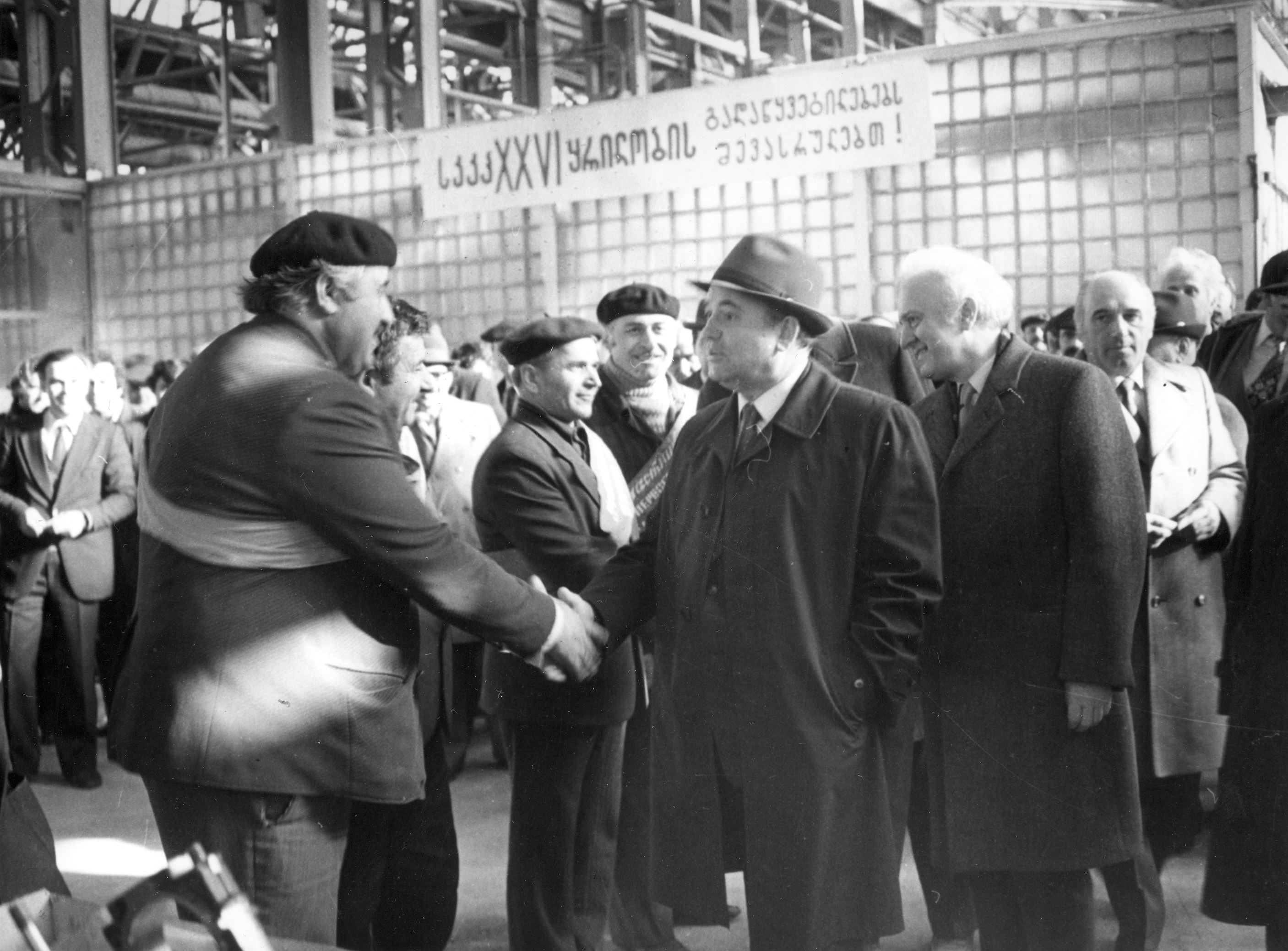
Gorbatchev en visite en Géorgie en 1983.

Andropov est conscient et lucide face aux grandes difficultés et au décrochage général du pays. Selon lui, la promesse faite par Khrouchtchev de l'avènement d'une société communiste d'ici 1980 a indéniablement pris du retard, non pas en raison d'une faiblesse des idées marxistes léninistes mais par un déficit de productivité et un laxisme généralisé dans la société soviétique,. Il ne tarde pas à mettre en place des actions visant à déverrouiller le système économique, restaurer l'autorité du Parti, combattre le « parasitisme  social » (l’absence d’un travail déclaré) et renforcer l'intransigeance face aux problèmes de la société soviétique (absentéisme, alcoolisme, corruption, etc.) ,. Notamment, des contrôles sont faits dans les rues et les lieux publics pour sanctionner les personnes absentes de leur lieu de travail. Gorbatchev est sceptique face à cette méthode, mais Andropov continue de lui assurer que le peuple rêve de discipline et d’ordre : « Attends, tu verras, tu comprendras ». Il tente également de lutter contrer la corruption des cadres dirigeants et de l'élite politique.

#### Un mandat qui se termine rapidement sans fournir les résultats attendus
Bien que la lutte contre la corruption et une stabilisation partielle de l'économie aient initialement rassuré la population, les mesures contre le parasitisme et les contrôles stricts des travailleurs se sont avérées très impopulaires. Pour apaiser les mécontentements, Andropov tente d'impliquer davantage la population dans les réformes, ou du moins de lui donner cette impression. Il fait voter une loi augmentant l'autonomie des collectifs de travailleurs au sein des entreprises et des organisations, une mesure qui apparaît rétrospectivement comme un précurseur de la future perestroïka de Gorbatchev. Par ailleurs, Andropov évoque également le concept de glasnost, plaidant pour une plus grande transparence des organismes d'État afin de renforcer le lien avec la population. Cependant, la censure reste rigide durant son mandat.
Malgré quelques résultats, les réformes entreprises ne répondent pas aux attentes. Gorbatchev en est conscient et voit dans les ministres en place depuis plus de vingt ans des boucs émissaires et des « freins pour le travail ». Cependant, c'est surtout la brièveté du mandat d'Andropov qui rend difficile d'évaluer l'ampleur de ses changements. Il est hospitalisé dès l'été 1983, soit seulement huit mois après son arrivée au pouvoir. Avant sa mort en février 1984, alors que la bataille pour sa succession a déjà commencé, Andropov tente une dernière fois de favoriser l'arrivée au pouvoir de Gorbatchev, mais cette volonté est contrecarrée par certains membres du Politburo,.

### L'année Tchernenko, la dernière marche avant le pouvoir (1985)

#### L’élection d'un dirigeant de transition

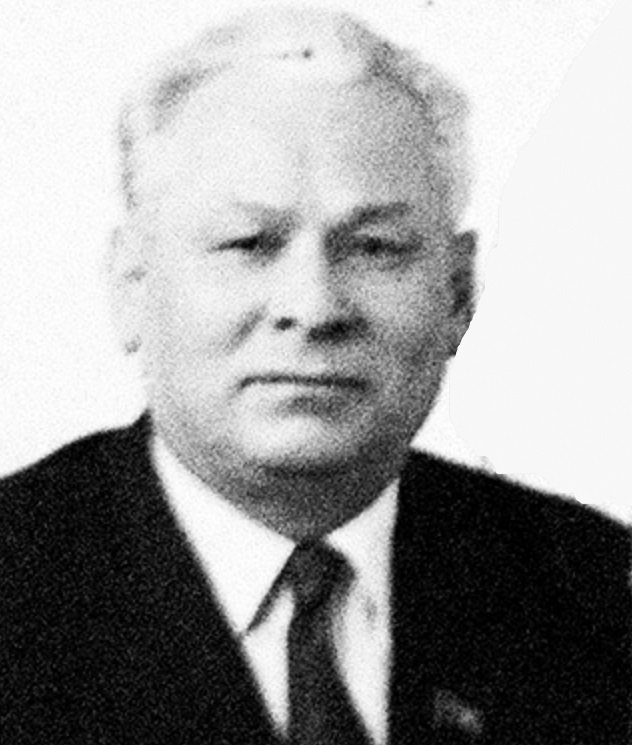
Portrait de Tchernenko.

Au moment de choisir le futur dirigeant de l'URSS, les membres du Politburo sont divisés. Konstantin Tchernenko qui incarne l'héritage de Brejnev pense tenir sa revanche tandis que ceux qui désirent prolonger les réformes d'Iouri Andropov souhaitent porter Gorbatchev au pouvoir. Si les versions divergent sur la composition des deux camps au Politburo, c'est bien le camp des doyens qui l'emporte et rejette la candidature de Gorbatchev pour plusieurs raisons (sa jeunesse, sa proximité avec Andropov, sa volonté clairement affichée de continuer les réformes, etc.). Si Tchernenko est nommé, au grand dam des réformateurs, il est perçu dès sa nomination comme un dirigeant de transition car déjà des rumeurs sur son état de santé circulent au sein des instances dirigeantes,. Il tente malgré tout de trouver une voix médiane entre l'héritage de Brejnev et la dynamique lancée par Andropov. S'il atténue la lutte contre la corruption se rapprochant des années Brejnev, il est fidèle à l'héritage d'Andropov en laissant beaucoup de champ à Gorbatchev, qui à lui seul apporte un vent de fraîcheur dans les débats du Secrétariat.

#### Gorbatchev: le «secrétaire général bis»
Gorbatchev dont l'influence est grandissante contraste avec le manque de charisme du secrétaire général. Il devient numéro deux du régime et est amené à diriger les réunions du Secrétariat du Comité central et les réunions du Politburo en l'absence du Secrétaire général. Les observateurs soviétiques, le surnomment le « secrétaire général bis », et en juin, il dirige son premier Politburo. Dans ses interventions qui se font de plus en plus nombreuses, apparaissent de nombreuses idées, prémisses des futures perestroïka et glasnost.

Mais sa position est menacée à plusieurs reprises. Successeur présumé d'Andropov, il est perçu comment une menace par les anciens « brejnéviens », avec Nikolaï Tikhonov (président du conseil des ministres) à leur tête. Avec l'aide de certains alliés comme Dmitri Oustinov (le ministre de la défense), il parvient à désamorcer les conspirations contre lui,.
« Il faut procéder à des changements profonds en économie et dans tout le système des relations sociales, et il faut assurer au peuple un niveau de vie qualitativement plus élevé. [...] Nous devons avoir une vision réaliste des choses: sans intérêt matériel, espérer de chaque individu une attitude consciencieuse vis-à-vis du travail relève du rêve.. »
En avril 1984, il est nommé à la tête de Commission de politique étrangère du Soviet suprême. Cette position l'amène à représenter son pays aux obsèques d'Enrico Berlinguer, le secrétaire général du Parti communiste italien et initiateur de l'eurocommunisme. Il est marqué sur place par la popularité de l'homme, et par le fait que des Italiens de tous les bords politiques se sont rendus à ses obsèques,. Il est également envoyé en décembre 1984 au Royaume-Uni, pour une mission diplomatique au cours de laquelle il  est reçu par Margareth Thatcher, alors première ministre et fervente anti-communiste. Celle-ci ne lui cache pas son hostilité, qu'il parvient à désamorcer en lui répondant : « Madame, vous êtes une personne de conviction, attachée à certains principes, ce que je respecte. Mais vous devez comprendre que vous avez devant vous quelqu’un de la même trempe. J’ajoute que le Politburo ne m’a pas chargé de vous convaincre d’adhérer au  Parti  communiste! ». Thatcher et l'assistance tombent sous le charme de l'homme qui adopte une attitude ouverte et intelligente, tout en maniant l'humour,. Thatcher en est convaincue : « nous pouvons travailler avec cet homme ». La presse britannique relève les thèmes abordés par le soviétique qui a évoqué l’impossibilité d’envisager une guerre nucléaire et l’urgence d’établir des relations internationales normales, du concept de la nouvelle pensée politique ainsi que de maison commune européenne.

#### La fin du«quinquennat des funérailles somptueuses»
Le 10 mars 1985, Tchernenko décède. Alors que la majorité du Comité central semble soutenir Gorbatchev, en plaçant en lui des espoirs très différents voire parfois opposés, le soutien du Politburo, l'instance décisionnaire sur la question de succession, ne lui est pas acquis d'avance. Finalement en son sein, aucune candidature ne parvient à s’imposer face à Gorbatchev qui s'est allié à Gromyko (ministre des affaires étrangères). Le lendemain il est nommé secrétaire général d'un « commun accord » alors que les candidatures d'Andropov et Tchernenko avaient été validées à « l'unanimité ». Devant le Comité central, Gromyko prononce un éloge du candidat Gorbatchev et ajoute : « Camarades, cet homme-là a un beau sourire, mais ce sourire cache des dents d’acier! ».

## À la tête de l'URSS (1985-1991)

### 1985-1986: Débuts des réformes dans un pays en crise

#### Un changement attendu

##### Le mandat de Gorbatchev commence dans un contexte de crise généralisée

Graphique montrant de 1950 à 1989 le PNB de l'URSS, de l'Europe de l'Ouest et de l'Europe de l'Est en % par rapport à celui des États-Unis.

À la fin des années 1970 et le début des années 1980, l'URSS traverse une crise intérieure profonde, affectant l'ensemble des sphères politiques, économiques et sociales. Cette situation alarmante, bien que rarement étudiée ouvertement par les chercheurs soviétiques, est notamment soulignée dans des documents comme le rapport de Novossibirsk. Divers indicateurs, dissimulés avec difficulté par le régime, témoignent de cette crise : retard croissant du PNB soviétique par rapport aux économies occidentales, hausse de la criminalité, aggravation de l'alcoolisme, et détérioration générale des conditions de vie.
A ce décrochage, s'ajoute la grande difficulté de l’État soviétique pour y remédier, exacerbée par ses difficultés budgétaires, notamment dû d'une part à la stagnation économique persistante et à la chute des prix du pétrole, une des principales sources de revenus du pays, d'autre part, en raison de la proportion croissante du budget national qui est consacrée à la course aux armements, qui ponctionne entre 15 à 20 %, contre seulement 8 % pour les États-Unis.
Le modèle de société soviétique, censé rattraper et surpasser le modèle capitaliste (en particulier celui les États-Unis) d'ici la fin des années 1970, selon les prévisions de Khrouchtchev en 1959, est progressivement remis en cause dans son mode de fonctionnement, d'autant qu'à partir de 1978, la Chine dirigée par Deng Xiaoping entreprend une véritable révolution économique rétablissant de fait un certain nombre principes de l'économique capitaliste et de l'économie de marché dans l'économie chinoise, lui donnant un dynamisme considérable. L'arrivée de Gorbatchev met fin au brejnevisme, avec l'espoir de mettre fin à la stagnation qui caractérise cette période.

##### Gorbatchev impose un nouveau style

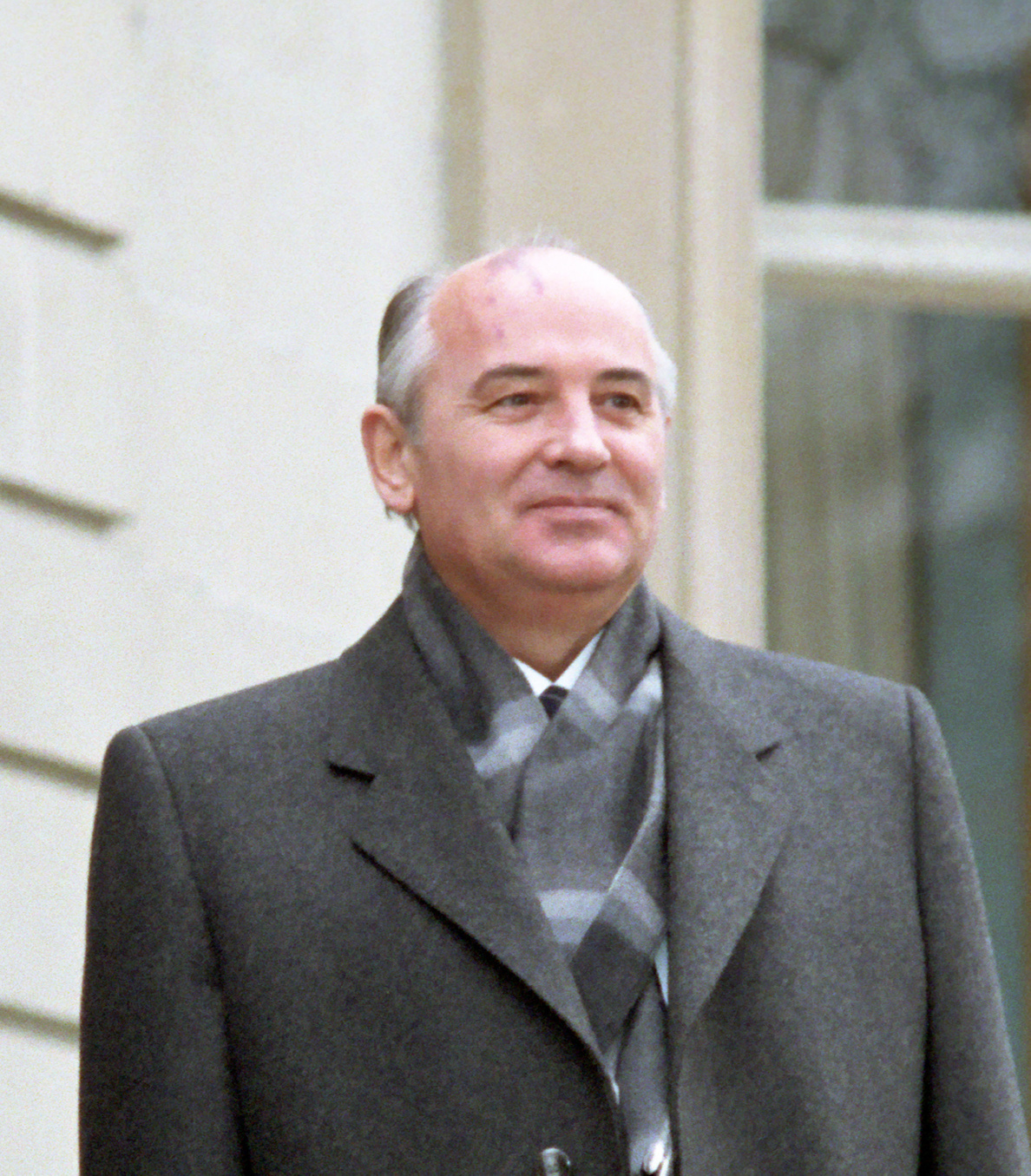
Gorbatchev en 1985 à Genève.

Le sentiment de nouveauté qui accompagne l'arrivée de Gorbatchev ne s'explique pas seulement par sa relative jeunesse (il a 54 ans). C'est davantage sa personnalité qui frappe les esprits et contraste avec la génération de ses prédécesseurs : les Soviétiques découvrent un dirigeant ouvert, souriant, communicatif, dynamique, doté et usant d'un sens de l'humour dans sa communication.
Gorbatchev comprend rapidement que sa personnalité peut être un atout pour promouvoir ses idées. Dès ses débuts, il multiplie les visites sur le terrain, que ce soit dans les rues ou les usines, accompagné d'une escorté réduite. Il se montre très à l'aise avec le public, improvisant et parlant librement. Il profite de ces moments pour commencer à diffuser certaines de ses idées, faisant ouvertement le constat que « le pays a pris du retard », ou encore « qu'il regresse » et n'hésite pas à mettre en garde les cadres dirigeants du Parti qui refuseraient de s'adapter au changement. Habilement, il fait retransmettre certaines de ces visites à télévision, créant ainsi la surprise parmi la population, qui n'avait encore jamais vu un dirigeant soviétique faire preuve d'une telle proximité,,.
Raïssa, son épouse, à la fois actrice et symbole de cette modernité, l'accompagne dans ses déplacements et joue un rôle actif. Elle se démarque aux yeux des Soviétiques nettement des épouses de ses prédécesseurs, rarement visibles en public,.

##### Ses débuts suscitent de grands espoirs au sein de la population
L'espoir du changement gagne rapidement la population soviétique, les lettres de citoyens inondent le Comité central, nombre d'entre elles évoquent le retour d'un style léniniste. Il est d'ailleurs remarqué au sein de l'intelligentsia comme le premier dirigeant soviétique depuis Lénine à être titulaire d'un diplôme universitaire. Sa nomination est également vue de façon positive par les généraux militaires et le KGB. Très vite, une large majorité de la population, estimée à au moins 80 %, semble soutenir sa volonté de réformes, bien que peu aient une idée précise de la direction que celles-ci devraient prendre. Certains réclament davantage d'ordre, d'autres espèrent voir disparaître l'hypocrisie et les mensonges. Mais pour la majorité, l'essentiel est de rompre avec la période humiliante durant laquelle les dirigeants soviétiques disparaissaient les uns après les autres.
De son côté, la presse occidentale découvre un relatif inconnu, nombreux sont ceux qui le présentent comme « le premier dirigeant soviétique aux mains propres »,, même si un certain nombre de soviétologues notamment américains demeurent sceptiques sur ses réelles capacités voire sa volonté à changer le système, soupçonnant une manœuvre soviétique de dissimulation derrière un visage plus humain .

#### Émergence d'une nouvelle donne politique

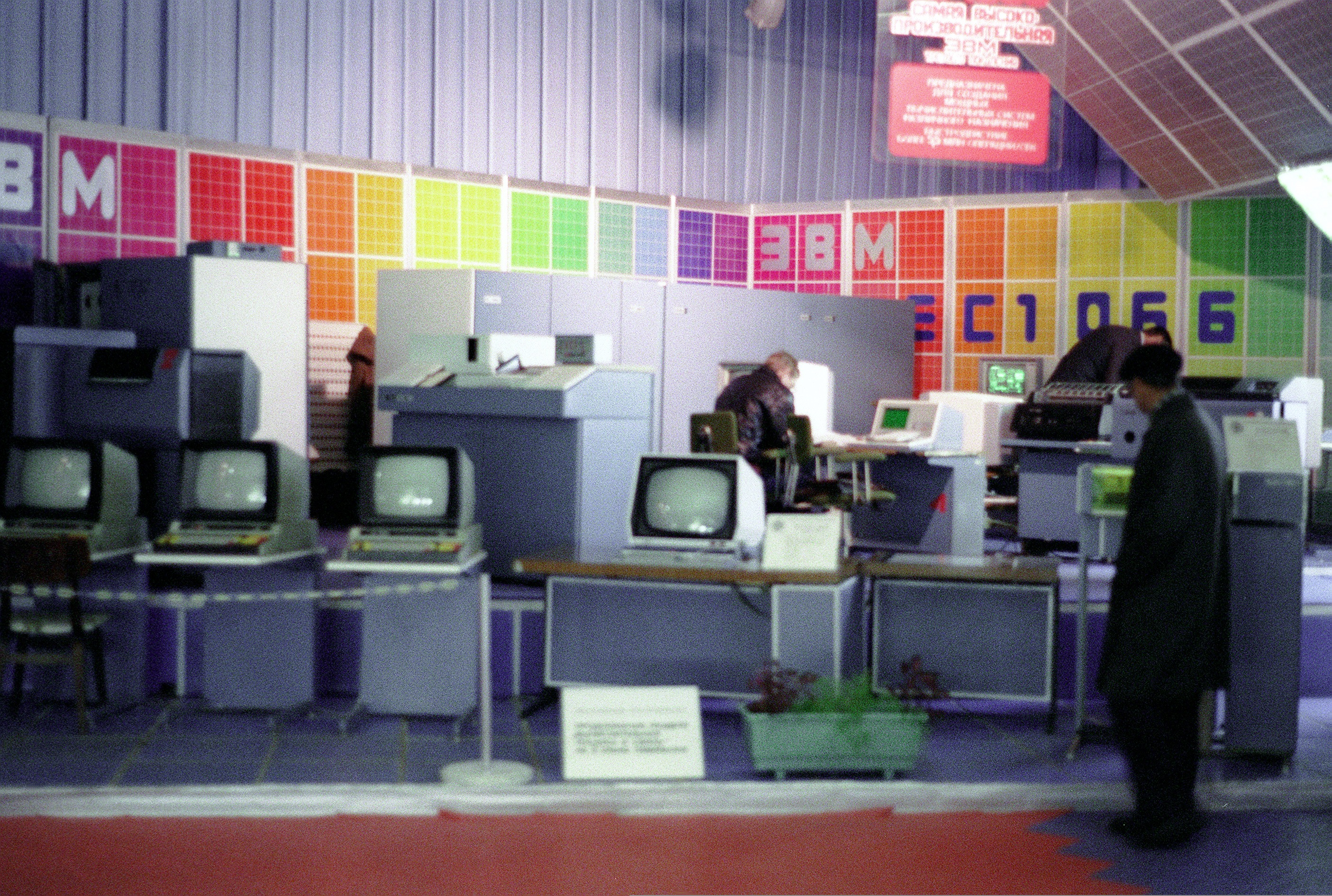
Salon présentant les dernières nouveautés de l'industrie électronique en URSS en 1985.

##### Un prélude à la perestroïka prudent
A son arrivée, Gorbatchev n'a qu'une idée vague de la direction et de la dimension des réformes, bien qu'il soit convaincu de leur nécessité. Il a conscience de l'état du pays et répète son leitmotive, en privé et en public, « cela ne peut plus durer, on ne peut pas vivre comme cela. ». Pour autant, il dit lui-même que ses débuts sont accaparés par la résolution d'une multitude de problèmes, lui faisant craindre de ne pas avoir le temps de réfléchir à une politique générale. Il mesure à quel point la centralité du pouvoir décuple les attentes à son égard et le contraint à « prendre jour et nuit des décisions opérationnelles ». mais lui fait prendre conscience, qu'avec le soutien et l'attente des différents corps de la société, il « peut réellement tout ».
Pour l'accompagner dans les changements qu'il veut porter, il constitue progressivement un cercle de conseillers politiques composé notamment d'Alexandre Iakovlev, Vadim Medvedev, rejoint plus tard par Anatoli Tcherniaev et Gueorgui Chakhnazarov. Au discussions et aux réunions de ce cercle, s'invite régulièrement sa femme Raïssa, prodiguant conseils et avis sur les sujets abordés. À l'instar d'Andropov, Gorbatchev est allé chercher la plupart de ses conseillers dans le Département international du Comité Central. De ces cercles de réflexion émerge l'idée d'une synthèse inédite entre le socialisme réel et une dose accrue de démocratie, bien que les moyens d'y parvenir tout en maintenant le système restent flous. Cette approche, jamais théorisée auparavant, pousse Gorbatchev à se tourner initialement vers les fondements idéologiques du socialisme. Il invoque abondamment la pensée de Lénine, qu'il cite régulièrement dans ses discours, et invite à en faire de même pour guider le processus de transformation,.
La prudence domine dans ses premiers discours mais sont agrémentés d'éléments nouveaux. Lors de son discours d'investiture, il souligne la nécessité d'une accélération du progrès économique et social, sans toutefois préciser les moyens pour y parvenir. Au plénum du Comité central du 23 avril 1985, le premier depuis son arrivée, il réintroduit le concept d'« accélération ». Son propos se résume à admettre que le pays fait face à des difficultés, mais dans un contexte de progrès continu qu'il s'agit d'accélérer dans tous les domaines. Il mentionne pour la première fois le terme de perestroïka du mécanisme économique, soulignant la nécessité d'élargir l'autonomie et la liberté accordées aux entreprises. Ce texte marque une contradiction profonde : remettre en avant les thèses de Lénine tout en montrant sa volonté de transformer en profondeur le régime.

##### Lancement d'un renouvellement important dans le personnel politique
A la tête du Parti, le secrétaire général dispose du droit d'initiative et d'impulsion en politique intérieure, de même qu'il lui revient de formuler les principales initiatives en politique étrangère. Pour autant, il ne dispose pas de prérogatives spéciales au Politburo. Son pouvoir n'est pas absolu et ses marges de manœuvres sont déterminées par l'accord politique entre les groupes rivaux qui l'ont placé au pouvoir,.
Pour assurer la réussite des réformes qu'il ambitionne de mener, Gorbatchev lance une « debrejnévisation » du personnel politique. Pour cela, il n'attend pas la tenue du Congrès du Parti (fixé en février 1986) et profite des plénums du Comité central d'avril et de juillet pour procéder à de nombreux changements à tous les étages du Parti et de l’État. Le renouvellement est le plus important qu'ait connu l'URSS depuis Staline. D'anciens cadres au Politburo, au Secrétariat, ainsi qu'au Comité central (dont Viktor Grichine, Grigori Romanov ou encore Nikolaï Tikhonov) sont remplacés par des dirigeants proches de lui, de ses idées et de sa culture,,. Grâce à leur nomination des figures émergent alors, dont Nikolaï Ryjkov, Edouard Chevardnadze, Egor Ligatchev ou encore Boris Eltsine.

Durant ses deux premières années au pouvoir, il renouvelle profondément la hiérarchie communiste : les deux tiers de la composition du bureau politique, soit 40 % des membres du comité central, sont ainsi écartés pour permettre à des réformateurs d'entrer en nombre au sein du comité central du PCUS.

##### De la critique de laZastoïà la naissance de la perestroïka
Gorbatchev s’efforce de sauver le système par des réformes structurelles très profondes par rapport aux principes léninistes classiques. Symboliquement, sa première mesure concerne une vaste campagne contre l'alcoolisme : la prohibition, instaurée en mai 1985, consiste à fermer la moitié des points de vente d'alcool et à majorer de 30 % le prix de la vodka ainsi que celui du vin et de la bière. Ces mesures, très impopulaires, lui valent le surnom de « secrétaire minéral ». Elles se traduisent également par une énorme production clandestine d'alcool de mauvaise qualité, la disparition du sucre des étalages et une diminution des recettes (issues des taxes sur l'alcool) pour le budget de l'État.

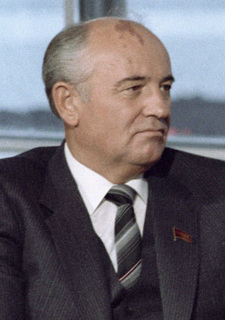
Gorbatchev en 1986.

Gorbatchev tire son inspiration d'Alexandre Nikolaïevitch Iakovlev, ancien ambassadeur au Canada, qui lui fit prendre conscience de la faillite du système soviétique dans le domaine agricole puis, de façon plus générale, dans sa stratégie de confrontation avec l'Occident. Devenu son éminence grise, celui-ci lui inspire successivement la glasnost, la perestroïka puis l'acceptation de la réunification allemande. Il est aussi encouragé par des partis communistes occidentaux qui tenaient sous l'ère Brejnev à afficher leurs divergences sur la question de la démocratie : après le Parti communiste italien, le Parti communiste français, représenté par Georges Marchais rencontre Gorbatchev à Moscou dès septembre 1985.

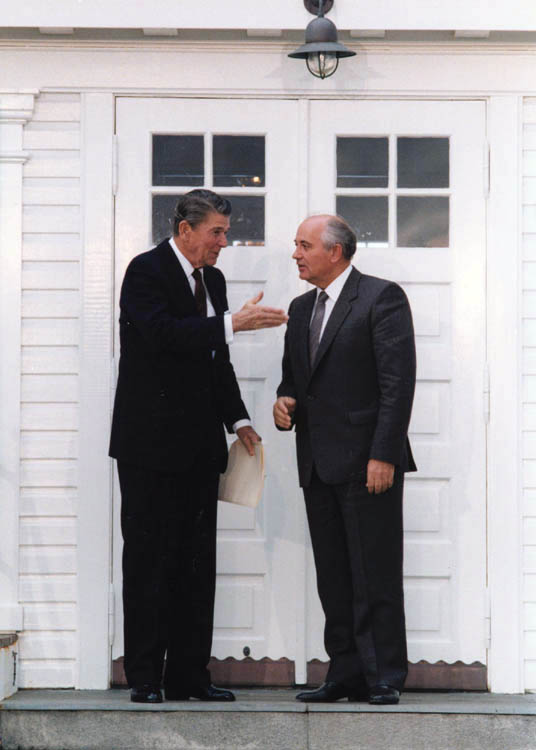
Mikhail Gorbatchev et Ronald Reagan à Reykjavik en 1986.

La seconde NEP, qu'il tente de promouvoir, échoue devant une opposition au sein du parti. Gorbatchev met alors en place une politique de glasnost (transparence) pour supprimer les reliquats de stalinisme, et la perestroïka (restructuration) pour combattre la stagnation économique dès 1985. Le premier symbole de la glasnost est manifeste en novembre 1985 : l'ouvrage de Boris Pasternak, Le Docteur Jivago, toujours interdit, est autorisé à paraître en URSS. C'est fin avril 1986, à l'occasion de la catastrophe nucléaire de Tchernobyl, que le mot glasnost s'impose. En décembre 1986, il autorise Andreï Sakharov, assigné à résidence dans la ville fermée de Gorki depuis janvier 1980, à revenir à Moscou.

#### Repositionnement de l'URSS et début du renouvellement de la politique internationale
Le mutation la plus marquante du début de mandat de Gorbatchev au sein du personnel politique fut celle de Gromyko, en poste au ministère des Affaires étrangères depuis 1957, qui devient président du présidium du Soviet suprême, remplacé par un proche de Gorbatchev novice sur le sujet, Edouard Chevardnadze, à la surprise de toute le monde. L'ambition de donner de nouvelles orientations à la politique étrangère s'affiche alors clairement.

### Tournant dans la politique extérieure: «Seconde Détente» et fin de la guerre froide

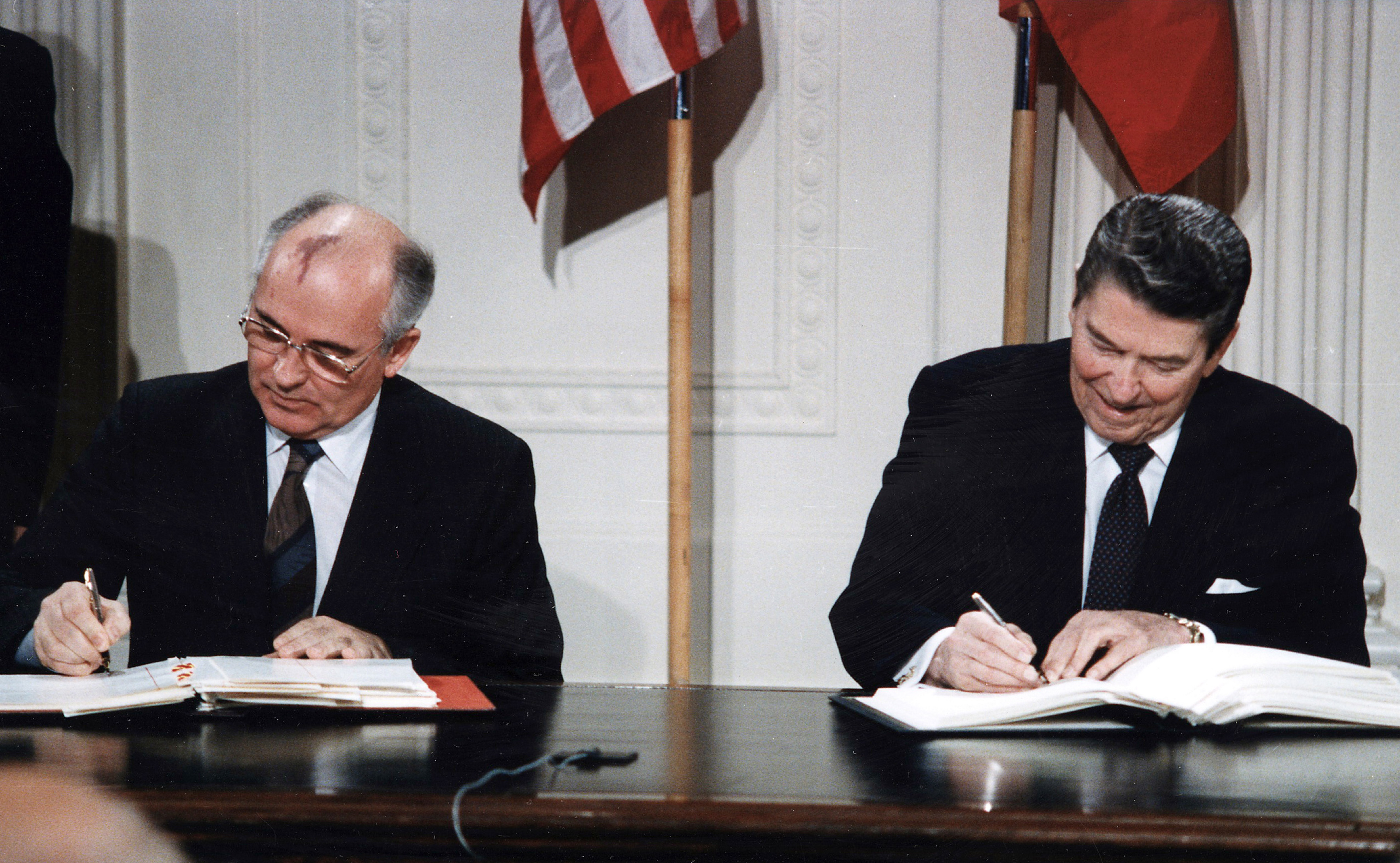
Le 8 décembre 1987, Mikhaïl Gorbatchev et Ronald Reagan signent le Traité sur les forces nucléaires à portée intermédiaire.

Mikhaïl Gorbatchev propose d'ouvrir le dialogue avec Ronald Reagan et d'accélérer la normalisation des relations avec la Chine. Fin juin-début juillet 1985, Andreï Gromyko est remplacé aux Affaires extérieures par Edouard Chevardnadze qui participe à la conférence marquant le dixième anniversaire des accords d'Helsinki. La même année, Gorbatchev propose « l'option zéro » au président américain Ronald Reagan sur le sujet des armes nucléaires, l'Union soviétique acceptant de suspendre ses essais nucléaires souterrains. Il décide aussi de reconduire le moratoire unilatéral concernant l'arrêt des essais nucléaires, le 6 août 1985, date anniversaire du bombardement d'Hiroshima. L'auteur du slogan « America is back » refuse de tenir compte de ces propositions. Gorbatchev prend l'initiative des traités de désarmement qui seront à l'origine de la rupture de l'équilibre de la terreur, installé depuis 1945. En 1986, il propose un plan d'élimination des armes nucléaires à l'horizon 2000. En octobre de la même année, il rencontre le président Ronald Reagan à Reykjavik, mais toujours sans résultat. C'est seulement en décembre 1987, à Washington, que les « deux Grands » s'accordent pour réduire de 50 % leurs arsenaux nucléaires, bien que les Américains refusent de renoncer à l'initiative de défense stratégique (IDS). Mikhaïl Gorbatchev est en réalité conscient que la course aux armements n'est plus soutenable pour son pays. À travers sa doctrine dite de la « nouvelle pensée » qu'il expose à l'ONU en décembre 1988, il affirme la nécessité pour l'URSS de sortir de la guerre froide pour se concentrer sur la modernisation de son économie.

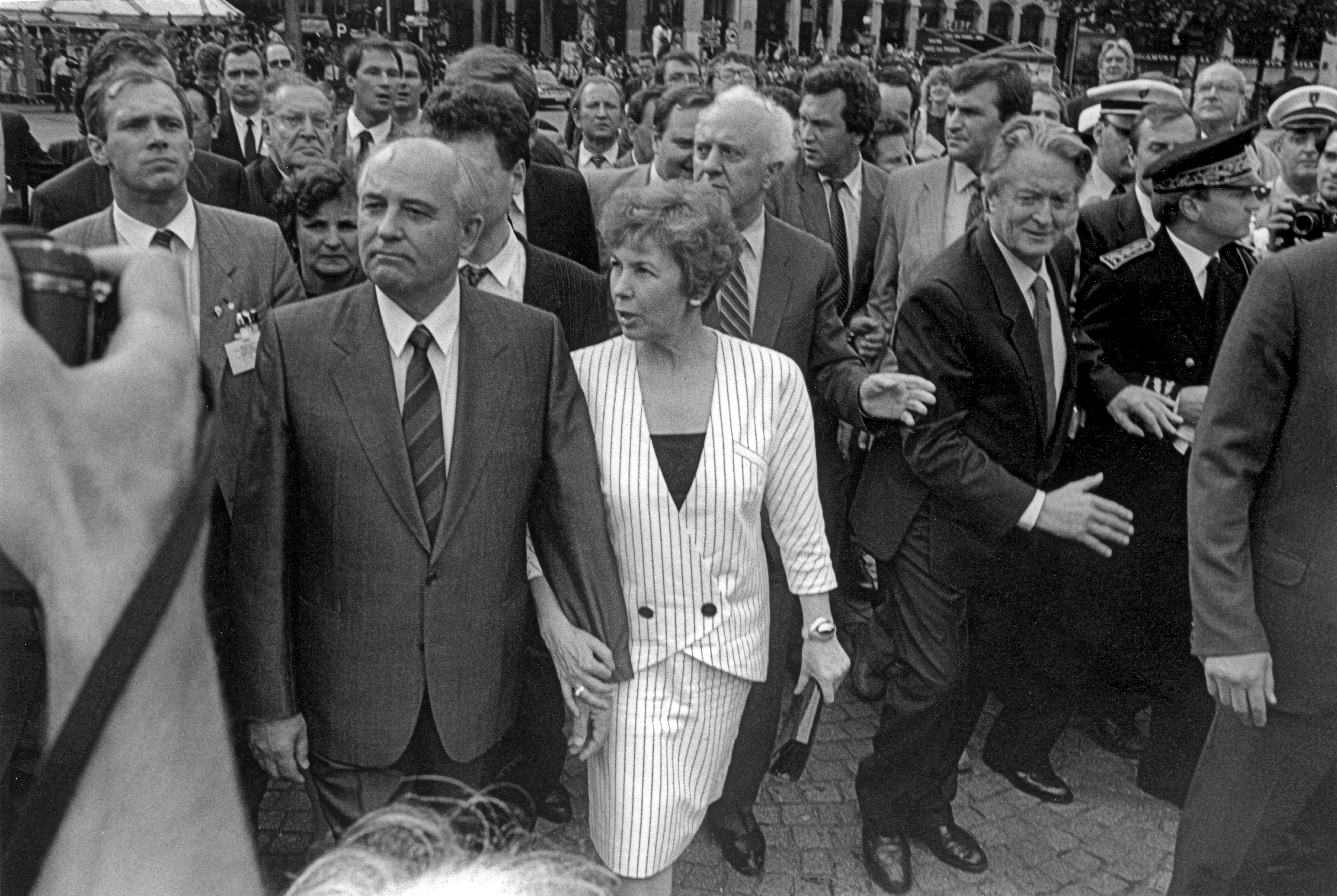
Mikhaïl Gorbatchev place de la Bastille à Paris le 4 juillet 1989.

Le 1er janvier 1986, un mois et demi après une première rencontre entre les deux chefs d'État à Genève, dans un message de Nouvel An, le président américain adresse un court message télévisé à toute l'URSS, tandis que le président de l'URSS fait de même sur une chaîne de télévision américaine. Le projet séduit : chacun des deux présidents se montre très modéré dans son message ; la gorbymania commençait à toucher les États-Unis. Le magazine Time lui décerne le titre d'Homme de l’année en 1987, puis d'Homme de la décennie en 1989 après la chute du mur de Berlin. Mais le 1er janvier 1987, Gorbatchev refuse de renouveler cette initiative en raison du très net refroidissement entre les deux capitales qui suit les expulsions de diplomates soviétiques des Nations unies (25 diplomates) et des États-Unis (55 diplomates) décidées par Reagan et des mesures de rétorsion par Gorbatchev (10 diplomates, suppression du personnel de service soviétique affecté à l'ambassade et aux consuls américains en URSS ainsi que l'imposition de la parité stricte du nombre de touristes dans les deux pays). C'est un aspect oublié de la nouvelle politique soviétique adoptée envers l'Occident depuis 1985 : en échange de l'acceptation d'importantes concessions sur le désarmement, répondre du tac au tac à ce type de rebuffades. Si le dialogue est maintenu avec Washington après novembre 1986, il reste infructueux jusqu'en juin 1987. L'affaire Mathias Rust permet à Gorbatchev d'évincer les durs du régime, les plus hostiles à l'option zéro (le ministre de la Défense notamment).
Le 15 mai 1988, Gorbatchev décide de retirer les troupes soviétiques d'Afghanistan. La décision devient effective un an plus tard.

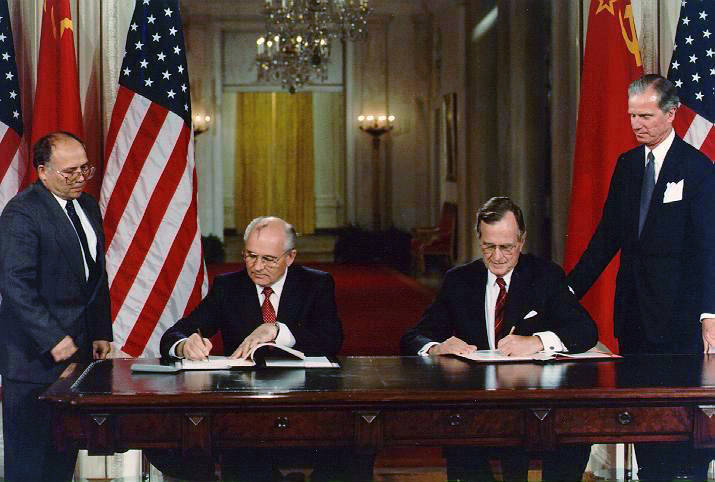
Le 31 juillet 1991, Mikhaïl Gorbatchev et George H. W. Bush signent l'accord START I.

En 1989, en visite officielle en Chine pendant les manifestations de la place Tian'anmen (mais avant leur répression), on sollicite son opinion à propos de la Grande Muraille : « Très bel ouvrage », dit-il, « mais il y a déjà trop de murs entre les hommes ». Un journaliste lui demande : « Voudriez-vous qu'on élimine celui de Berlin ? » Gorbatchev répond très sérieusement : « Pourquoi pas ? » À propos des manifestants démocrates qui troublent son séjour, il déclare : « L'URSS a également ses têtes brûlées qui veulent changer le socialisme du jour au lendemain. » Dans le monde communiste, il garde un allié en la personne de Fidel Castro, qu'il rencontre trois fois de 1986 à 1989, malgré les réserves du second à l'égard de la Perestroïka : pratiquement jusqu'à sa chute en septembre 1991, Gorbatchev résiste aux pressions extérieures et intérieures voulant l'obliger à lâcher Cuba économiquement et militairement. Ainsi, fin février 1990, deux mois après l'attaque américaine à Panama et quelques jours après la défaite des sandinistes au Nicaragua, des avions supersoniques soviétiques arrivent à Cuba en soutien au régime castriste. Entre-temps, en décembre 1989, à Malte, Mikhaïl Gorbatchev et George H. W. Bush proclament officiellement la fin de la guerre froide. Enfin, cas unique au monde, Edouard Chevardnadze se rend à Qom en mars 1989 pour rencontrer l'ayatollah Khomeyni.
En 1990, Gorbatchev reçoit le prix Nobel de la paix pour sa contribution à la fin de la Guerre froide. En 1991, il signe avec le président George H. W. Bush l'accord START I : les deux grandes puissances s'engagent à réduire leur arsenal nucléaire stratégique de 30 %.

### Échec des réformes
Entre-temps, la situation économique s'est aggravée, situation due pour partie à la chute des cours des produits pétroliers que le pays exporte, ainsi qu'à la gabegie régnante. La reconnaissance d'un marché souterrain a eu pour conséquence une augmentation considérable des prix. Ses réformes donnent des résultats plutôt mitigés. La perestroïka (restructuration économique) n’a pas atteint les objectifs escomptés, aggravant les pénuries de biens de consommation et les inégalités sociales, entraînant un mécontentement populaire, tandis qu’une démocratisation du régime, amorcée avec la glasnost (transparence), déclenche des conflits interethniques et la montée des nationalismes, mal perçus par les Russes.
Le 26 mars 1989, Gorbatchev créa une nouvelle Assemblée législative : le Congrès des députés du peuple d'Union soviétique dont les deux tiers étaient des membres élus au suffrage universel, à bulletin secret, sur candidatures multiples. Les premières élections législatives révélèrent l’échec des candidats de Gorbatchev et l’émergence des réformateurs et des nationalistes. Son gouvernement apparut trop modéré pour des réformateurs, partisans d’une économie libérale, et trop réformateur pour ceux qui souhaitaient un retour au communisme.
En mars 1990, Gorbatchev entreprend une réforme constitutionnelle : il crée un poste de Président de l'URSS et diminue le rôle dirigeant du chef du Parti communiste de l'Union soviétique. Le 14 mars 1990, le Congrès des députés du peuple élit Gorbatchev pour un mandat de cinq ans. L'élection suivante (1995) était prévue au suffrage universel. Pourtant, le 1er mai de la même année, il est hué par certains de ses concitoyens. En effet, il est très impopulaire aux yeux des conservateurs du Parti qui le considèrent comme le fossoyeur du régime soviétique.
Les événements qui ont suivi, tels que la proclamation de souveraineté de la Russie au cours du 1er Congrès des députés du peuple de la république socialiste fédérative soviétique de Russie (RSFSR) le 12 juin 1990 et l'élection à la présidence de la RSFSR de Boris Eltsine (élu dès le 1er tour au suffrage universel direct), un an plus tard, diminuent le pouvoir de Gorbatchev et la souveraineté de l'URSS. Le 17 mars 1991, un référendum portant sur la question du maintien de l'Union soviétique donne 76 % de réponses favorables au maintien. Il n'en sera pas tenu compte.
Le 19 août 1991, parti en vacances dans sa villa de Foros en Crimée, il est un temps écarté du pouvoir par un quarteron d'apparatchiks du Parti communiste soviétique qui l'enferment dans sa résidence d'été. La date de ce putsch de Moscou ne fut pas choisie au hasard, car c'est le 20 août que Gorbatchev devait signer un traité instaurant une nouvelle Union, appelée Union des républiques souveraines soviétiques (puis Union des républiques souveraines), réduisant notamment le rôle du KGB et de l’État centralisé, qui avaient tout à y perdre, au profit des républiques. Le soutien d'Helmut Kohl s'avère insuffisant alors que le président François Mitterrand déclare vouloir attendre les intentions des « nouveaux dirigeants » soviétiques, reconnaissant de facto le gouvernement issu du putsch et n'hésitant pas alors à lire en direct à la télévision une lettre envoyée par Guennadi Ianaïev, l'auteur du coup d'État. Finalement, le putsch échoue et Boris Eltsine, alors président de la RSFSR, devient le grand bénéficiaire de cet échec après avoir reçu dès les premières heures le soutien du président américain George H. W. Bush et du Premier ministre britannique John Major. Gorbatchev quitte la direction du Parti communiste de l'Union soviétique le 24 août 1991 et les activités du Parti communiste de Russie — le plus important d'URSS — sont suspendues par décret du président russe Eltsine le 29 août lors d'une séance du Soviet suprême. Le parti est purement dissous le 6 novembre.
Dans ses Mémoires, Gorbatchev écrit amèrement : « De Foros [en Crimée, où il est retenu], j’ai eu une conversation avec le président Bush. François Mitterrand devait m’appeler, il ne l’a pas fait. »[réf. nécessaire]

### Fin de l'URSS
L'accord de Minsk signé le 8 décembre (entre les présidents russe, biélorusse et ukrainien) et les accords d'Alma-Ata signés le 21 décembre, qui créent la Communauté des États indépendants (CEI), sonnent le glas de l'Union soviétique.

#### Démission

##### Derniers jours
Dès le 19 décembre, avant la rencontre d’Alma-Ata à laquelle il n'est pas convié, Gorbatchev signe un décret sur sa démission, mais sans mentionner de date. Il sait qu’il ne lui reste plus que quelques jours pour organiser son départ. Bien qu'Eltsine déclare devant la presse vouloir faire en sorte d’assurer à Gorbatchev le départ « le plus digne possible », il pousse ce dernier à quitter son poste avant la fin de l’année.
Exproprié du Kremlin et de ses fonctions, Gorbatchev est amer et peine encore à réaliser qu’il va quitter ses fonctions,. Il déclare à la presse italienne « Ils m'ont humilié ». De son côté, Eltsine organise le transfert du contrôle des différents organismes de pouvoirs de l’URSS vers la fédération de Russie.
Sur le plan diplomatique, Gorbatchev lance un appel aux dirigeants occidentaux à « soutenir la nouvelle Communauté des Etats Indépendants dans cette étape difficile, surtout les efforts de la Russie et de ses dirigeants qui assument le rôle de locomotive des transformations démocratiques. ». Cependant, il exprime également ne pas croire à la CEI, persuadé qu’elle ne parviendrait pas à créer des mécanismes de coordination, permettant le consensus et que celle-ci ne survivra pas.
Le 23 décembre, il rencontre Eltsine au cours d'une réunion de huit heures afin d'organiser le transfert des derniers pouvoirs de l'URSS (dont le contrôle de la force nucléaire), planifier la réaffectation des membres de l'administration présidentielle, fixer les conditions de sa retraite et enfin s'accorder sur la forme que prendra l'annonce de sa propre démission, fixée au soir du 25 décembre.

##### Discours de démission
Le 25 au soir, Gorbatchev, dans une allocution télévisée de douze minutes, annonce qu’il quitte ses fonctions, avec à la fois inquiétude et espoir. Il explique qu’il ne peut accepter le démembrement du pays et promet toutefois « sa pleine coopération » pour la réussite de la Communauté des États indépendants (CEI).
Le 26, le Soviet suprême dissout l'URSS et s'autodissout : la RSFSR devient la fédération de Russie.

## Après la dislocation de l'URSS (1992-2022)

### Débuts de l'ex-président (1992-1996)

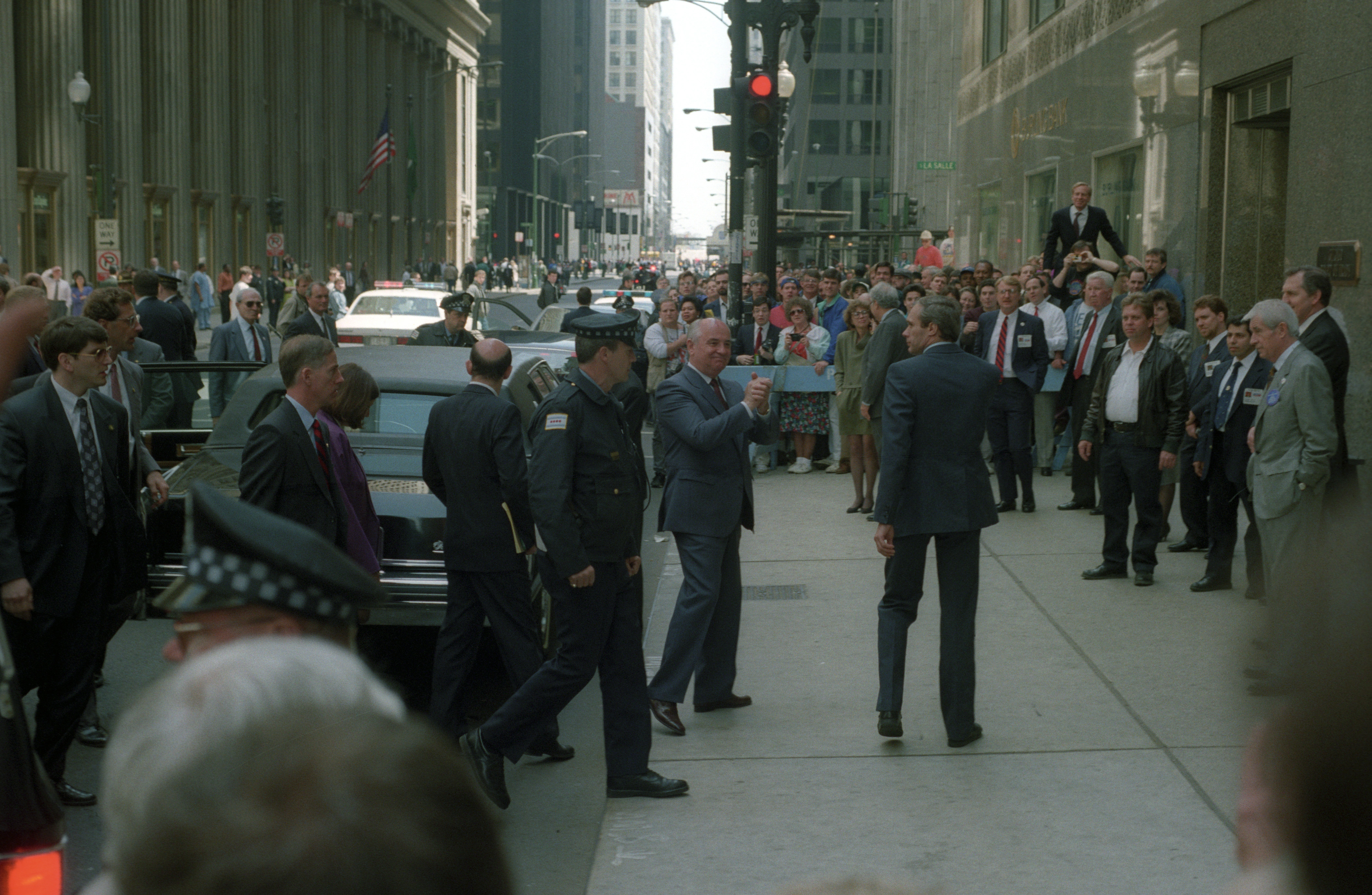
Gorbatchev ovationné à Chicago en 1992.

#### Rentier de la «Gorbymania»
Dès le lendemain de sa démission, des hommages célébrant son héritage politique et sa contribution à la fin de la guerre froide affluent du monde entier,,. Profitant de sa popularité internationale, surtout dans les pays occidentaux, l'ex-leader soviétique, devenu une star politique, entame dès mars une tournée mondiale (Japon, États-Unis, Europe, Israël etc.,) où il est reçu par divers dirigeants (Kohl, Reagan, Akihito) et ovationné par des foules d'admirateurs. Il est également invité à la Maison-Blanche, au siège de l'ONU et reçoit de nombreuses récompenses et distinctions.

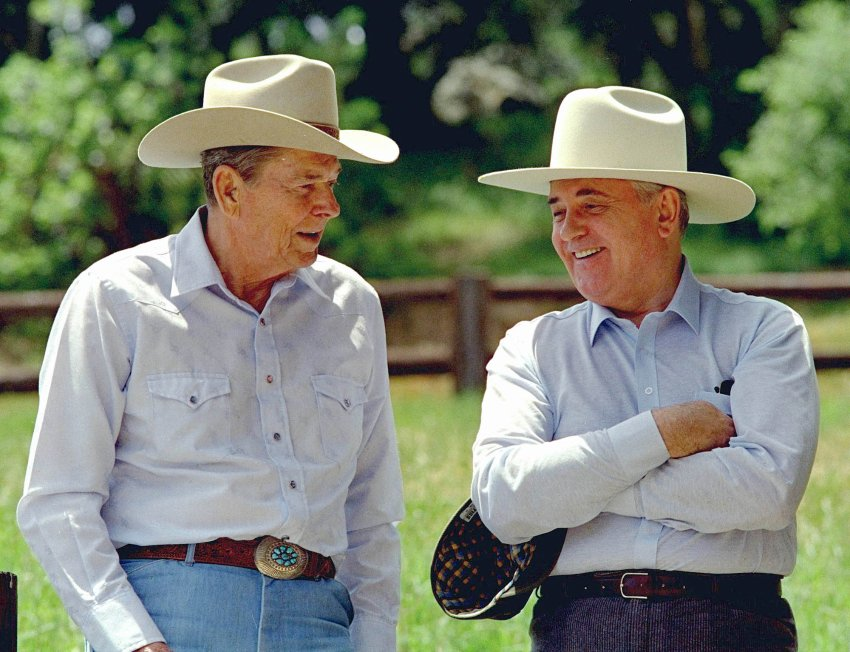
Gorbatchev en visite dans le ranch personnel de l'ex-président américain Reagan.

Lors de ses prises de paroles, il affiche son optimisme pour l'avenir de la Russie et des ex-républiques soviétiques, tout en exprimant certaines critiques envers leurs dirigeants actuels, notamment Boris Eltsine, président de la Fédération de Russie. Il laisse également transparaître ses regrets quant à l’éclatement de l'URSS qu'il n'a pas réussi à empêcher, affirmant qu'il reste attaché à l'idéal socialiste. Sur le plan international, il esquisse certains de ses futurs combats liés à l'après Guerre froide, comme la continuation de la lutte contre la courses aux armements, ou encore en plaidant pour un approfondissement de la gouvernance mondiale en élargissant le nombre de pays qui y participent, notamment au sein du Conseil de sécurité de l'ONU, dont il souhaite élargir les moyens.
Sa situation financière est confortable, puisqu'il continue de toucher des droits d'auteurs de son livre Perestroïka (qui lui a déjà rapporté 500 000 $), et que ses futurs ouvrages, dont ses mémoires, sont déjà promis à un grand succès. Par ailleurs, il reçoit de nombreuses propositions de conférences très bien rémunérées à travers le monde. Une grande partie de ces fonds (plusieurs millions de dollars) est consacrée à des œuvres de charité, comme la construction d'hôpitaux dans sa région natale, et surtout au financement de sa fondation,,.

#### Création de la Fondation Gorbatchev

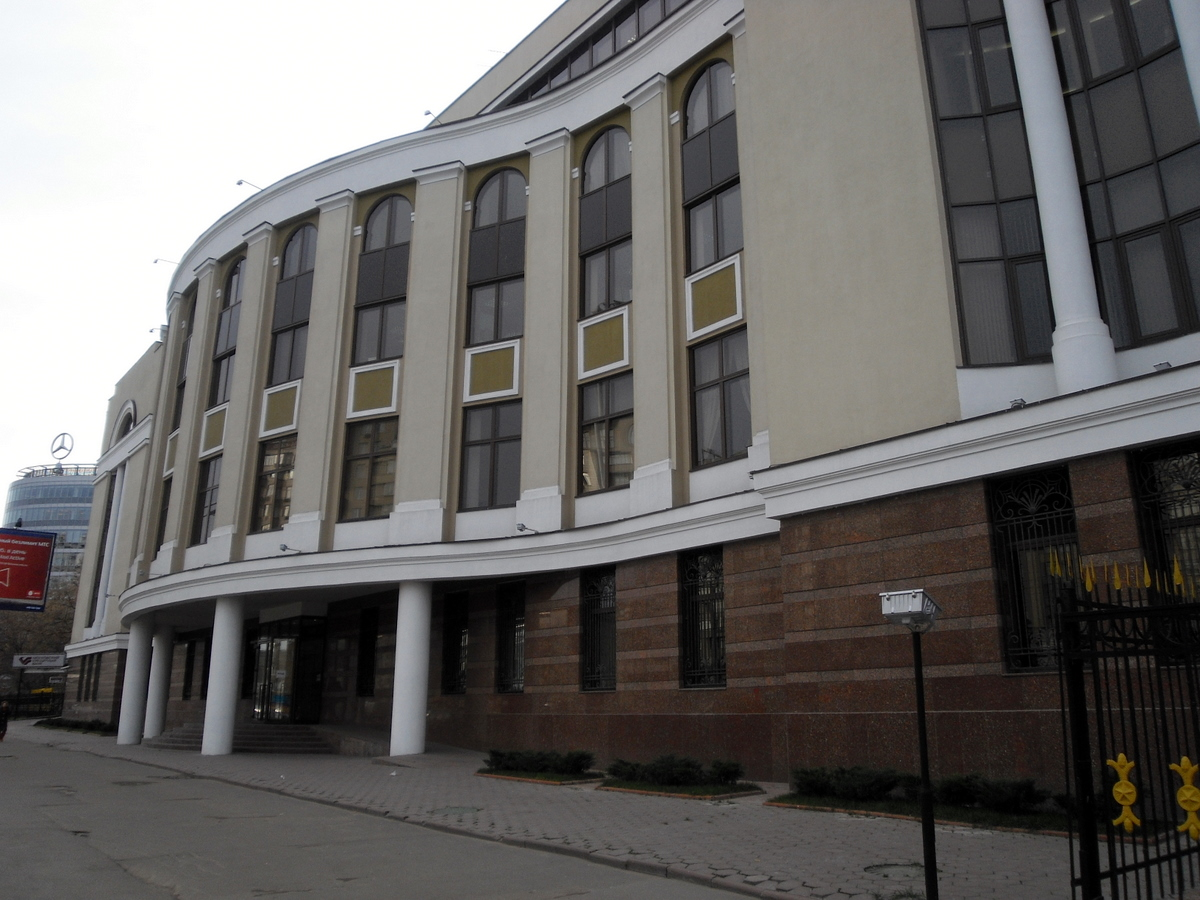
Locaux de la Fondation Gorbatchev.

Dès décembre 1991, la Fondation Gorbatchev commence ses activités dans les anciens locaux de l'école du PCUS pour les cadres étrangers, avec à ses débuts deux cents personnes (dont une partie de ses ex-collaborateurs à la présidence),. Dans le flou qui entoure le futur de l'ex-président de l'Union soviétique, celui-ci assure ne pas souhaiter prendre la tête de l'opposition politique (et de se servir de sa fondation à cet effet), promesse qu'il aurait faite au président Eltsine. Toutefois, il confirme souhaiter conserver un rôle politique avec sa fondation, en promouvant les valeurs démocratiques, préserver et diffuser l'héritage de la Perestroïka et les idées de la Nouvelle Pensée, ainsi que favoriser l'engagement de la société civile en Russie,.
Sa fondation prend la forme d'un think thank indépendant, l'un des premiers dans la Russie nouvellement indépendante auquel participent certains des anciens conseillers et proches de Gorbatchev, dont Alexandre Iakovlev, Anatoli Tcherniaev ou Gueorgui Chakhnazarov. Elle mène dans les années suivantes des projets de recherche sur des sujets tels que la mondialisation, les réformes démocratiques en Russie, et l’héritage des politiques de Gorbatchev. Elle a également organisé des conférences internationales, des séminaires et des ateliers d'experts, et a publié des monographies et des actes de conférences. La fondation s'engage également dans des activités philanthropiques et humanitaires en Russie principalement.

#### Opposition à Eltsine
Durant l'année 1992 et les années qui suivent, Gorbatchev et Eltsine continuent d'afficher publiquement leur opposition et leurs désaccords politiques par voie de communiqués,. Gorbatchev est particulièrement prolixe dans les interviews qu'il donne à l'étranger et ne dissimule plus sa nostalgie vis-à-vis de ce qu'il a échoué à éviter (la fin de l'URSS et sa propre démission), mais aussi l'aigreur et la rancune qu'il éprouve envers son successeur. Face aux difficultés de ce dernier à gérer les multiples crises du pays, il peine à cacher son envie d'un retour en politique. 
En représailles, Eltsine utilise ses prérogatives pour le menacer ouvertement, en lui saisissant les locaux de sa fondation ou encore en lui interdisant de sortir du territoire. Il pousse également la justice à inculper son rival pour tout un ensemble de sujets et de procédures judiciaires hérités de la fin de l'URSS (fraude fiscale, dissimulation des preuves de l'implication de l'URSS dans le massacre de Katyń, invasion de l'Afghanistan, etc.),. Gorbatchev déclara à ses proches avoir souffert de ces atteintes à sa réputation. De manière générale, cette dispute publique entre les deux dirigeants ternit leur image mutuelle en Russie, alors que ses citoyens font face à d'innombrables difficultés dont ils jugent les deux hommes responsables.

#### Engagements internationaux

Logo de Green Cross International

En réponse aux discours de Gorbatchev, alors à la tête de l'URSS, sur les menaces interconnectées que l'humanité et la Terre affrontent en raison des armes nucléaires, des armes chimiques, du développement non durable et de la dégradation de l'écologie planétaire par l'homme, les participants au Sommet de la Terre de Rio en 1992 l'invitent à créer un organisme international à même d'organiser la coopération internationale sur ces sujets. Cet organisme s'inspire du modèle d'intervention d'urgence médicale du Comité international de la Croix-Rouge pour fournir une assistance aux pays confrontés à des crises écologiques et est baptisée la Green Cross International. Elle est officiellement fondée le 18 avril 1993, et vise à répondre aux défis combinés de la sécurité, de la pauvreté et de la dégradation de l'environnement pour garantir un avenir durable et sûr.

### Tentative d'un retour: candidature à la présidentielle (1996)
Bien que Gorbatchev ait envisagé une candidature depuis le milieu de 1993, c'est en décembre 1995 que Gorbatchev exprime dans une interview son souhait de se présenter a la prochaine élection présidentielle de la fédération de Russie. Le 27 janvier 1996, un groupe d'initiative est formé pour soutenir sa candidature. Gorbatchev officialise celle-ci le 1er mars 1996 par une lettre ouverte. Peu après, il annonce avoir recueilli plus d'un million de signatures nécessaires à sa candidature. Il appelle les forces démocratiques russes à le rejoindre et espère former un bloc centriste avec des candidats partageant ses vues, comme Grigori Iavlinski ou Alexandre Lebed. Son objectif est de proposer une alternative aux candidatures massivement rejetées selon lui, de Boris Eltsine et de Gennady Zyuganov, le leader du Parti communiste de la Fédération de Russie.

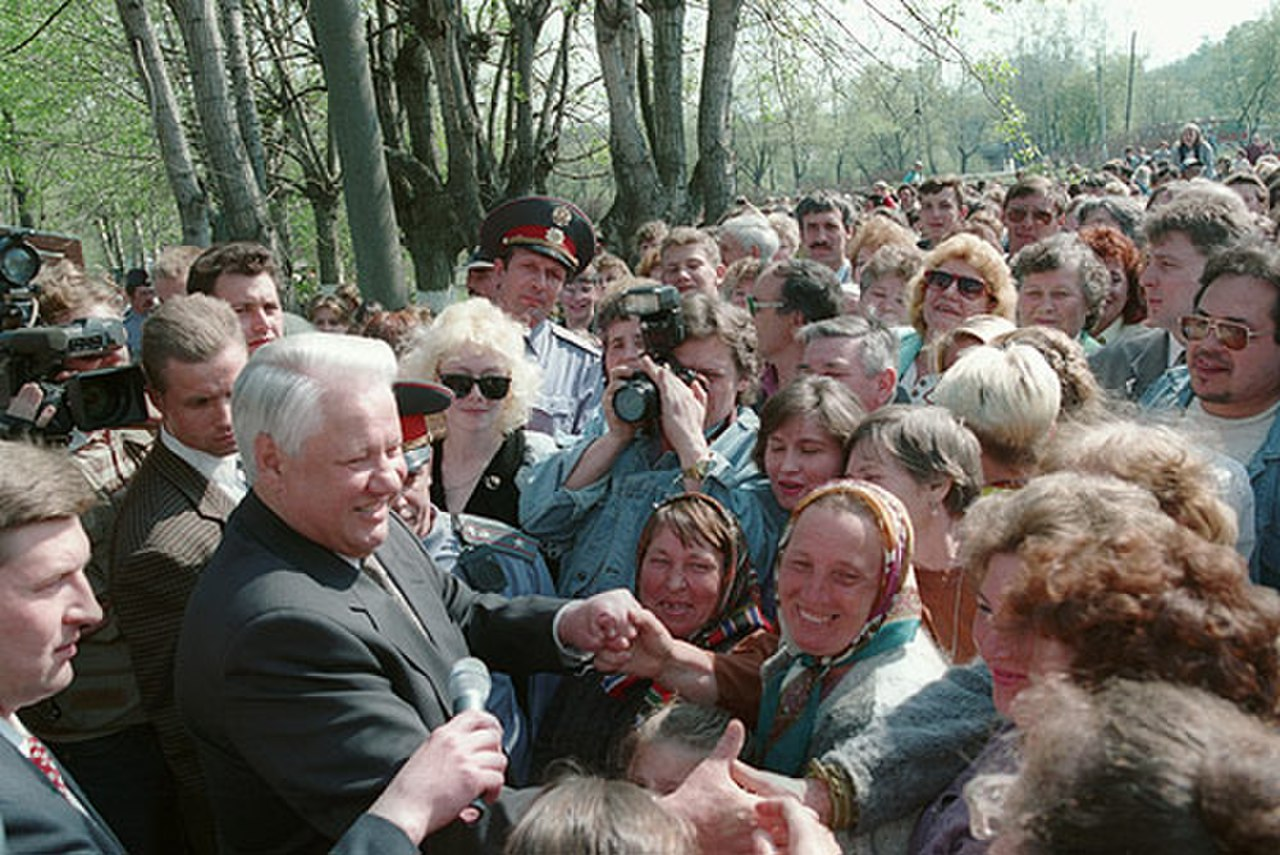
Eltsine en campagne pour l’élection présidentielle de 1996.

Cependant, son impopularité (seulement 1 % d'opinions favorables selon les sondages) dissuade les potentiels alliés, l'obligeant à s'engager dans la campagne comme indépendant de centre-gauche, contre l'avis de la plupart de ses proches qui tentent de l'en dissuader,. Sa campagne, décrite comme chaotique et peu médiatisée par certains médias occidentaux, rencontre peu d'enthousiasme. En province, il suscite au mieux la curiosité, sans intention de vote, de certains venus voire une figure historique, au pire l'hostilité et l'amertume à son encontre de citoyens le tenant responsable de la situation du pays,. Dix jours seulement, après s'être déclaré candidat, il est agressé à Omsk par un homme tentant de le frapper au visage.
Au cours de la campagne, Gorbatchev ne semble pas réaliser son déclin politique et public. Il déclare ne pas prêter attentions aux sondages, tout en sachant que ses chances de victoires sont quasi nulles. Il décrit sa campagne comme « une percée dans l'oubli », et « une campagne de confession, de justification de soi et je l'espère de rédemption. ». Elle lui permet de renouer avec la population russe, estimant avoir subi quatre ans d'humiliations, de moqueries, de fausses vérités et d'interdiction de parole publique par les autorités russes. Bien que sa campagne aborde peu les enjeux futurs de la Russie, Gorbatchev, se déclarant social-démocrate, fixe trois priorités en cas de victoire : résoudre la guerre de Tchétchénie, lutter contre la corruption gouvernementale, et combattre la criminalité,.
Regrettant l'absence d’élections justes, notamment du à la partialité selon lui des médias en faveur du président-candidat, Boris Eltsine, il déclare que la liberté de la presse est aujourd'hui moins grande en Russie qu'elle ne l'était lorsqu'il dirigeait l'Union soviétique à la fin des années 1980. Sa campagne se solde par une humiliation : il termine septième au premier tour avec seulement 0,5 % des voix (386 069 voix).
Il annonce préparer à la suite des élections, la création d'un nouveau parti social-démocrate en Russie. Peu de temps après, il publie ses mémoires.

### Engagements politiques en Russie et à l'international (1996-2022)

#### Soutien puis critique du président Poutine

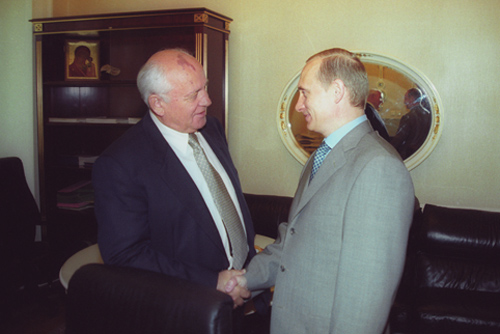
Gorbatchev et Poutine en 2000.

Au début des années 2000, avec l'accession de Vladimir Poutine à la présidence russe, Gorbatchev, qui n’a jamais hésité à critiquer Boris Eltsine, exprime son soutien au nouveau dirigeant. Il voit en Poutine l'opportunité de corriger les erreurs des années 1990 et de « stopper l'inertie des années Eltsine », en donnant priorité à l’intérêt national plutôt qu'à celui des oligarques. Selon lui, Poutine incarne « un homme attaché à la démocratie et à la liberté […] et en même temps capable de fermeté, ce qui est nécessaire, à condition de ne pas en faire un système. ». Il le décrit comme « une synthèse d'Andropov, de Gorbatchev et d'Eltsine », une personnalité solide qui apprend vite.
Dans les années qui suivront, malgré les critiques occidentales qui émergent à l'égard de Poutine, Gorbatchev maintient une position ambivalente vis-à-vis du dirigeant russe,,. Il reconnaît son rôle dans le redressement du pays, affirmant qu'il a « sorti la Russie du chaos » et qu'aucun autre dirigeant russe n'y serait parvenu de la sorte. Toutefois, il déplore un mode de gouvernance plutôt autoritaire et appelle à plus de démocratie, concentrant ses critiques sur le système plutôt que sur Poutine, bien que celles-ci s'intensifient à mesure que le pouvoir de ce dernier se renforce,,.

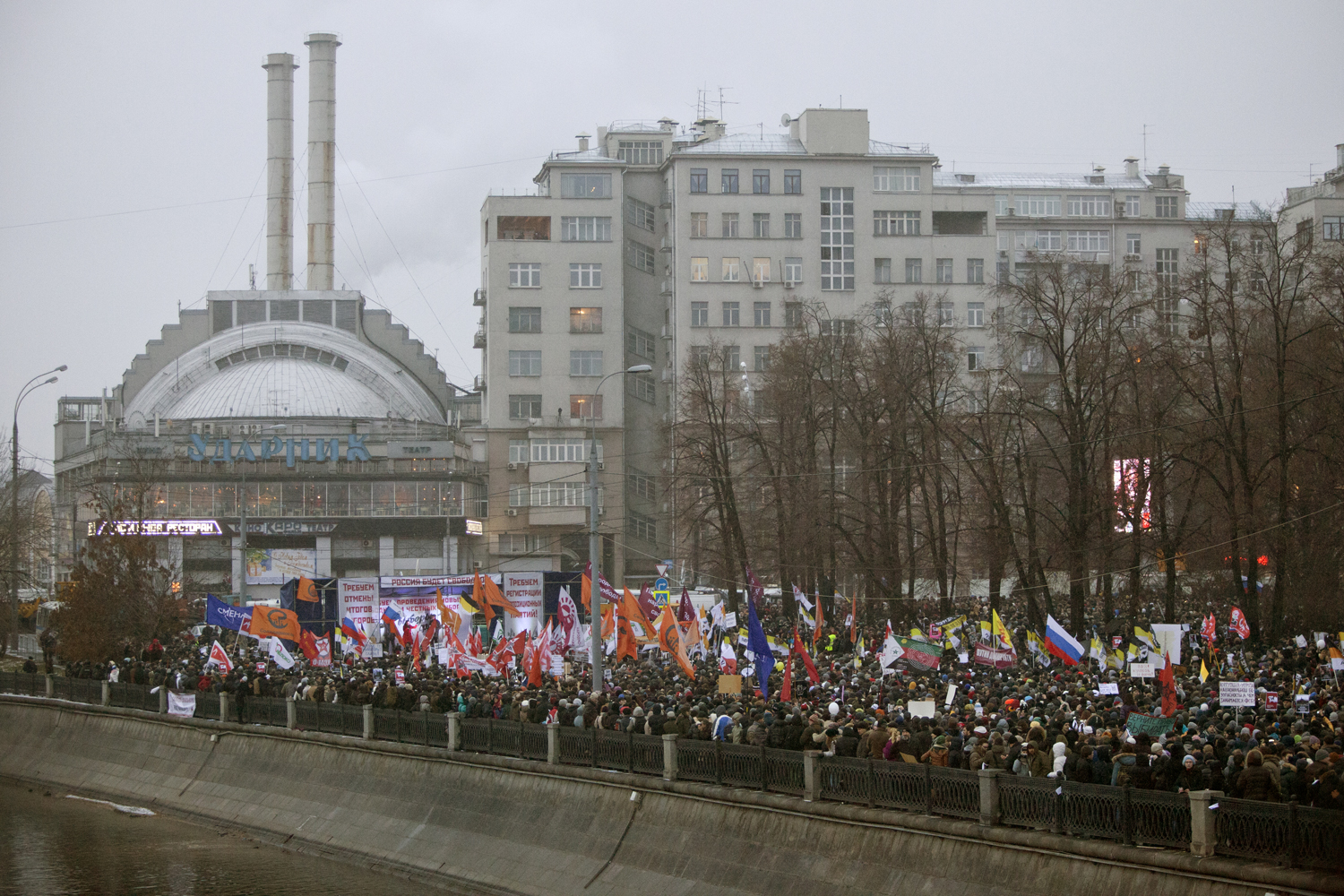
Manifestations en Russie pour contester les résultats des élections législatives de 2011.

Dans les années 2010, Gorbatchev s’oppose plus directement à Poutine, accusant le pouvoir de manipuler les institutions et d'être entouré d'alliés personnels, et d'une élite « riche et dépravée ». Il dénonce l'emprise excessive des services de sécurité et appelle à une réforme électorale pour restaurer une véritable démocratie en Russie. En 2011, il déclare avoir honte de son pays, où la vie politique se résume à une « imitation » de la démocratie et reproche au régime de l’avoir empêché de créer un parti social-démocrate. La même année, il demande l’annulation des élections législatives russes de 2011, remportées par Russie unie, et contestées en raison de fraudes présumées, et le départ de ce Poutine de la tête du gouvernement, après qu'une contestation ait réuni plus de 100 000 personnes à Moscou. En 2016, il considère que Poutine est devenu un obstacle au progrès en Russie.
Si les deux hommes ont eu des contacts ponctuels au début, ceux-ci se sont espacés, d'autant plus après l'appel de Gorbatchev à la démission de Poutine en 2011. Ce dernier qui a déclaré en 2005, que « la chute de l’URSS avait été la plus grande catastrophe géopolitique du XXe siècle », rend hommage à Gorbatchev pour ses 90 ans en 2021, déclarant qu'il appartient « de plein droit à une pléiade de personnes extraordinaires, des hommes d'État remarquables de l'ère moderne qui ont influencé de manière significative le cours de l'histoire nationale et mondiale. ». Cependant, en privé, Poutine considère que son prédécesseur a été un dirigeant naif et crédule, qui s'est fait manipuler par les dirigeants occidentaux de l'époque. À la mort de Gorbatchev en 2022, il ne se rend pas à ses obsèques.

#### Défenseur des positions russes en politique étrangère et promotion d'un nouvel ordre mondial

Histoire de l'élargissement de l’Otan vers l'est de l'Europe.

Au début de la présidence de Poutine, Gorbatchev loue sa prudence sur les questions internationales et son désir de renforcer la coopération entre la Russie, l’Europe et les États-Unis. Fidèle à ses idées depuis le chute de l'URSS et la fin de la Guerre froide, Gorbatchev milite pour un ordre mondial stable et juste, fondé sur la coopération internationale. Il prône un système s'appuyant sur l'ONU sans imposer la vision d'un seul pays, valorisant la diversité culturelle et prenant en compte les défis environnementaux. En 2001, il participe à la création du Club de Madrid, dans l'objectif d'aider le développement du processus démocratique dans le monde en apportant soutien, aide et conseils aux États qui, sortant du communisme ou de régimes autoritaires et militaires, se sont  engagés sur la voie de la démocratie. 

Il condamne les erreurs commises par l'Occident, notamment les États-Unis, vis-à-vis de la Russie, accusant les dirigeants américains d'avoir développé un « complexe de supériorité ». Il leur reproche de se proclamer vainqueurs de la Guerre froide et d'imposer leur vision aux autres, plutôt que de promouvoir ce nouvel ordre mondial multilatéral. Il soupçonne également les États-Unis, d'avoir voulu affaiblir la Russie, notamment en soutenant son successeur Boris Eltsine, et en élargissant l'OTAN au delà des engagements issus de la fin de la Guerre froide,,,. Il continue de juger très négativement cette extension aux anciens pays du Pacte de Varsovie, qu'il considère comme une menace pour la sécurité européenne, et qu'« aucun dirigeant russe quel qui soit ne peut ignorer »,,.

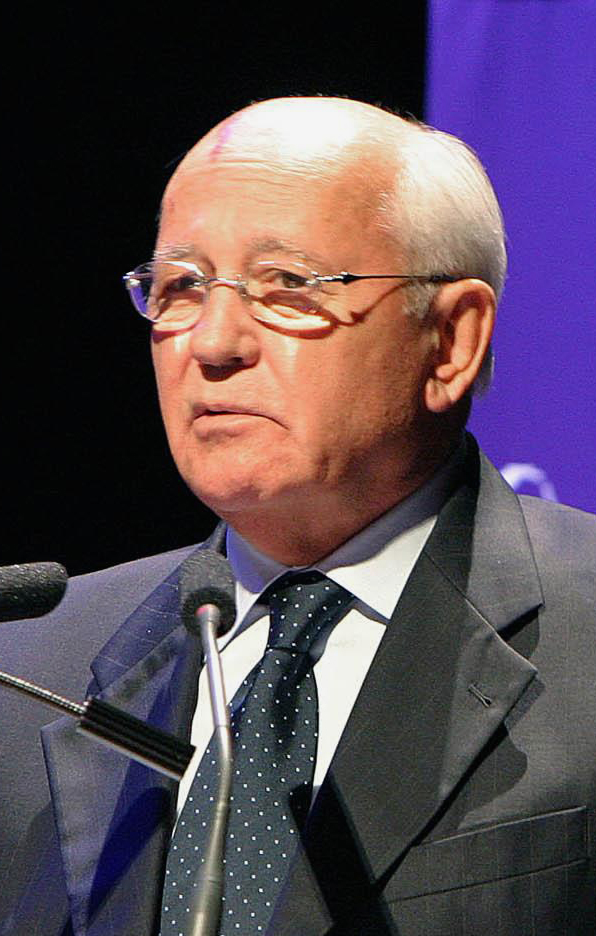
Gorbatchev en 2004.

Gorbatchev reste ensuite aligné sur les positions internationales de Poutine, même face aux critiques occidentales. En 2014, il estime que Poutine a défendu les intérêts russes avec plus de fermeté que quiconque. En 2008, pendant la guerre russo-géorgienne, il justifie la réponse militaire russe face à une agression géorgienne, qualifiant les critiques occidentales de malhonnêtes. En 2014, au sujet de la crise ukrainienne et de l'annexion de la Crimée par la Russie après un référendum jugé illégal par les observateurs, il se félicite d’une résolution sans violence et fondée, selon lui, sur la volonté populaire. Il met en garde les Occidentaux contre toute ingérence, alerte sur le risque de déclencher une guerre potentiellement nucléaire et déplore la perte de confiance « catastrophique » entre les deux parties. Il est par ailleurs convaincu que « le problème de l'Ukraine n'est qu'un prétexte utilisé par les États-Unis pour s'ingérer dans les affaires d'autres pays ». En réaction à ses prises de position, l'Ukraine lui interdit l'entrée sur son territoire. En 2022, à la suite de l'invasion russe de l'Ukraine, la Fondation Gorbatchev affirme la nécessité d’un arrêt rapide des hostilités et de l'ouverture immédiate de négociations de paix, ajoutant que seuls « le dialogue et les négociations, fondés sur le respect mutuel et la reconnaissance des intérêts, peuvent résoudre les conflits les plus graves ».

#### Maintien d'un rôle dans la politique russe

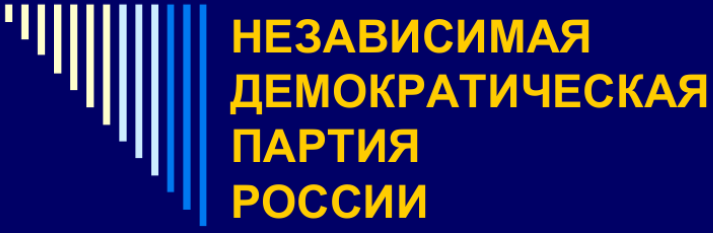
Logo du Parti démocratique indépendant de Russie.

Au cours des années 2000, Gorbatchev fonde et participe à la création de plusieurs mouvements politiques, avec plus ou moins de succès. Aucun de ces mouvements ne vise ni n'obtient de rôle significatif dans les décisions politiques russes.

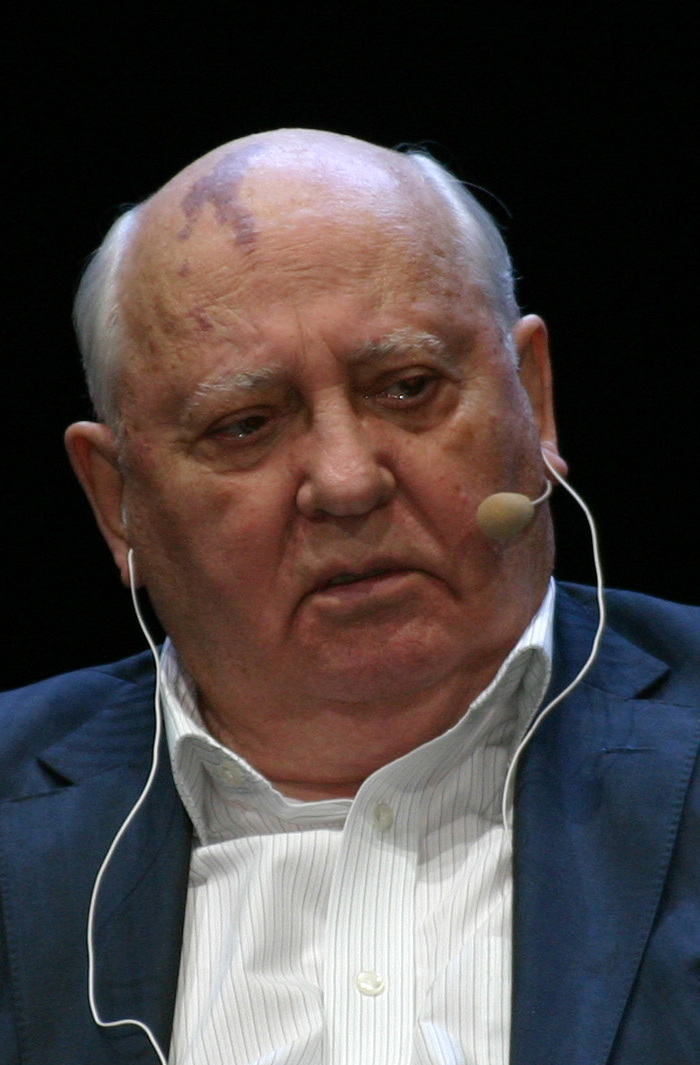
Mikhaïl Gorbatchev en 2013.

En 1999, des initiatives visant à créer un parti social-démocrate en Russie émergent et invitent Gorbatchev à en prendre la tête. En 2000, il crée le Parti social-démocrate unifié de Russie, qui fusionne ensuite en 2001 pour former le Parti social-démocrate de Russie. Ce parti défend une société basée sur la justice sociale, la solidarité, et la liberté, où l’État garantit les droits de chaque citoyen, notamment à la santé, à l’éducation et à un environnement sain. Il aspire à une économie de marché régulée par une forte politique sociale pour réduire les inégalités et soutenir les citoyens, tout en valorisant le patriotisme inclusif et les valeurs humanistes. En 2004, des dissensions apparaissent entre Gorbatchev, chef du parti et l'autre dirigeant, aboutissant au départ du premier. Le parti est finalement dissout en 2007, faute d'adhésion.
En 2007, Gorbatchev fonde un nouveau mouvement : l'Union des sociaux-démocrates, avec comme objectif de relancer un parti politique d'ici quelques années. En 2008, Alexander Lebedev un milliardaire, et Gorbatchev (qui étaient déjà rentrés ensemble en 2006 au capital de Novaya Gazeta, un journal russe d'opposition, pour le sauver de la faillite) annoncent la création du Parti démocratique indépendant de Russie (en) en vue des législatives de 2011. Leur objectif est de promouvoir des réformes juridiques et économiques, de renforcer le rôle du parlement, de réduire le capitalisme d'État et d'élargir les médias indépendants. Le parti souhaite également encourager une nouvelle génération à s'engager en politique, sans viser particulièrement des sièges au parlement. L'activité du parti ne décollera jamais véritablement malgré une tentative de relance en 2012 de la part de Gorbatchev.

#### Globalement impopulaire en Russie

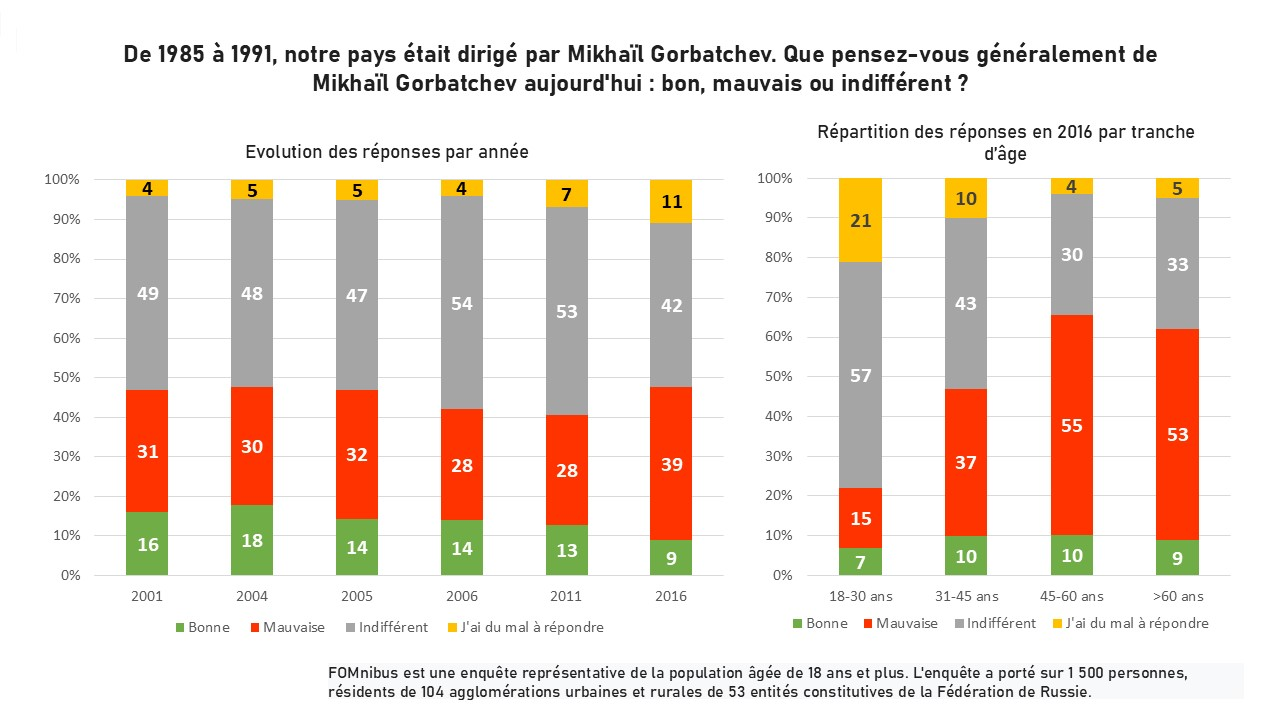
Sondage de popularité de Mikhaïl Gorbatchev entre 2001 et 2016 en Russie.

La FOM (Fondation Opinion Publique), organisation russe qui mène des recherches sociologiques a mené plusieurs sondages de popularité au cours des années au sujet de Gorbatchev et son bilan aux yeux des Russes. En 2016, seulement 15 % des Russes jugent positivement son rôle, valorisant ses contributions à la liberté de parole et aux réformes démocratiques. Cependant, 56 % expriment une opinion négative, en grande partie à cause de la dissolution de l'URSS et de la crise économique qui a suivi. Les personnes de plus de 60 ans sont les plus critiques, avec 70 % d'opinions défavorables, tandis que les jeunes générations se montrent moins catégoriques, souvent indifférentes. En outre, seuls 3 % des répondants estiment que son impact a été « incontestablement positif ».
| Pays                                      | Très positif | Plutôt positif | Total positif | Regrette la fin de l'URSS | Pense qu'il est plus important que son pays entretienne des liens forts avec la Russie plutôt que l'UE |
| ----------------------------------------- | ------------ | -------------- | ------------- | ------------------------- | --- |
| Russie                                    | 4 %          | 18 %           | 22 %          | 69 %                      | |
| Ukraine                                   | 3 %          | 19 %           | 22 %          | 34 %                      | 11 %                                                                                                   |
| Biélorussie                               | 6 %          | 30 %           | 36 %          | 54 %                      | 47 %                                                                                                   |
| Estonie                                   | 7 %          | 49 %           | 56 %          | 15 %                      | 8 % |
| Lituanie                                  | 6 %          | 43 %           | 48 %          | 23 %                      | 6 % |
| Lettonie                                  | 6 %          | 33 %           | 39 %          | 30 %                      | 14 %                                                                                                   |
| Géorgie                                   | 3 %          | 16 %           | 18 %          | 42 %                      | 26 %                                                                                                   |
| Arménie                                   | 4 %          | 8 %            | 13 %          | 79 %                      | 71 %                                                                                                   |
| Moldavie                                  | 4 %          | 19 %           | 24 %          | 70 %                      | 43 %                                                                                                   |
| Pologne                                   | 9 %          | 42 %           | 51 %          |                           | |
| Tchéquie                                  | 14 %         | 38 %           | 53 %          |                           | |
| Roumanie                                  | 10 %         | 37 %           | 47 %          |                           | |
| Bulgarie                                  | 6 %          | 26 %           | 32 %          |                           | |
| Hongrie                                   | 8 %          | 46 %           | 54 %          |                           | |
| Études du Pew Research Center (2015-2017) |              |                |               |                           | |

En 2023, une autre étude le classe à la dernière place des anciens dirigeants de la Russie (64 % de notes négatives contre 19 % de notes positives), juste derrière Boris Eltsine.

#### Autres engagements internationaux

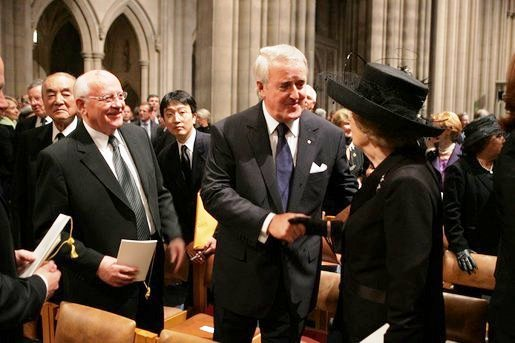
Mikhail Gorbatchev, Brian Mulroney et Margaret Thatcher, le 11 juin 2004 en la cathédrale de Washington lors des funérailles de Ronald Reagan.

Il coorganise avec le maire de Rome Walter Veltroni le 4e Sommet des lauréats du prix Nobel qui s'est tenu le 29 novembre 2003 à l'Hôtel de Ville de Rome et rencontre à cette occasion le 14e dalaï-lama, Óscar Arias Sánchez, Shimon Peres et Lech Wałęsa.
Il reçoit, le 27 octobre 2005, le titre honorifique d’archonte du Patriarche de Constantinople en présence des ambassadeurs de Grèce et de Chypre, du consul général de la fédération de Russie aux États-Unis et de l’ancien directeur de la CIA, George Tenet, lequel en lui remettant la distinction a ajouté que Mikhaïl Gorbatchev est l'un des chefs politiques les plus honnêtes.
Le 21 novembre 2006, il est opéré de l'artère carotide dans une clinique de Munich, en Allemagne. C'est dans ce pays qu'avait été traitée son épouse Raïssa qui avait succombé à une leucémie le 20 septembre 1999 à l'âge de 67 ans.
En 2009, il intervient dans le documentaire environnemental Nous resterons sur Terre.
Il déclare avoir reçu une fois des honoraires de 400 000 $ pour une conférence où il était invité, mais assure qu'habituellement il gagnait moins que ça.

#### Engagement contre la course aux armements
En 2017, il s'inquiète de la course aux armements dans le monde et déclare que « le monde se prépare pour la guerre ». Dans une tribune publiée par le Time, il demande à Donald Trump et Vladimir Poutine de faire voter au Conseil de sécurité des Nations unies une résolution visant à interdire une éventuelle guerre nucléaire.
Selon lui, « aussi longtemps qu’il existera des armes de destruction massive, principalement des armes nucléaires, le danger sera colossal ». Il identifie deux menaces planétaires : une guerre dévastatrice et la destruction des conditions de vie par le réchauffement climatique. A ce titre, il critique vivement Donald Trump pour sa décision de retirer les États-Unis du traité (Intermediate Nuclear Forces Treaty) sur les armes nucléaires, la qualifiant de «manque de sagesse» et d'«erreur». Il avertit que cette décision risque de saper les efforts de désarmement nucléaire établis pendant la Guerre froide et exhorte Washington à revenir sur son choix pour préserver la paix mondiale.
Mikhaïl Gorbatchev détenait en partie la rédaction du journal russe indépendant Novaïa Gazeta, avec l'homme d'affaires Alexandre Lebedev.

#### Toujours actif dans le cadre de ses fondations
Avec la Green Cross International — qui dispose de 18 millions d'euros, financé par des donations privées et des subventions allouées par 34 États —, il continue à défendre l'environnement. Le 12 mars 2012, il est intervenu lors de l'ouverture du sixième Forum mondial de l'eau, à l'âge de 81 ans, devant les délégués de 140 pays. Dans une interview du journal Le Monde, il se dit sceptique quant à la création d'une organisation mondiale de l'environnement, mais très favorable à la création d'un tribunal international « chargé de juger ceux qui sont coupables de crimes écologiques, aussi bien des chefs d'entreprise que des chefs d'État ou de gouvernement ».

### Mort et obsèques
Peu de temps avant sa mort, Gorbatchev déclare toujours se sentir socialiste, ajoutant même penser que « Lénine demeure notre dieu à tous ».
Mikhaïl Gorbatchev meurt le 30 août 2022 à l'âge de 91 ans, des « suites d'une longue maladie grave », selon l'Hôpital clinique central dépendant directement de la présidence russe.
Le dalaï-lama a écrit à la Fondation Gorbatchev pour exprimer ses « condoléances à sa fille, Irina Virganskaya et aux membres de sa famille, ses amis et ses partisans ». En Occident, de nombreuses réactions saluent le rôle historique de Gorbatchev, alors que celles des autorités russes sont plus mesurées. La ville de Berlin met les drapeaux en berne le 3 septembre, pour rendre hommage à « l'un des pères de l'unité allemande ».
Le président Vladimir Poutine s'est incliné devant la dépouille de Mikhaïl Gorbatchev, mais n'a pas assisté à ses obsèques. En raison des tensions entre la Russie et l'Occident provoquées par la guerre en Ukraine, aucun dirigeant occidental ne se rend aux obsèques de Gorbatchev, à l'exception du Premier ministre hongrois Viktor Orbán, le 3 septembre 2022. L'ancien président russe Dmitri Medvedev y assistait également.
La dépouille de Mikhaïl Gorbatchev est inhumée au cimetière de Novodievitchi (Moscou). Si les hommages dans les pays occidentaux sont quasi unanimes, en Russie, l’ambivalence autour de son rôle révèle autant les divisions historiques que sociétales, laissant Gorbatchev entre admiration et reproches pour avoir transformé le pays.

## Image publique

### Traits de personnalité
Gorbatchev avait l'habitude de parler de lui-même à la troisième personne. Ses proches reconnaissent qu'il avait une excellente mémoire, jusqu'à la fin de sa vie, il était capable de réciter par cœur des passages de la littérature classique russe, des poèmes ou des chansons. Il impressionnait ses collaborateurs, en raison du fait qu'il arrivait à se rappeler les personnes qu'il n'avait vues qu'une seule fois auparavant. En privé, il appréciait particulièrement chanter des chansons apprises pendant sa jeunesse.
Particularité pour l'époque en Russie, Gorbatchev était réputé pour boire très peu d'alcool, sans pour autant  en faire un dogme.

### Rapport avec la religion chrétienne
Gorbatchev est baptisé en secret à la naissance par son grand-père paternel. Chez ses grands-parents maternels trônaient des icônes religieuses aux côtés des classiques communistes. Peu avant et pendant la Guerre, la politique anti-religieuse soviétique s’atténue et la grand-mère maternelle en profite pour amener le jeune Gorbatchev à l'église. Elle baptisa également dans le secret, la fille unique de Gorbatchev lors d'une visite de cette dernière dans le village natal de Gorbatchev.
Au cours de sa vie, Gorbatchev prouva son ouverture intellectuelle à propos de la religion chrétienne. En témoigne la grande admiration qu'il avait pour Jean-Paul II ou pour Saint-François d'Assise, voire même pour le Christ. En 1992, lors d'une visite à Nazareth, il déclare : « Le dernier des socialistes honore la mémoire du premier des socialistes, Jésus-Christ. ».
Pour autant, il déclare en 2008 : « J’étais et je reste un athée. La religion est importante pour la société et c’est de plein gré que j’ai visité des Eglises, des synagogues et des mosquées au cours de mes voyages. Mais on ne peut pas dire de moi que je l’ai fait parce que je suis croyant. ».

### Présence médiatique
Il fait en 1993 une apparition dans son propre rôle, dans le film Si loin, si proche ! de Wim Wenders.

#### Publicités
Mikhaïl Gorbatchev a participé à des annonces publicitaires pour les restaurants Pizza Hut où des gens l'acclament pour la liberté qu'il aurait apportée aux Soviétiques, y compris celle d'avoir des restaurants occidentaux, et dix ans plus tard pour la compagnie de luxe Louis Vuitton, où on le voit, un sac Louis Vuitton à ses côtés, dans une voiture de prestige russe longeant le mur de Berlin. La première publicité était destinée à collecter des fonds pour une bibliothèque d'archives de la Perestroïka, tandis que la cachet de la seconde a été reversé à sa fondation Green Cross International.

## Hommages et postérité

### Dans la culture

#### Cinéma
- 1985 : Rocky 4 de Sylvester Stallone avec David Lloyd Austin
- 1989 : Opération crépuscule d'Andrew Davis avec John D'Amico
- 1993 : Si loin, si proche ! de Wim Wenders : lui-même
- 2005 : Brezhnev de Sergey Snezhkin avec Sergei Barkovsky
- 2007 : 12 de Nikita Mikhalkov avec Ferit Myazitov
- 2014 : Le Vieux qui ne voulait pas fêter son anniversaire de Felix Herngren avec Sigitas Račkys
- 2023 : Reagan de Sean McNamara avec Aleksander Krupa
- 2023 :Tetris de Jon S. Baird avec Matthew Marsh

#### Télévision
- 1989 : Super Mario Bros. de Steve Binder et John Grusd avec Martin C. Gardner
- 1989 : Les Simpson de Matt Groening avec Hank Azaria
- 1997 : Publicité de Pizza Hut avec lui-même
- 2008 : Les Griffin saison 2 épisode 3 Dammit Janet! et saison 7 épisode 8 Personne n'est parfait
- 2019 : Chernobyl de Craig Mazin et Johan Renck avec David Dencik
- 2022 : Reagan & Gorbachev de James Foley avec Christoph Waltz

#### Documentaires
- 2006 : La Bataille de Tchernobyl de Thomas Johnson, diffusé sur France 3 vingt ans jour pour jour après la catastrophe de Tchernobyl.
- 2007 : La 11e heure, le dernier virage de Nadia Conners et Leila Conners Petersen, produit par Leonardo DiCaprio
- 2009 : Nous resterons sur Terre d'Olivier Bourgeois et Pierre Barougier
- 2009 : Gorbatchev-Védrine : une histoire inédite du Mur de Stéphane Paoli, (programmé sur la chaîne France 2 dans l'émission Infrarouge le 5 novembre 2009)
- 2011 : Les derniers jours de l'URSS de Jean-Charles Deniau
- 2011 : Mikhaïl Gorbatchev, Simples confidences de Gulya Mirzoeva
- 2018 : Rendez-vous avec Gorbatchev de Werner Herzog
- 2020 : Gorbatchev - En aparté de Vitaly Mansky
- 2021 : Gorbatchev et la fin de l’empire soviétique de Violette de L'Isle Adam

### Récompenses, distinctions et décorations

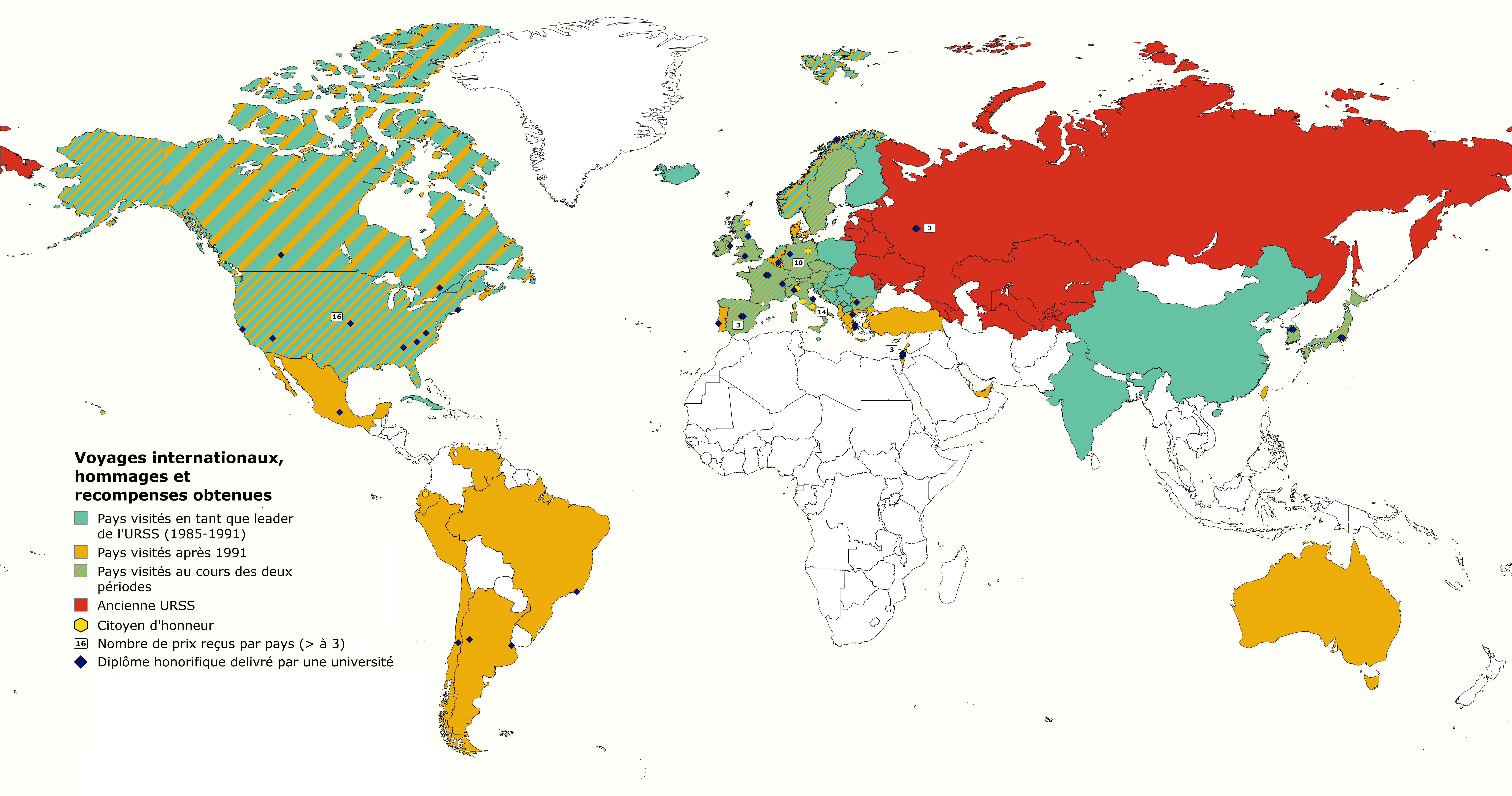
Voyages internationaux, hommages et récompenses obtenues de Mikhaïl Gorbatchev.

#### Distinctions
- Membre honoraire du Club de Rome[154].
- Membre d'honneur du Club de Budapest, dont il a reçu, en 1997 le Prix Conscience planétaire[155].
- 2003 : Grammy Award du meilleur livre audio pour enfants[156].
- 2008 :  Médaille de la Liberté de Philadelphie
- 2010 : prix Dresde.